# St. Nazarius (Ober-Roden)

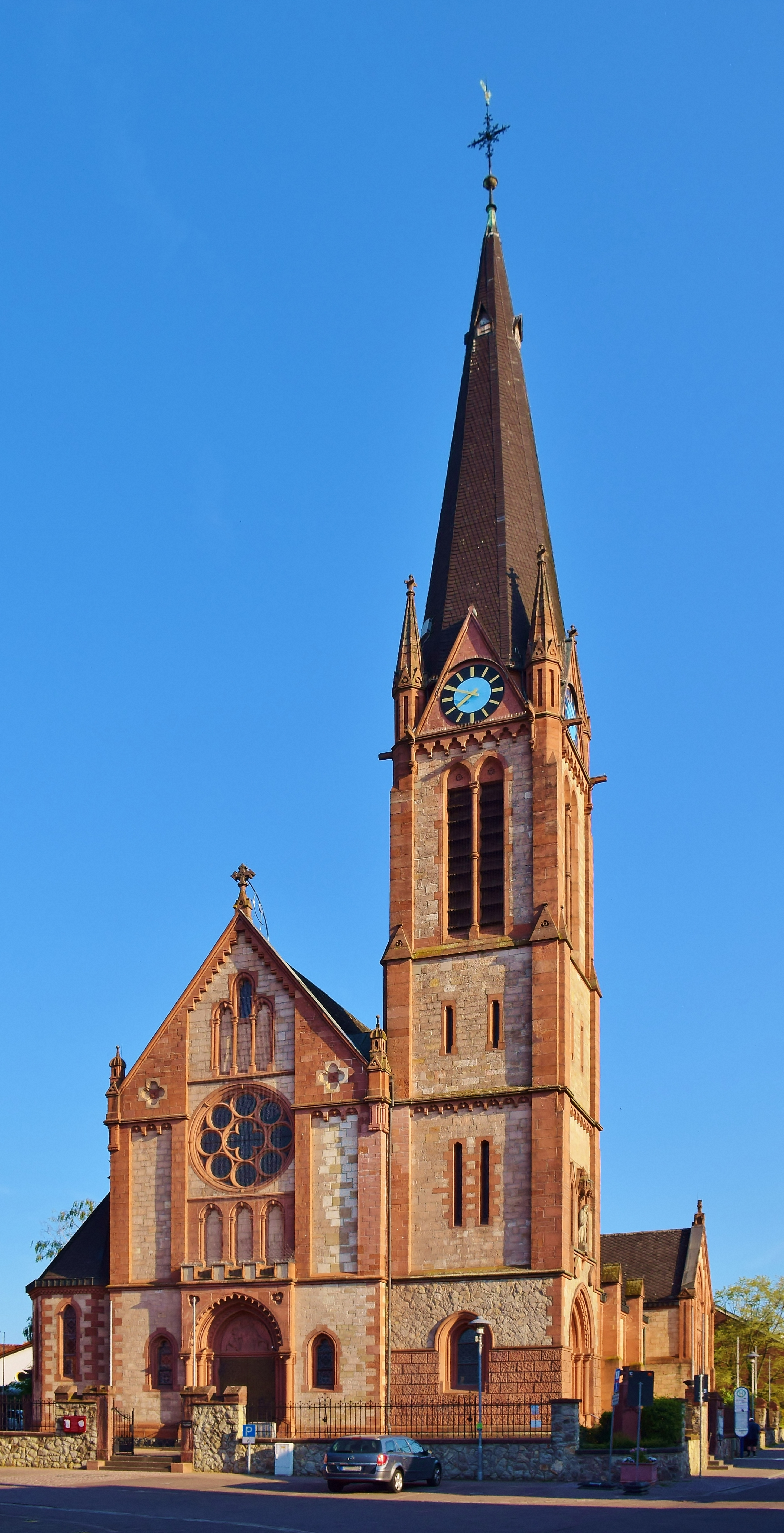
Die katholische Pfarrkirche St. Nazarius in Ober-Roden

Die römisch-katholische Pfarrkirche St. Nazarius ist ein neugotisches Kirchengebäude im Rödermärker Stadtteil Ober-Roden, das zum Pastoralraum Rodgau-Rödermark der Region Mainlinie im Bistum Mainz gehört. Die Kirche steht unter dem Patrozinium des heiligen Nazarius und des heiligen Johannes Nepomuk. Mit ihrem 52,7 Meter hohen Turm prägt die in Ober-Roden auch als Rodgaudom bezeichnete Kirche die Silhouette Ober-Rodens, als dessen Wahrzeichen sie gilt.

## Geschichte

### Das Kloster Rotaha

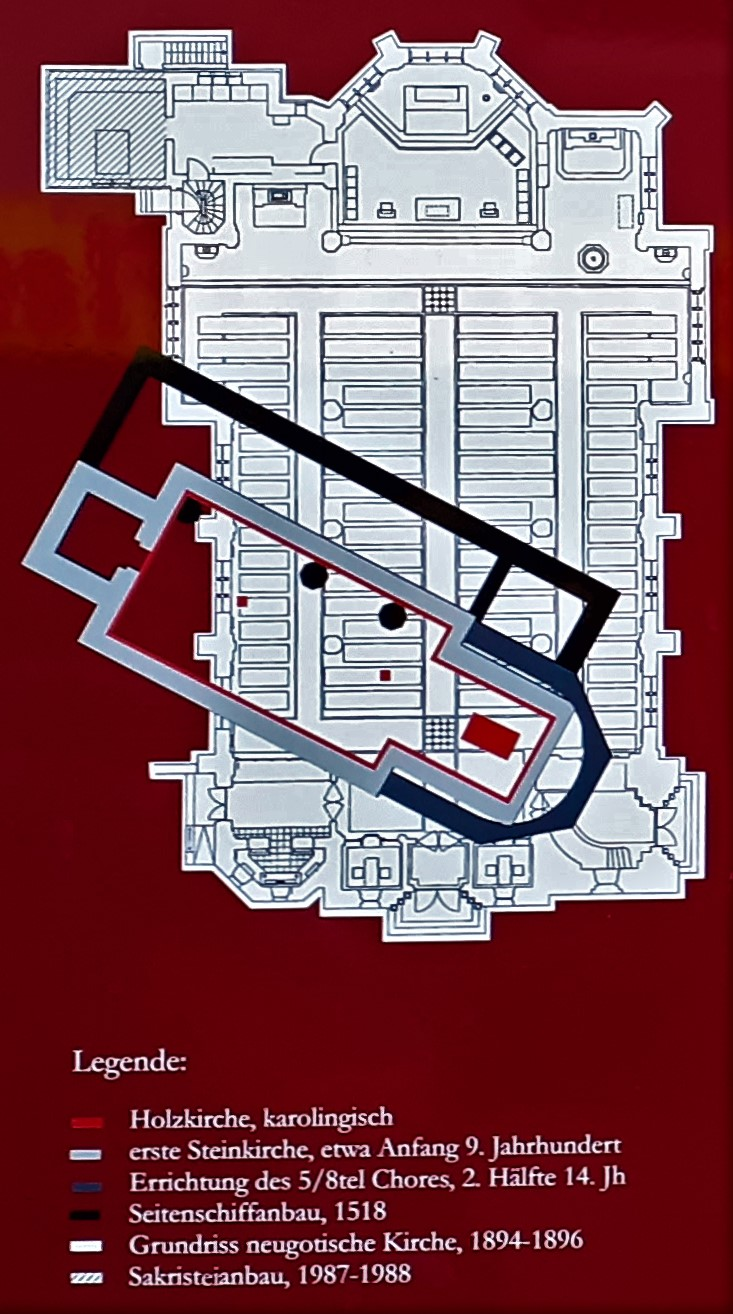
Grundriss der heutigen Pfarrkirche St. Nazarius und ihrer ebenfalls dem heiligen Nazarius geweihten Vorgängerbauten

Mit der Christianisierung des Frankenreiches gelangte das Christentum auch in die Gegend um Ober-Roden. Eine Schenkungsurkunde aus dem Jahr 786, verfasst von der aus dem karolingischen Hochadel stammenden Äbtissin Aba zugunsten des Klosters Lorsch, belegt die Existenz eines Benediktinerinnenklosters namens Rotaha „in der Gemarkung Roden beim Niwenhof am Fluss Rodau“.
Archäologische Ausgrabungen, die zwischen 1985 und 1991 auf dem Gelände des Kirchenhügels in Ober-Roden durchgeführt wurden, deuten darauf hin, dass das Kloster Rotaha dort gestanden haben könnte, wo sich heute die Pfarrkirche St. Nazarius befindet. Neben dem Grundriss einer kleinen Holzkirche, dem mutmaßlich ersten Kirchenbau in Ober-Roden, konnte im Zuge der Ausgrabungen auch der Grundriss einer Steinkirche nachgewiesen werden, die die Holzkirche vermutlich gegen Ende des 8. Jahrhunderts ersetzte. Beide Gotteshäuser waren einschiffig und von Osten (Chorraum) nach Westen ausgerichtet. Die Entdeckung von Resten eines aufwändig gemusterten Fliesenbodens innerhalb der alten Kirchengrundrisse sowie die Übereinstimmung der Patrozinien der heutigen Pfarrkirche und des Klosters Lorsch gelten als Hauptindizien für die Vermutung, dass die Vorgängerbauten der heutigen Kirche als Gotteshäuser des Klosters Rotaha dienten.
Die erste urkundliche Erwähnung, die sich zweifelsfrei auf eine Kirche in Ober-Roden bezieht, stammt hingegen erst aus dem Jahr 1303.

### Steinerne Vorgängerkirche
In der 2. Hälfte des 14. Jahrhunderts wurde ein neuer gotischer Mehreckchor an die bereits bestehende Steinkirche angebaut. Ein Grabstein aus dem Jahr 1393 gibt Pfarrer Johannes Schank als Erbauer des Chores preis. 1518 folgte der Anbau eines Seitenschiffes im Norden. Hierfür wurde die Außenmauer an mehreren Stellen durchstoßen.
Das Patronatsrecht (Recht zur Pfarrstellenbesetzung) in Ober-Roden besaßen anfangs die Herren von Hagen-Münzenberg, 1256 wurde es auf die Grafen von Hanau übertragen. Obwohl Ober-Roden bereits 1425 unter die Landesherrschaft von Kurmainz fiel, behielten die Hanauer Grafen das Patronatsrecht bis 1578 bei.
Zur Zeit der Reformation herrschten deshalb zeitweise unklare Verhältnisse in Ober-Roden. Der 1555 beschlossene Augsburger Reichs- und Religionsfrieden erlaubte es den Landesherren gemäß der Formel „cuius regio, eius religio“ (wessen Land, dessen Religion), über den Glauben der Bevölkerung innerhalb ihrer Gebiete frei zu entscheiden. Es entstanden Konflikte, da die Herren von Hanau zum lutherischen Glauben übergetreten waren und die Pfarrstelle neu besetzen wollten, während der Kurfürst von Mainz am katholischen Glauben festhielt. 1578 konnte schließlich eine Einigung erzielt werden: Mainz durfte die Pfarrstelle besetzen (ius praesentandi), Hanau wurde bei der Besetzung ein gewisses Mitspracherecht eingeräumt (ius conferendi).
Im Dreißigjährigen Krieg wurde die Ober-Röder Steinkirche geplündert und gebrandschatzt. Große Teile des Mauerwerks widerstanden jedoch den Flammen und der Witterung, sodass die Kirche unmittelbar nach Beendigung des Krieges unter Verwendung von Stiftungsgeldern der Ober-Rodener Spendung wiederaufgebaut und schließlich im Jahr 1660 wieder eingeweiht werden konnte.
Bereits Mitte des 18. Jahrhunderts kamen Bestrebungen auf, die Kirche angesichts der wachsenden Ortsbevölkerung zu erweitern sowie die im Laufe der Jahre entstandenen baulichen Mängel im Zuge einer Sanierung zu beheben. Ein Zeugnis für ihre Baufälligkeit stellte der Einsturz der Empore gegen Ende des 18. Jahrhunderts dar. Eine Inspektion der Kirche durch eine Baukommission 1829 zeigte jedoch schnell auf, dass das Kirchengebäude sich in einem derart schlechten Zustand befand, dass die bestehenden Probleme nicht allein durch einen Anbau behoben werden konnten. Mangels finanzieller Mittel wurde die Kirche zunächst nur notdürftig repariert, eine Erweiterung oder ein Neubau blieb vorerst aus.

### Neugotische Basilika von 1896

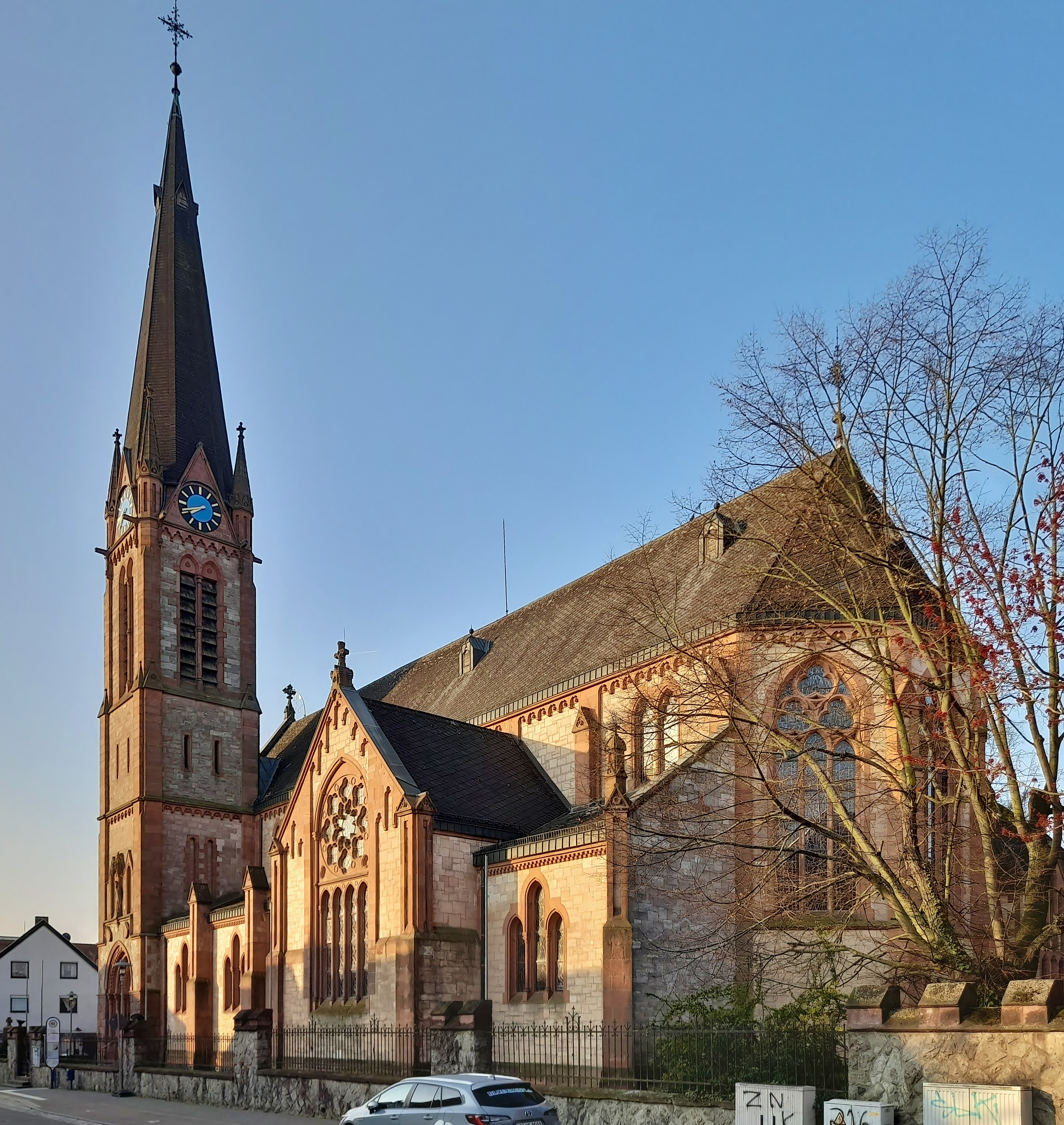
Nordostansicht der heutigen neugotischen Kirche

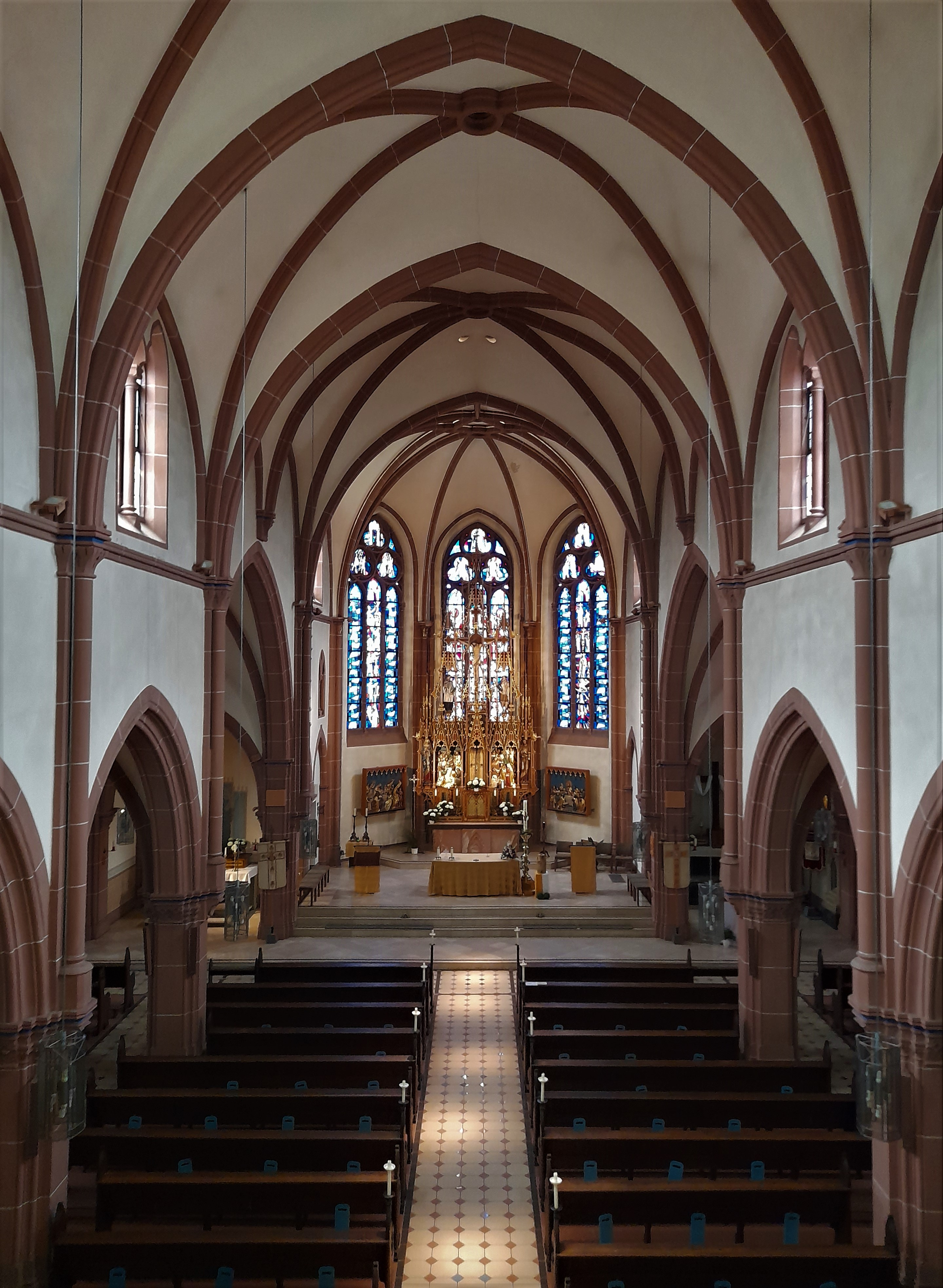
Innenraum der Kirche

Obwohl die alte Kirche bereits 1829 für baufällig erklärt worden war, gelang es erst 1894–1896 unter Pfarrer Dockendorff, die Pfarrkirche St. Nazarius in ihrer heutigen Form im Stil der Neugotik neu zu errichten.
Am 9. Oktober 1894 wurde der erste Spatenstich durch Pfarrer Dockendorff vollzogen. Die Grundsteinlegung für die neugotische Basilika folgte etwa ein Jahr später am 5. Mai 1895. Geleitet wurde der Bau durch den Frankfurter Architekten Josef Röder, der zeitgleich auch den Bau der stilistisch ähnlichen Pfarrkirche St. Matthias in Nieder-Roden beaufsichtigte. Am 4. Oktober 1896 wurde die neue Kirche geweiht und dem Patrozinium des heiligen Nazarius (Kirchenpatron) und des heiligen Johannes Nepomuk (Ortspatron) anvertraut. Im Gegensatz zu ihrer Vorgängerkirche, die von Westen (Turm) nach Osten (Chor) parallel zur Heitkämperstraße ausgerichtet war, wurde für die neugotische Basilika eine Orientierung von Süden (Turm) nach Norden (Chor) parallel zur Frankfurter Straße gewählt. Im Ober-Röder Volksmund erhielt das Gotteshaus aufgrund seines für eine Dorfgemeinde gewaltigen Ausmaßes schon bald den Beinamen „Dom des Rodgaues“.
Die beiden Weltkriege hinterließen mit Ausnahme von Fensterbrüchen auf der Westseite keine wesentlichen Schäden. Witterungsbedingter Verfall an Dach und Turm machte eine umfangreiche Renovierung allerdings dennoch unumgänglich.
Eine Teilrenovierung des Innenraums, die v. a. den Chorraum und die Seitenchöre betraf, wurde 1953/1954 durchgeführt. Das Vorgehen war dabei stark vom Stil der Wiederaufbauphase nach Ende des Zweiten Weltkriegs geprägt, sodass kaum Rücksicht auf den Erhalt alter Strukturen gelegt wurde. Gotische Elemente wurden durch neue Elemente ersetzt, die deutlich sachlicher und schlichter gestaltet waren.
Eine zweite umfangreiche Renovierungsphase folgte 1956–1958, in deren Folge auch das bunte Ziegeldach der Kirche abgerissen und durch ein dunkelgraues Kunstschieferdach ersetzt wurde. Dabei wurden sämtliche Gauben entfernt und der Dachhelm der Taufkapelle beseitigt. Im Innenraum wurde der rote Sandstein der Kirche stärker hervorgehoben, die Kanzel entfernt, die Seitenaltäre erneuert und hellere Fenster an der Westseite eingesetzt. Von der neugotischen Farbfassung war nach Abschluss der Renovierung kaum etwas erhalten geblieben.
Zwischen 1986 und 1991 fanden erneut umfassende Renovierungsarbeiten an der Außenfassade und im Innenraum statt. Ziel der Arbeiten war vor allem die Wiederherstellung der neugotischen Bausubstanz bzw. ihrer alten Konzeption. Dabei konzentrierte man sich auf die Beseitigung von Hauptschäden am Gebäude, auf bestimmte für das neugotische Erscheinungsbild bedeutsame Elemente (wie z. B. das bunte Ziegeldach) wurde aus Kostengründen hingegen bewusst verzichtet. Vor allem Schädigungen am Sandstein mussten beseitigen werden. Zudem wurden die Dachgauben wieder aufgesetzt, die Taufkapelle mit einem neuen Dachhelm versehen, der Wetterhahn auf der Turmspitze erneuert und die Sakristei durch einen 1988 fertiggestellten Anbau vergrößert. Im Chorraum wurde ein neugotischer Hochaltar aus Mainz-Gonsenheim aufgestellt, Altar und Amben wurden dem neugotischen Stil angepasst, die Orgelempore wurde restauriert und die im Zweiten Weltkrieg zerstörten Fenster der Westseite wurden in ihren neugotischen Originalmotiven wiederhergestellt. Die Innenwände wurden neu gestrichen und neue Fliesen, deren Farbgebung an die historischen Fliesen angelehnt war, wurden verlegt.
Im Zeitraum von Oktober 2015 bis März 2016 wurden die vier Ziffernblätter des Kirchturms umfassend restauriert. Die Kosten für Entrostung, Ausbesserung, Grundierung und Neulackierung beliefen sich insgesamt auf ca. 24.000 Euro.
Im Jahr 2024 folgte unter der Bauleitung des Ober-Röder Architekten Siegbert Huther eine grundlegende Sanierung des Kirchendachs. Im Zuge der Arbeiten wurden die asbestbelasteten Kunstschieferschindeln entfernt und die Dächer von Haupt- und Querschiff mit Naturschiefer in Altdeutscher Deckung bzw. Schuppendeckung neu eingedeckt; die Seitenschiffe erhielten hingegen eine neue Überdachung aus Kupferblech. Zudem wurde das Mauerwerk des Kirchenschiffs einer Sandstrahlreinigung sowie Neuverfugung unterzogen und der Innenraum zur Beseitigung von Wasserflecken stellenweise neu verputzt. Die Kosten der Renovierungsarbeiten beliefen sich insgesamt auf ca. 1,8 Millionen Euro, von denen die Kirchengemeinde einen Eigenanteil von etwa 350.000 Euro aufbringen musste. So wurde die Kirche für die nächsten Jahre gerüstet.

## Baubeschreibung
In Gestaltung und Konzeption weist das Bauwerk starke Ähnlichkeiten zu den katholischen Pfarrkirchen St. Matthias (Nieder-Roden) und St. Pankratius (Offenbach-Bürgel) auf, die ebenfalls nach Plänen des Architekten Josef Röder im neugotischen Baustil errichtet wurden.
Die katholische Pfarrkirche St. Nazarius Ober-Roden weist einen basilikaähnlichen Grundriss auf. In der Länge misst sie 38,00 m und ist dabei durch fünf Sandsteinpfeiler in sechs getrennte Joche unterteilt. Ihre Breite beträgt mit den Seitenschiffen 18,60 m, im Querschiff gar 23,00 m. Das Hochschiff besitzt eine Höhe von 14,00 m. Ihr Turm mit einer Grundfläche von 6 m × 6 m ist 52,70 m hoch.

## Ausstattung

### Innenraum
Die Pfarrkirche St. Nazarius gliedert sich in drei Schiffe. Der Mittelgang führt direkt auf den Chorraum zu, in dessen Mitte der Altar steht. Die Frontseite seines Sandsteinsockels trägt die Inschrift: „Gottes Haus ist hier und die Pforte des Himmels“ (Gen. 28,17). Gesäumt wird der Altar von zwei stilgleichen Amben.

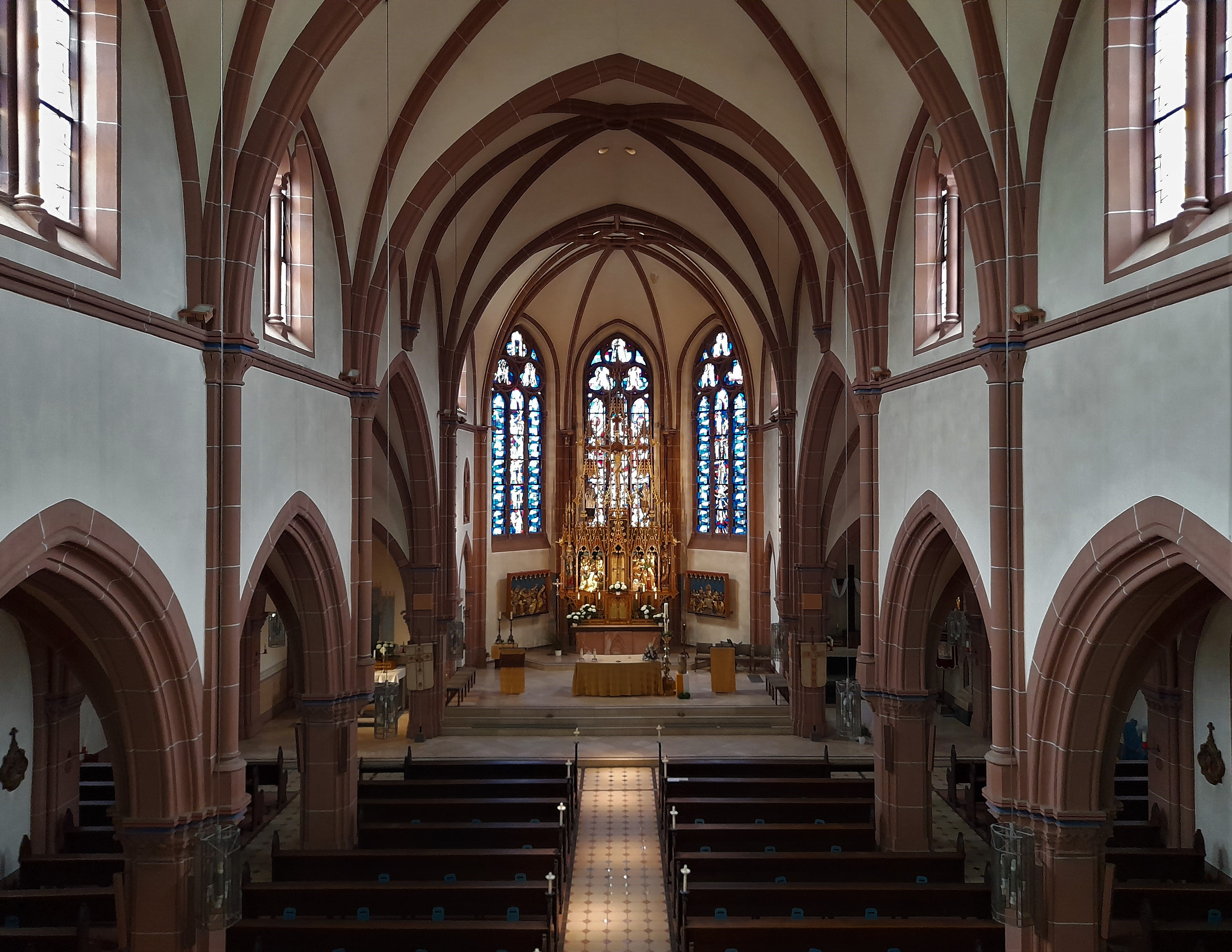
Innenraum
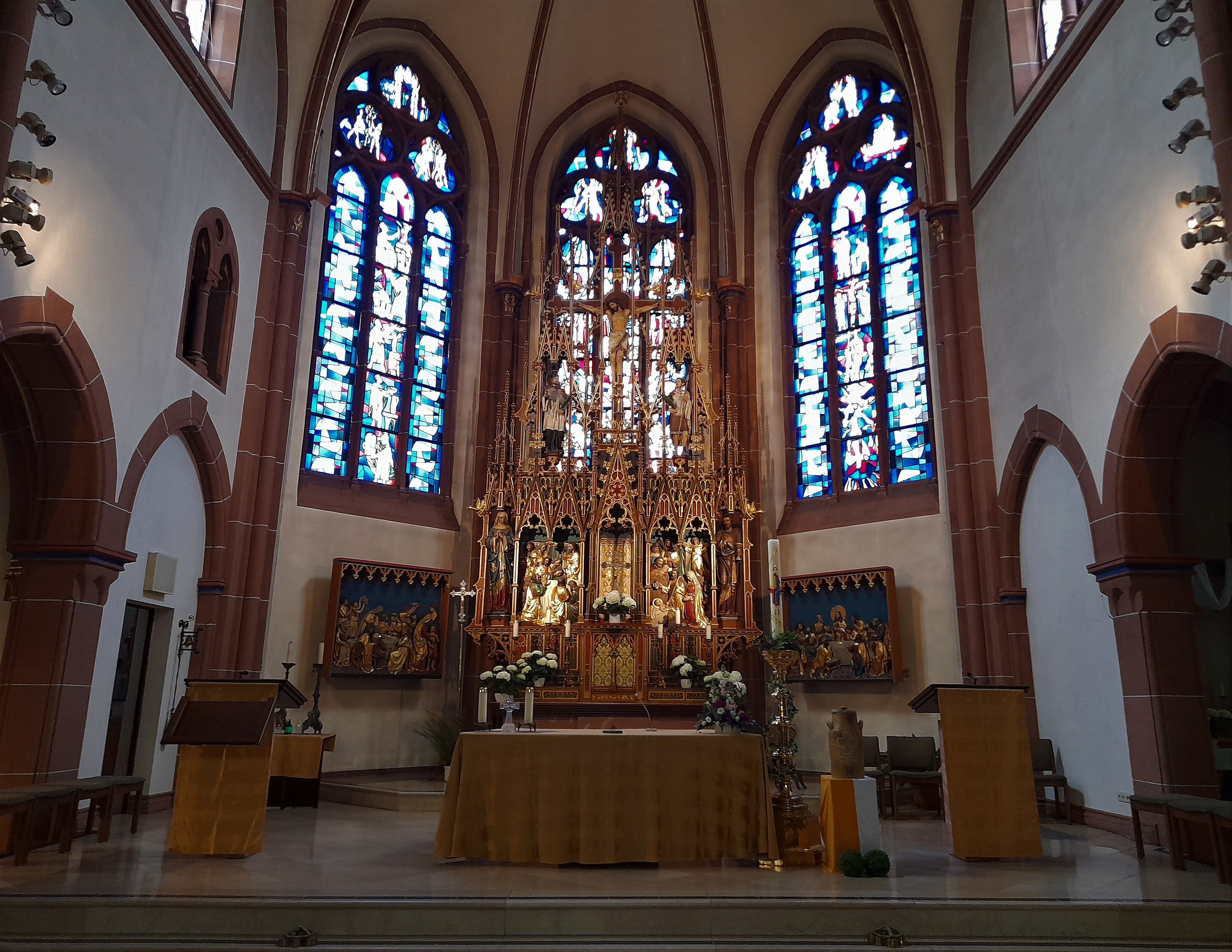
Altarraum
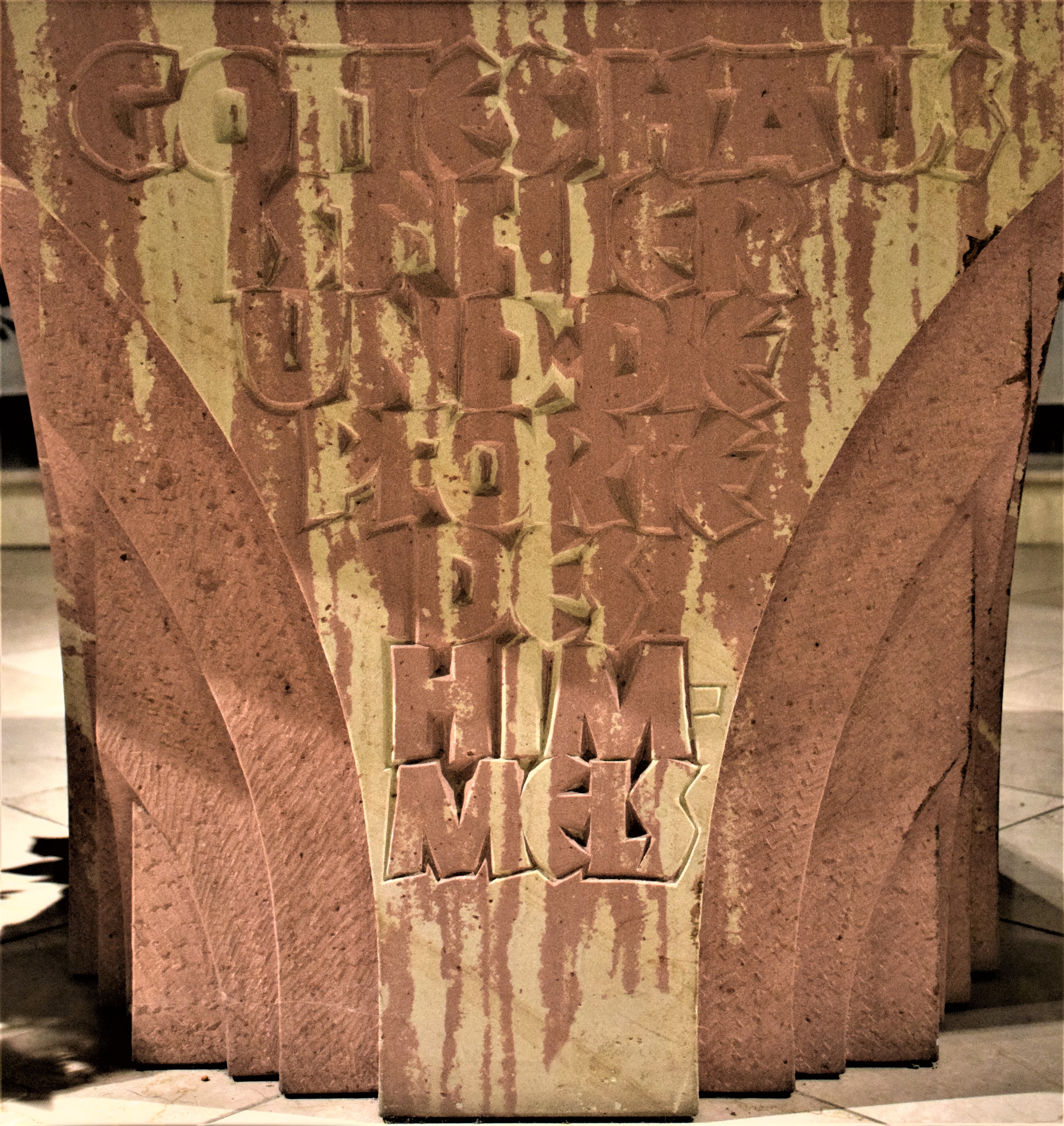
Altarsockel-Inschrift

### Hochaltar
Der neugotische Hochaltar steht an der Rückwand des Altarraumes. Er stammt ursprünglich aus der Kirche St. Stephan in Mainz-Gonsenheim. Aufgrund seiner Ähnlichkeit zum ehemaligen Hochaltar von St. Nazarius wurde er bei der Umgestaltung des Innenraumes ausgewählt und in St. Nazarius aufgestellt. Im Zentrum des Hochaltars steht der gekreuzigte Jesus, der vom heiligen Nazarius zu seiner Linken und vom heiligen Johannes Nepomuk zu seiner Rechten flankiert wird. Unterhalb dieser Kreuzigungsgruppe befinden sich der Aussetzungsthron und zwei Reliefbilder, welche die Geburt Jesu Christi sowie die Feier des letzten Abendmahls abbilden. Auf Höhe des Aussetzungsthrones grenzen Figuren der heiligen Maria und des heiligen Apostels Johannes den Hochaltar zur Seite ab.
Zwei Reliefplatten aus dem alten Hochaltar von St. Nazarius, der in den 1950er-Jahren entfernt wurde, säumen den heutigen Hochaltar. Sie stellen die Hochzeit zu Kana (links) und das letzte Abendmahl (rechts) dar.

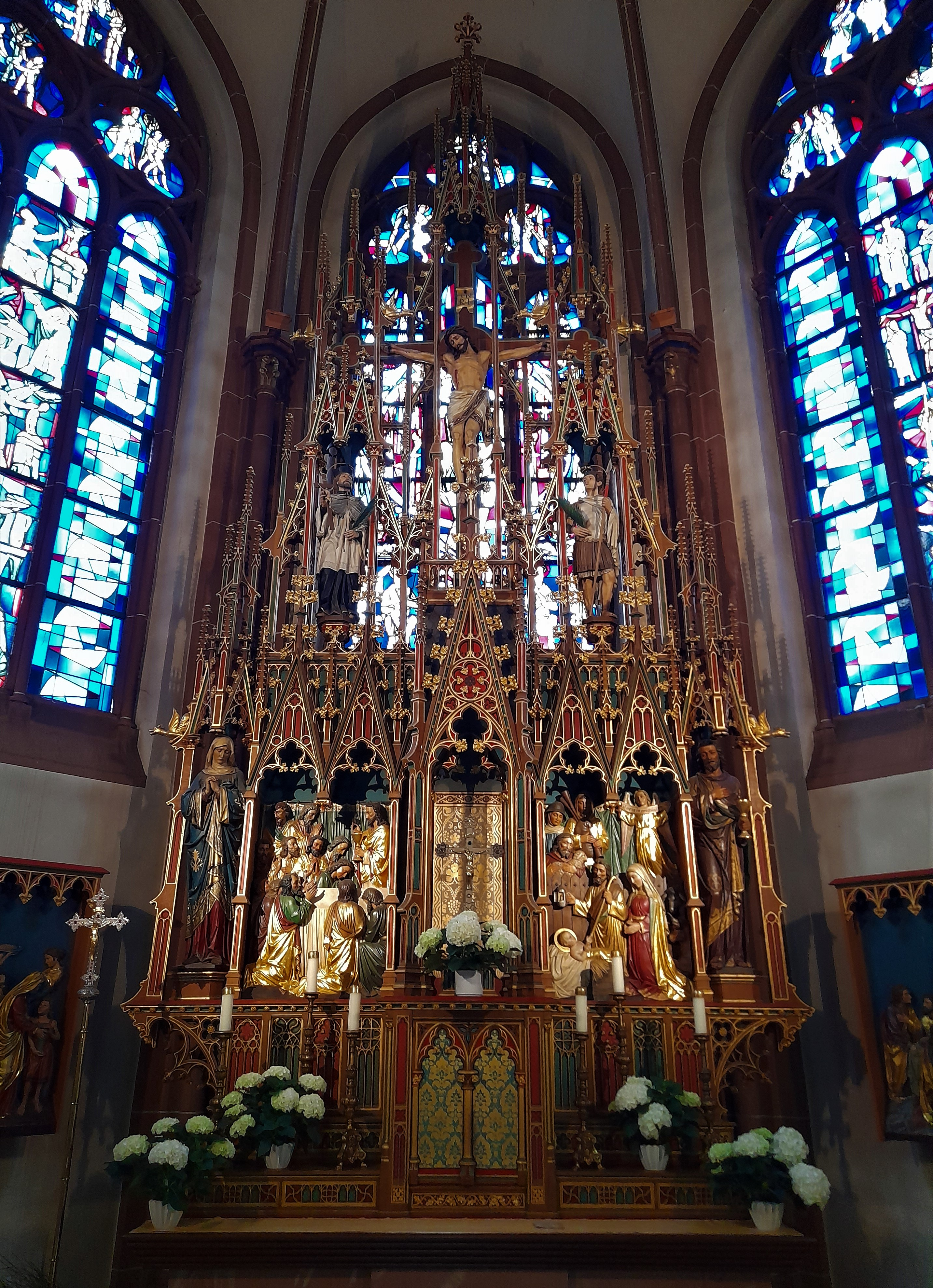
Hochaltar
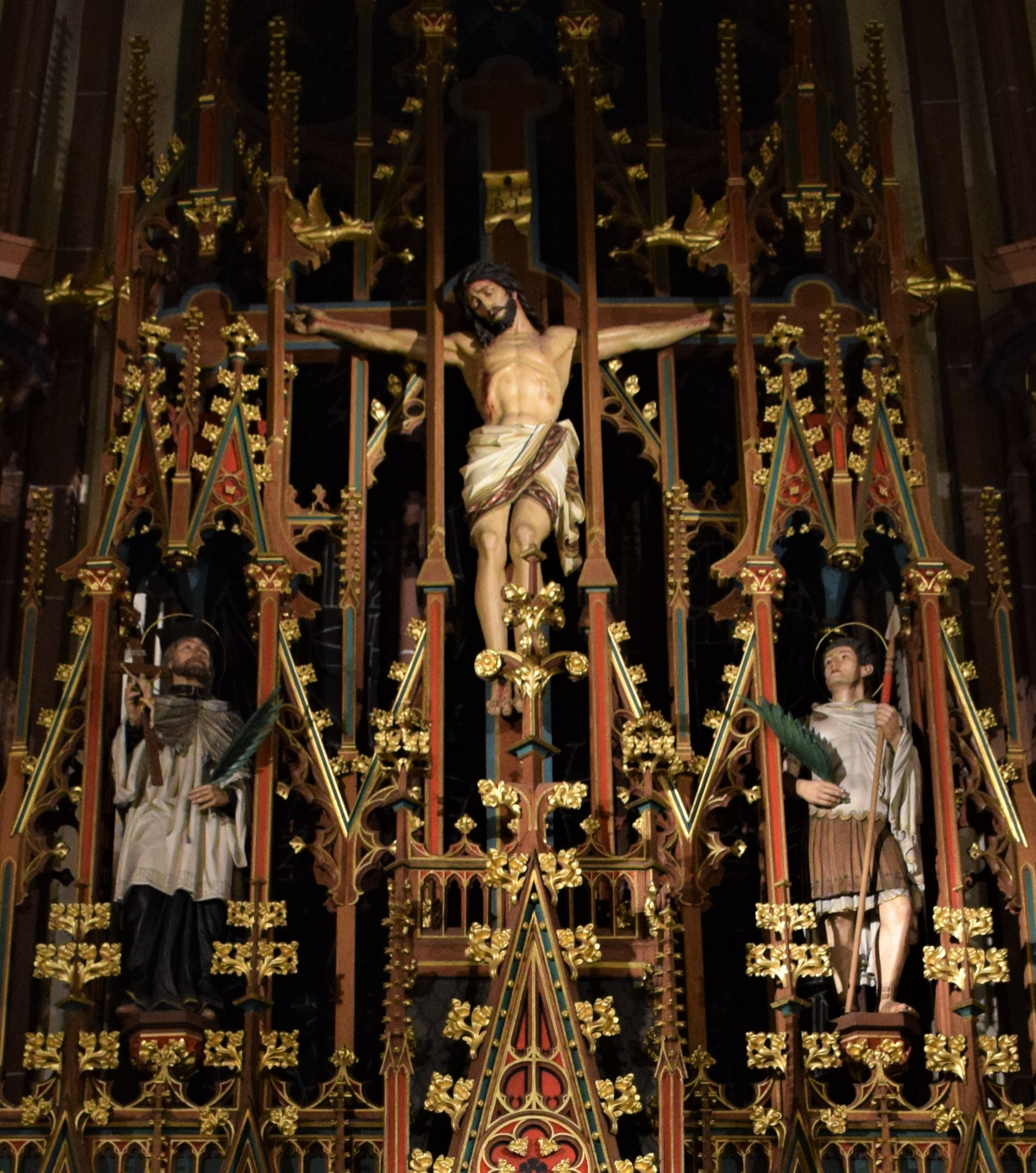
Kreuzigungsgruppe
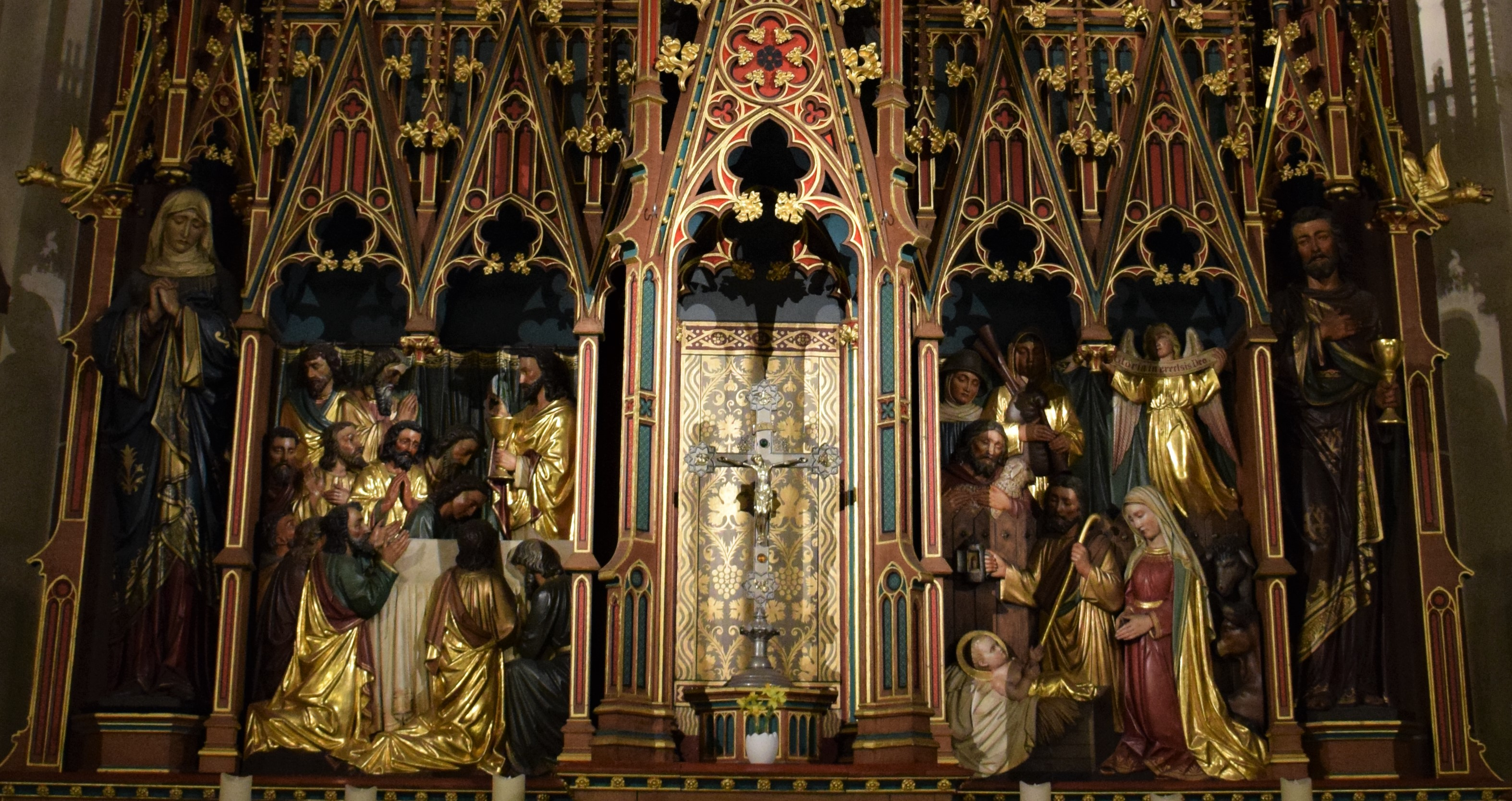
Aussetzungsthron & Reliefbilder
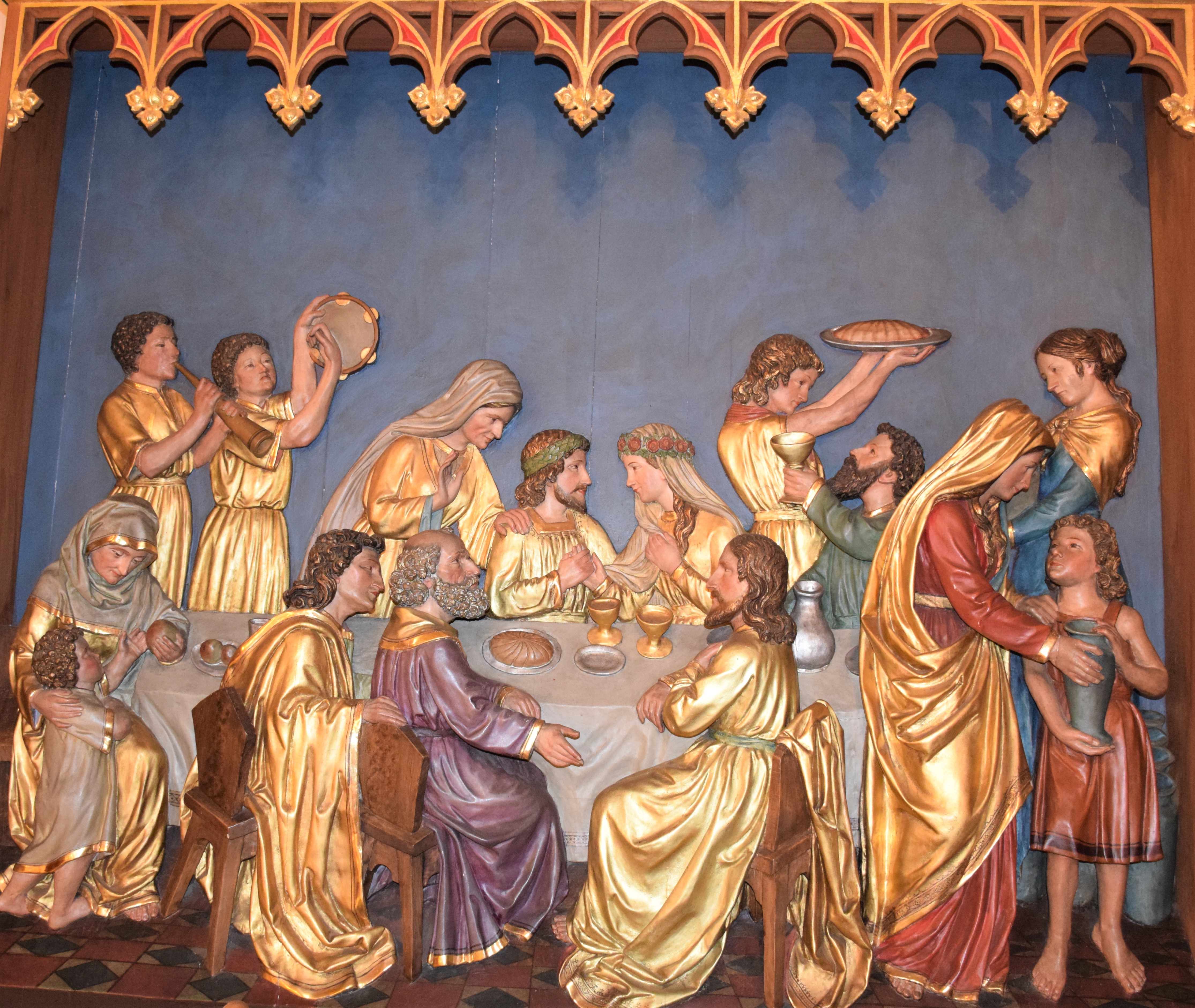
Linke Reliefplatte
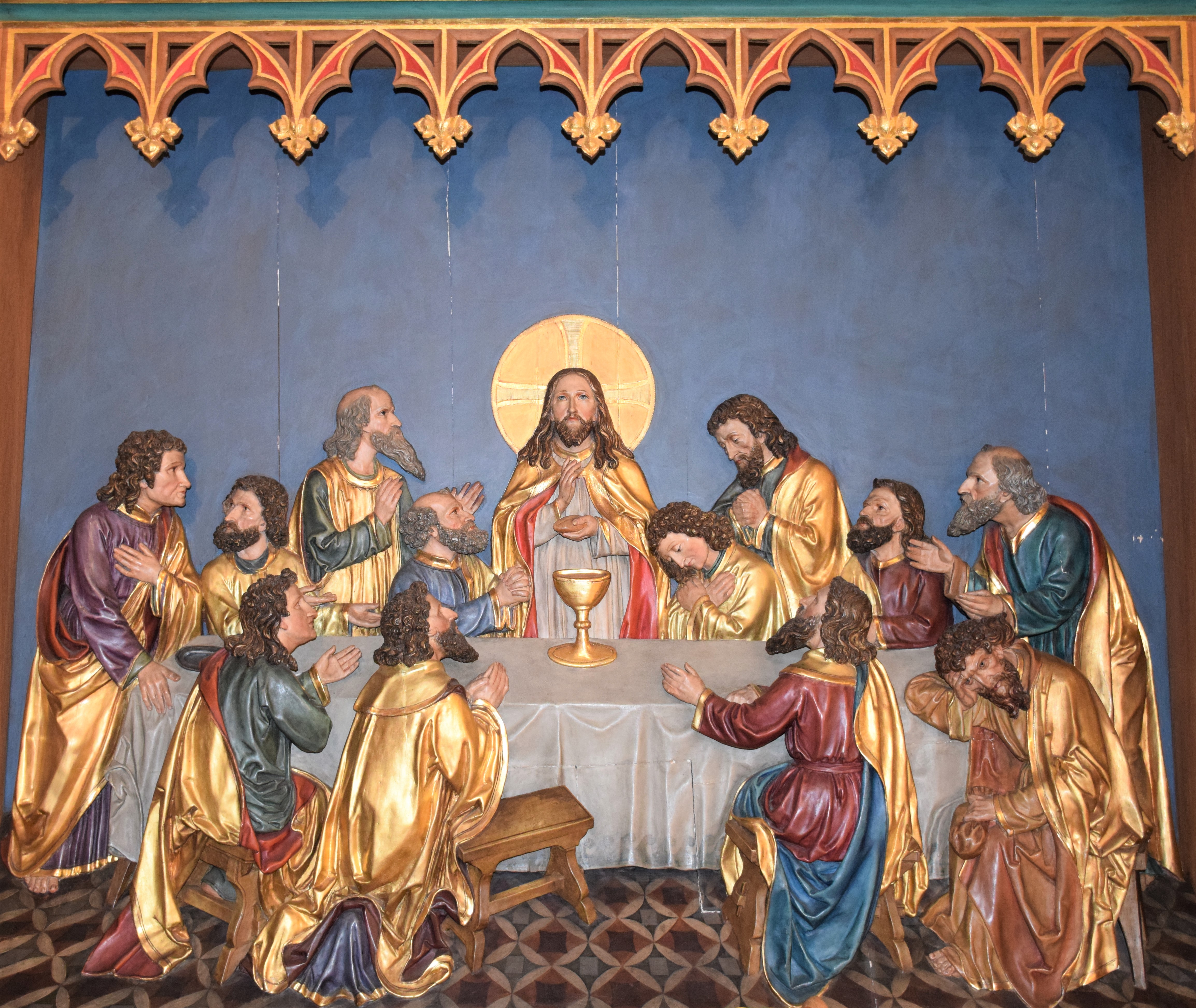
Rechte Reliefplatte

### Chorraumfenster
Die drei Chorraumfenster wurden 1954 vom Glaskünstler Heinz Hindorf angefertigt.
Das linke Fenster zeigt Motive des Alten Testaments, die von oben nach unten chronologisch angeordnet sind: 1. Erschaffung von Mann und Frau, 2. Sündenfall, 3. Vertreibung aus dem Paradies, 4.  Abels Opfer, 5. Noahs Opfer, 6. Abrahams Opfer, 7. Melchisedechs Opfer, 8. Mose mit den Zehn Geboten.
Das rechte Fenster zeigt Motive des Neuen Testaments, ebenfalls von oben nach unten chronologisch angeordnet: 1. Mariä Verkündigung, 2. Mariä Heimsuchung, 3. Jesu Geburt in Bethlehem, 4. Hochzeit zu Kana, 5. Jesu Kreuzigung, 6. Jesu Auferstehung, 7. Christi Himmelfahrt, 8. Pfingstereignis.
Das mittlere Fenster, welches durch den Hochaltar verdeckt wird, zeigt die Wiederkunft Christi am Jüngsten Tag.

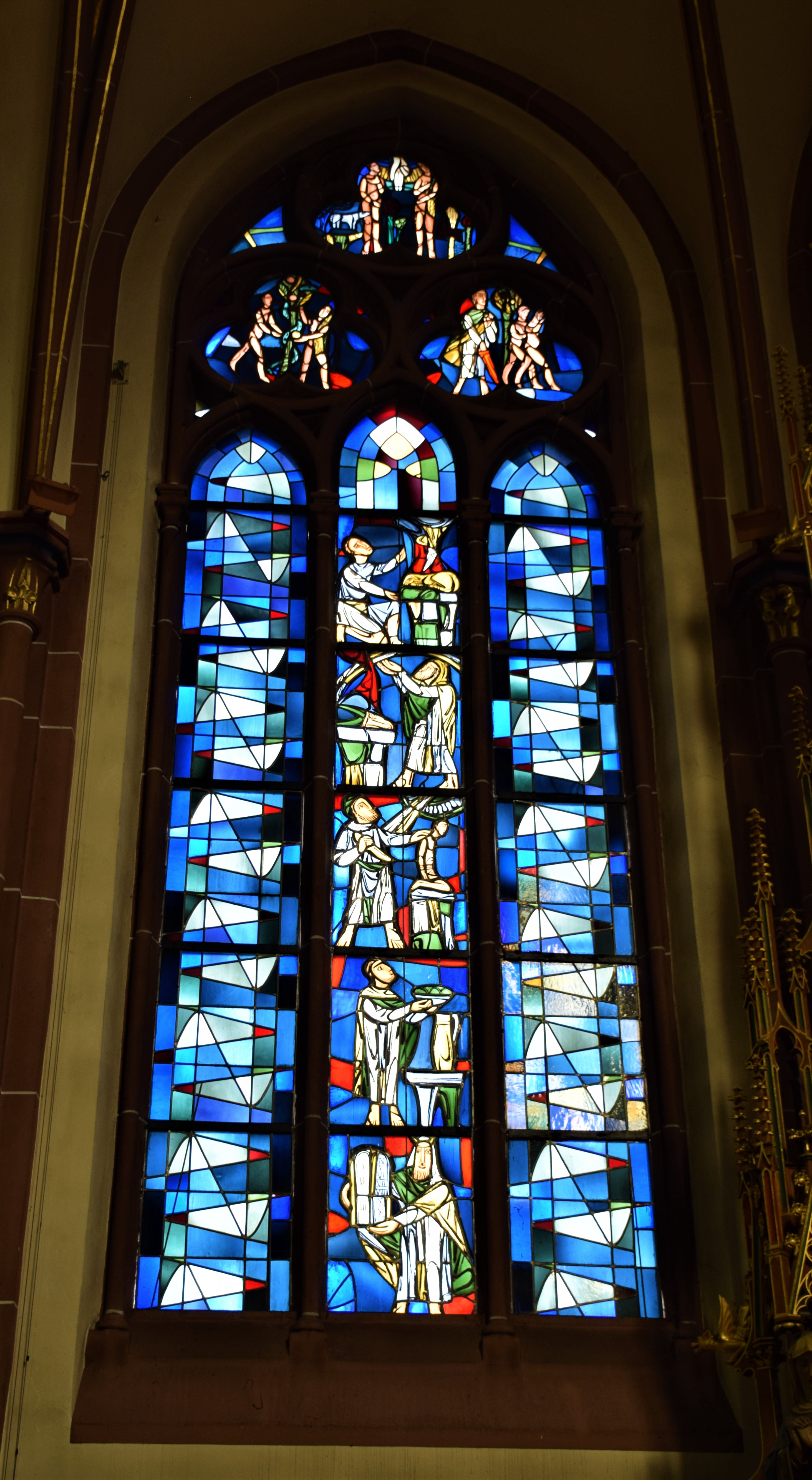
Linkes Chorraumfenster mit Motiven aus dem AT
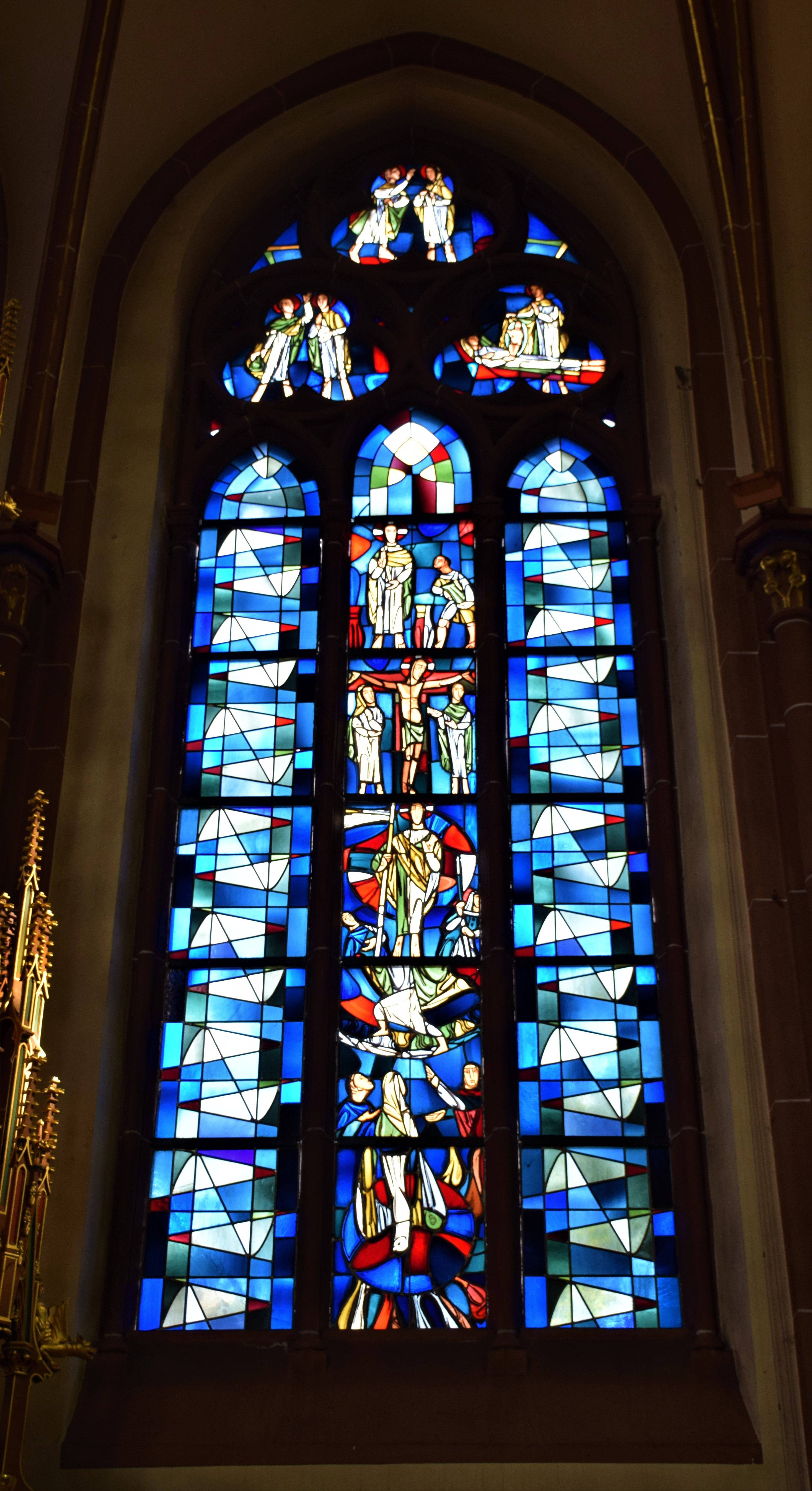
Rechtes Chorraumfenster mit Motiven aus dem NT

### Seitenaltäre
Im linken Seitenchor steht der Marienaltar, im rechten Seitenchor der Josefsaltar. Nahe dem Josefsaltar befinden sich auch das Grab Pfarrer Dockendorffs sowie das achteckige Taufbecken.

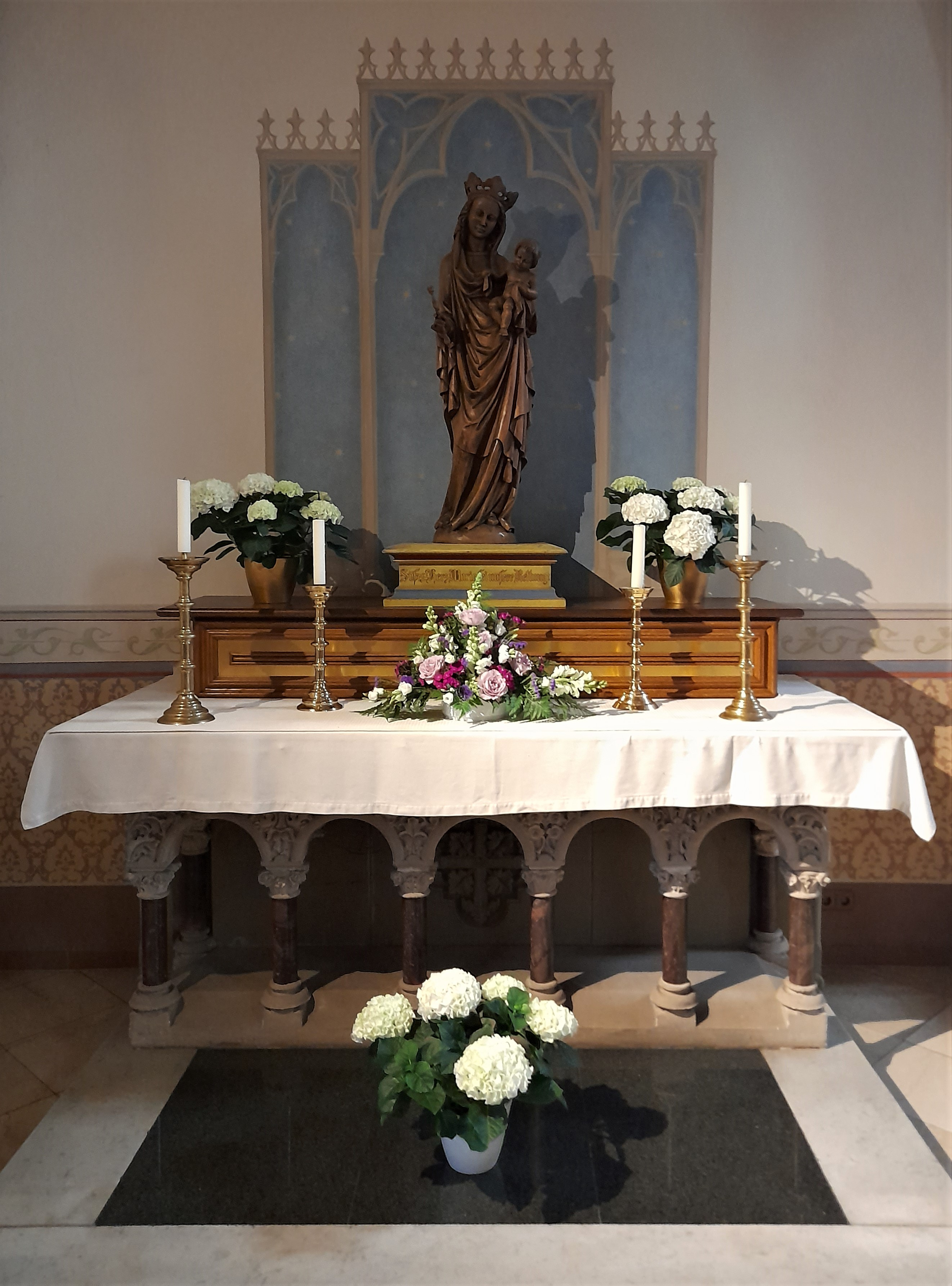
Marienaltar
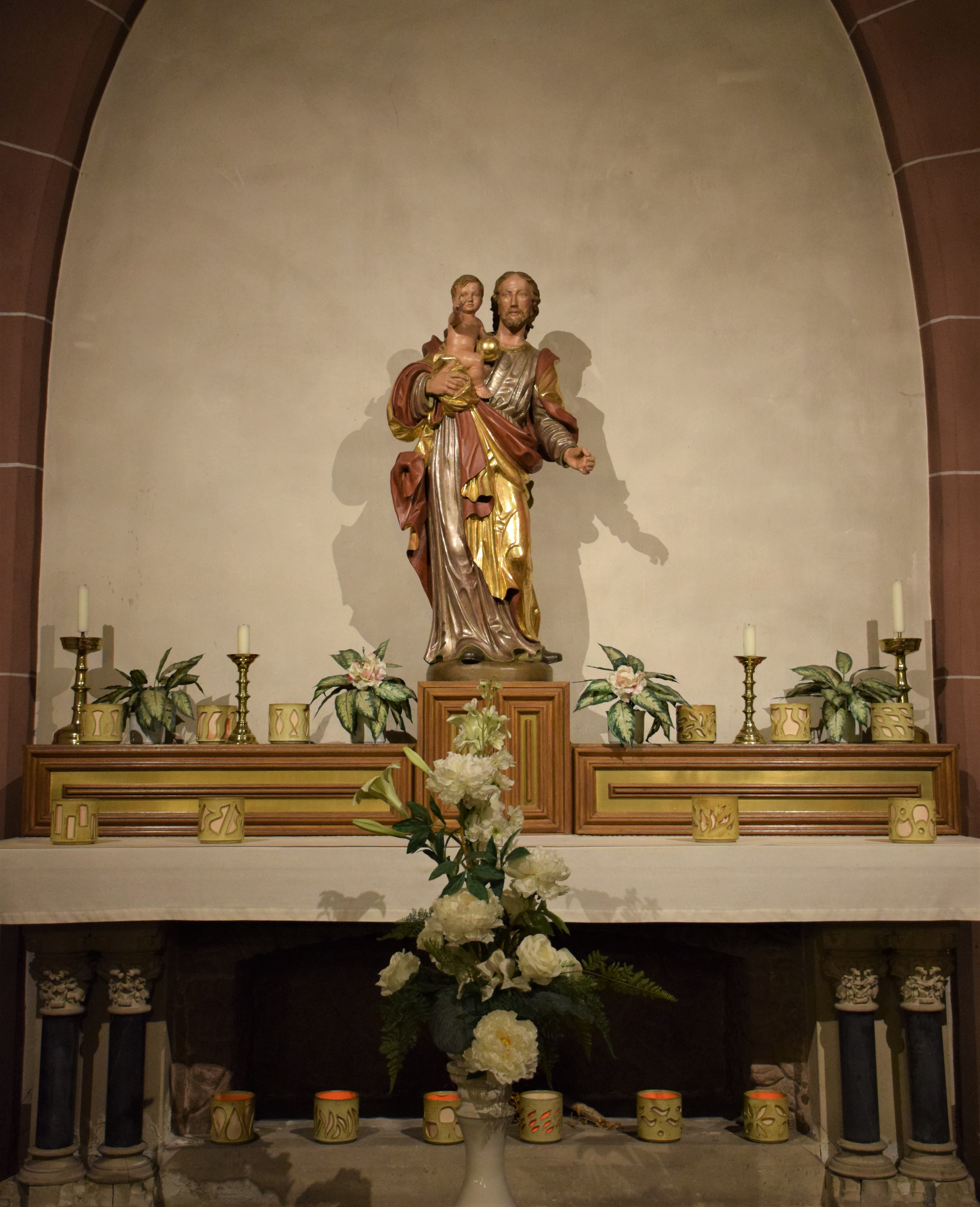
Josefsaltar
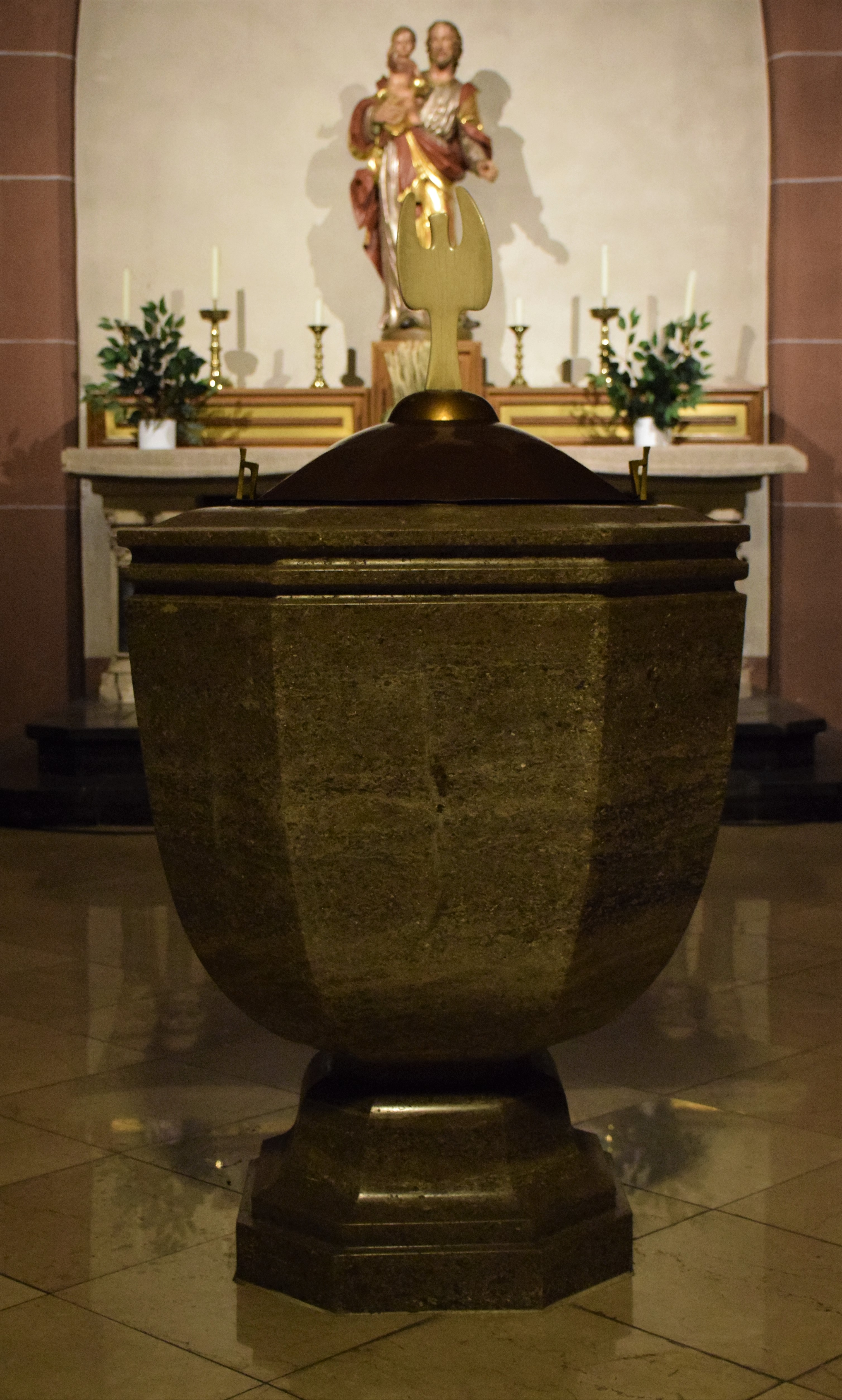
Taufbecken
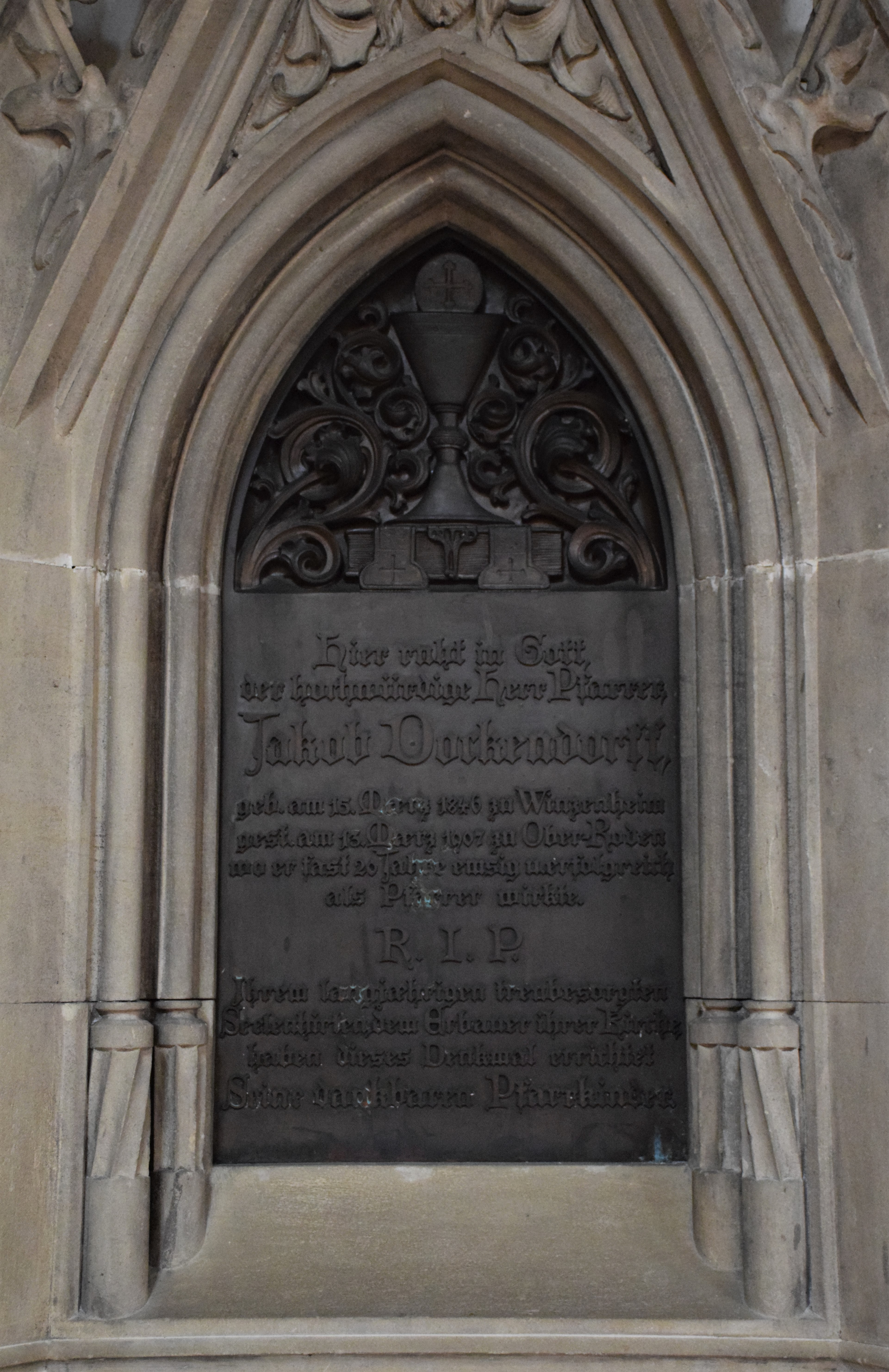
Grab von Pfarrer Dockendorff

### Heiligenstatuen
Die Eingänge zu den Seitenchören werden von Heiligenfiguren flankiert. Auf der linken Seite stehen Figuren des heiligen Petrus und des heiligen Paulus, auf der rechten Seite eine Figur des heiligen Martin.
Auch im Querschiff lassen sich mehrere Heiligenfiguren finden: Neben dem westlichen Fenster eine Herz-Jesu- und eine Herz-Mariä-Statue, neben dem östlichen Fenster Figuren des heiligen Antonius von Padua sowie des heiligen Aloisius von Gonzaga.

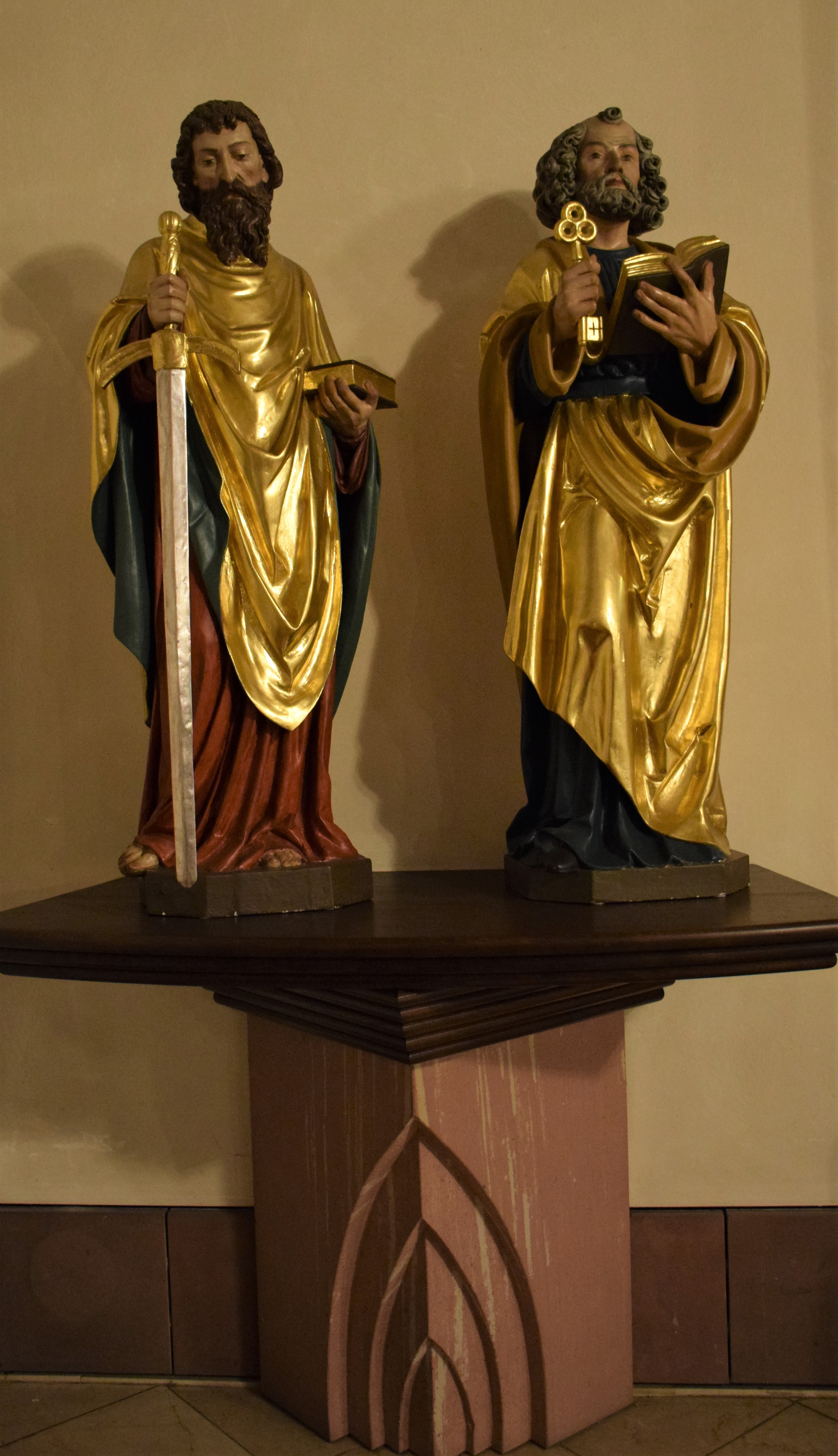
Statuen der Heiligen Petrus und Paulus
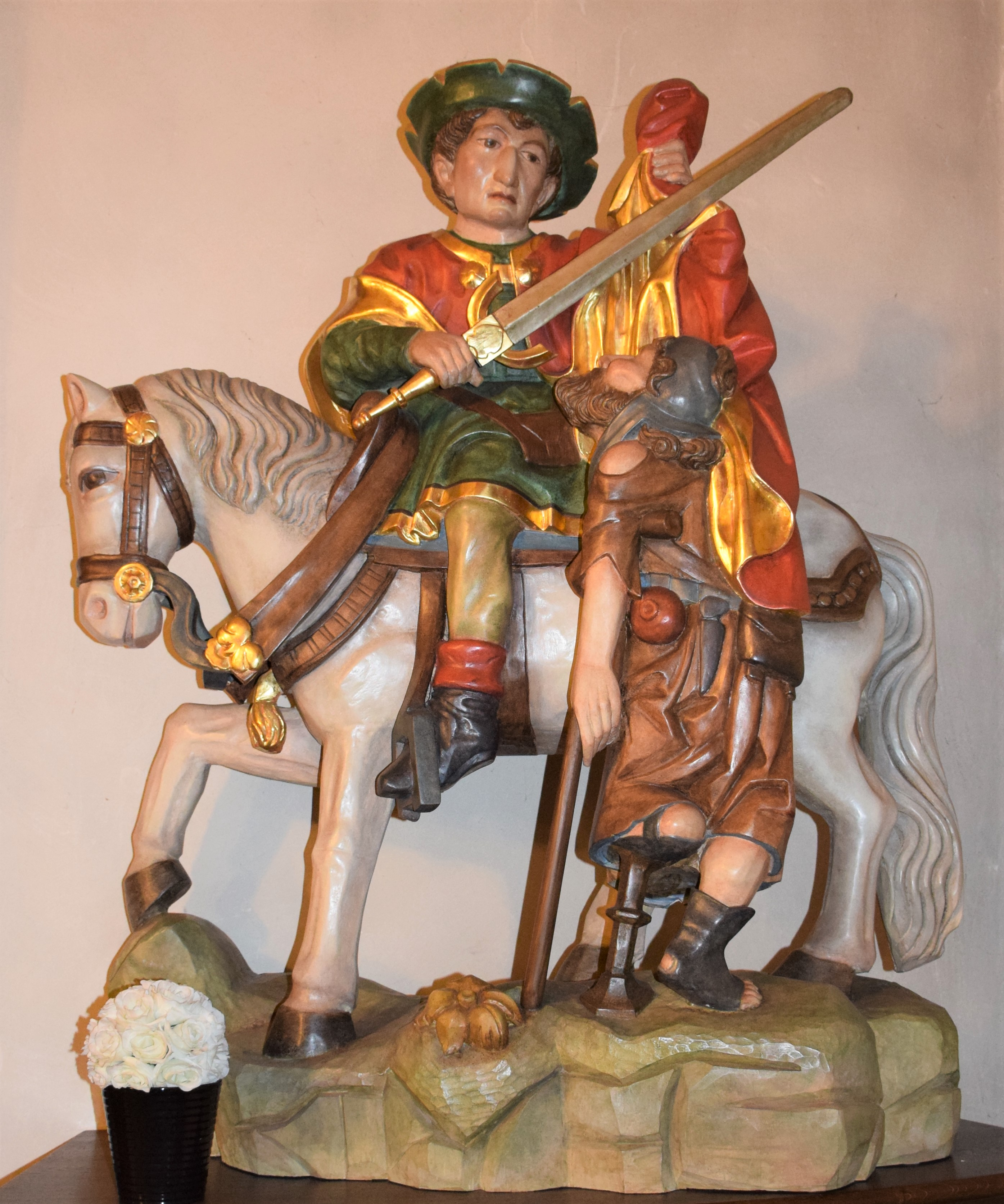
Statue des heiligen Martin von Tours
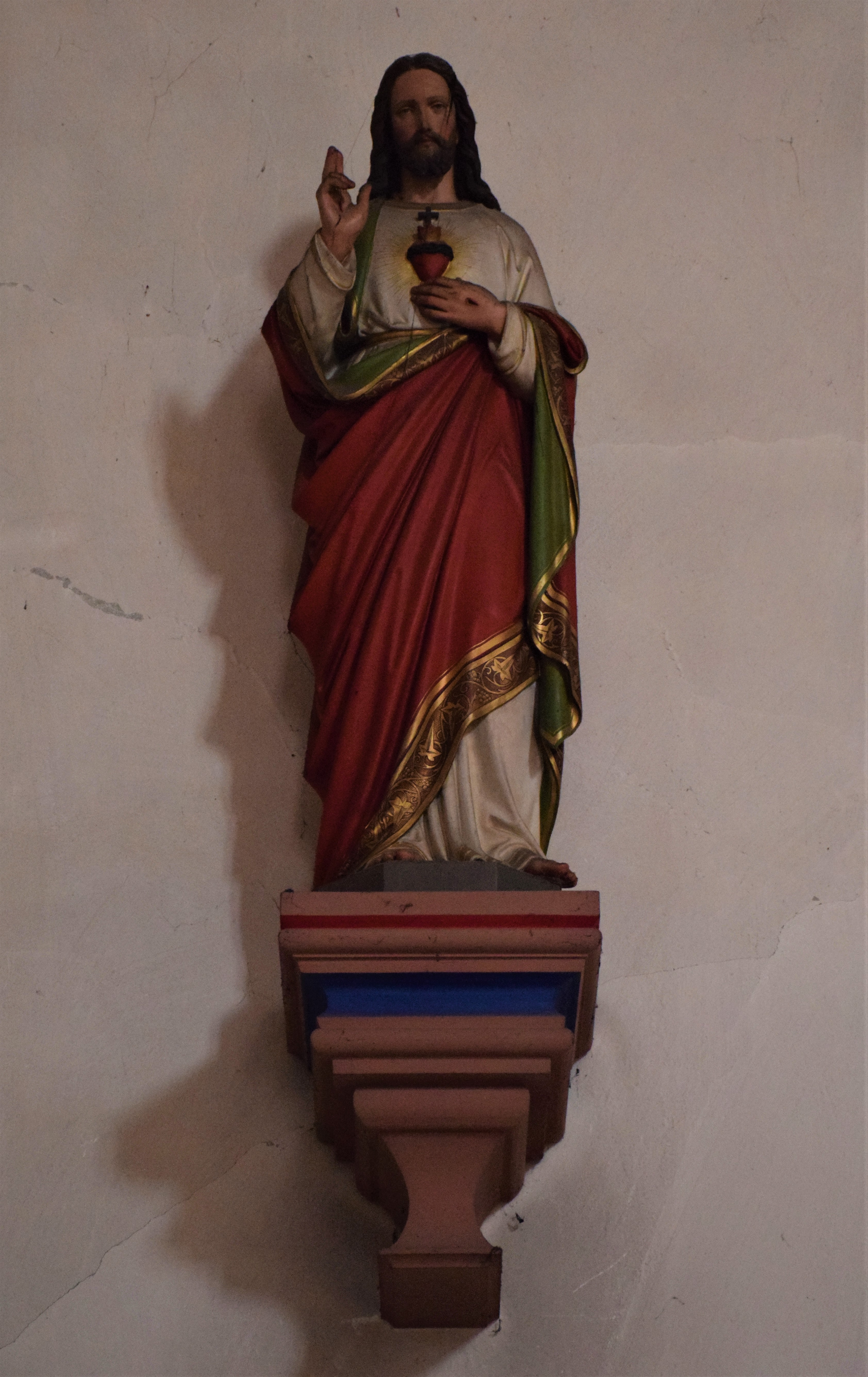
Herz-Jesu-Statue
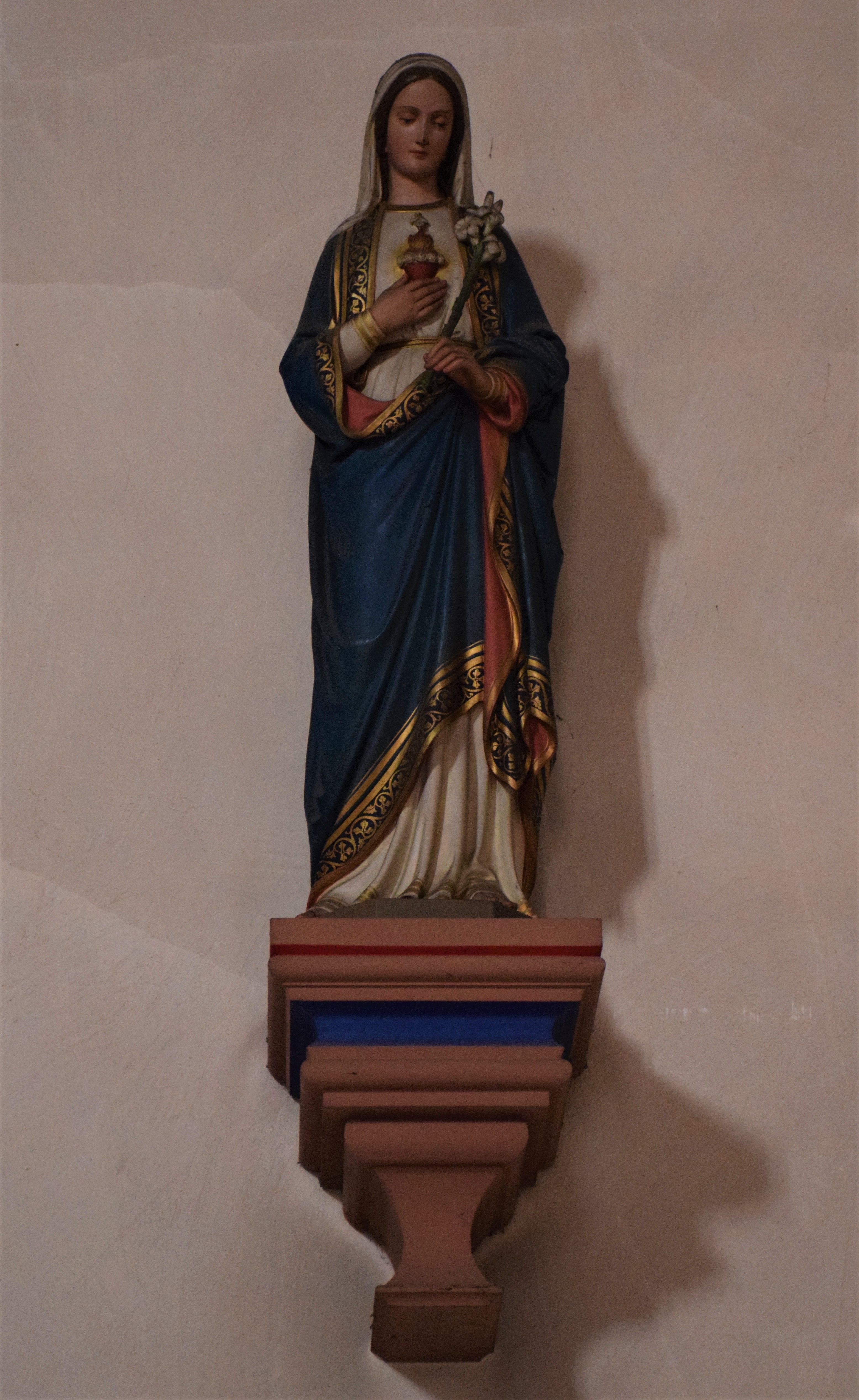
Herz-Mariä-Statue
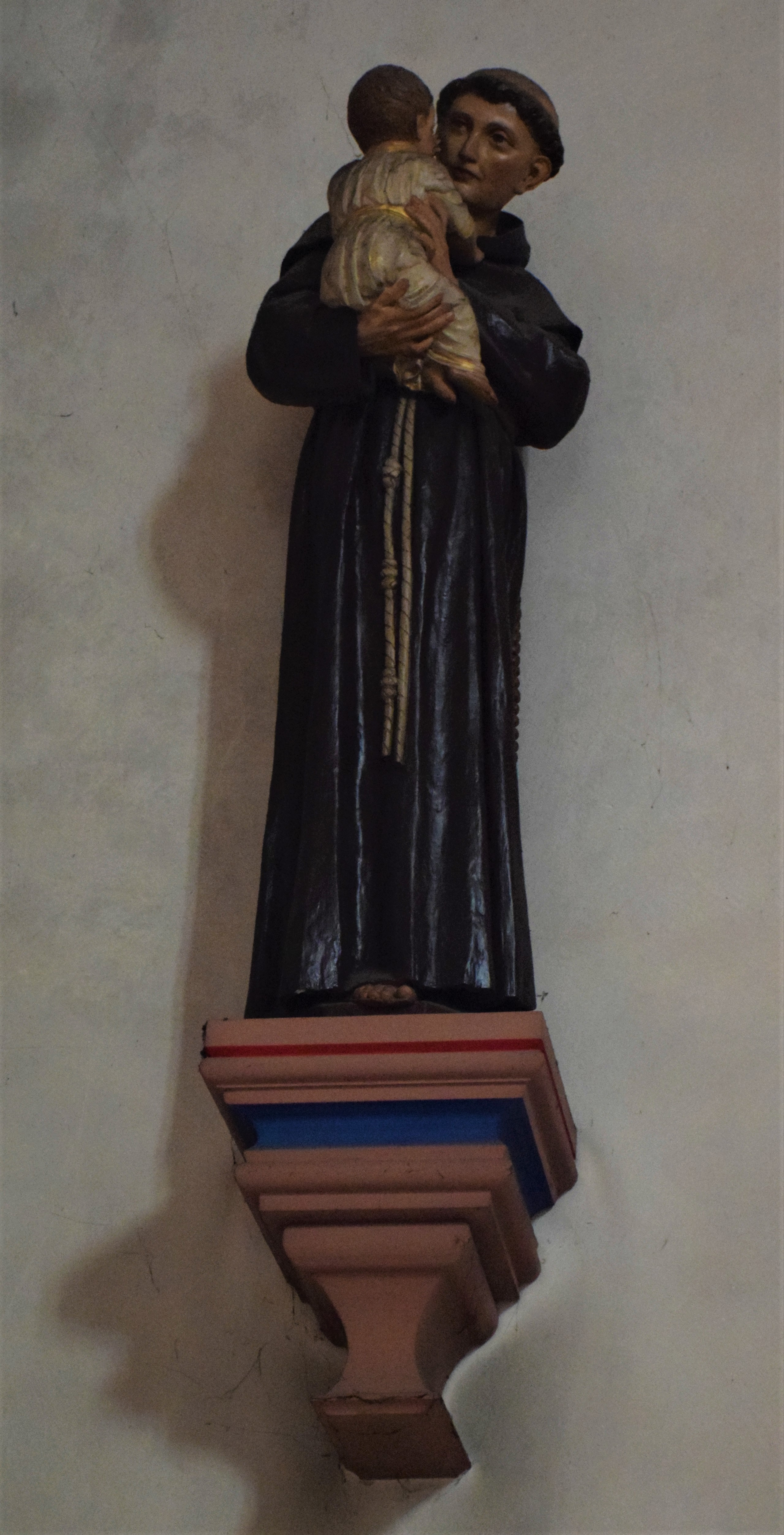
Statue des heiligen Antonius von Padua
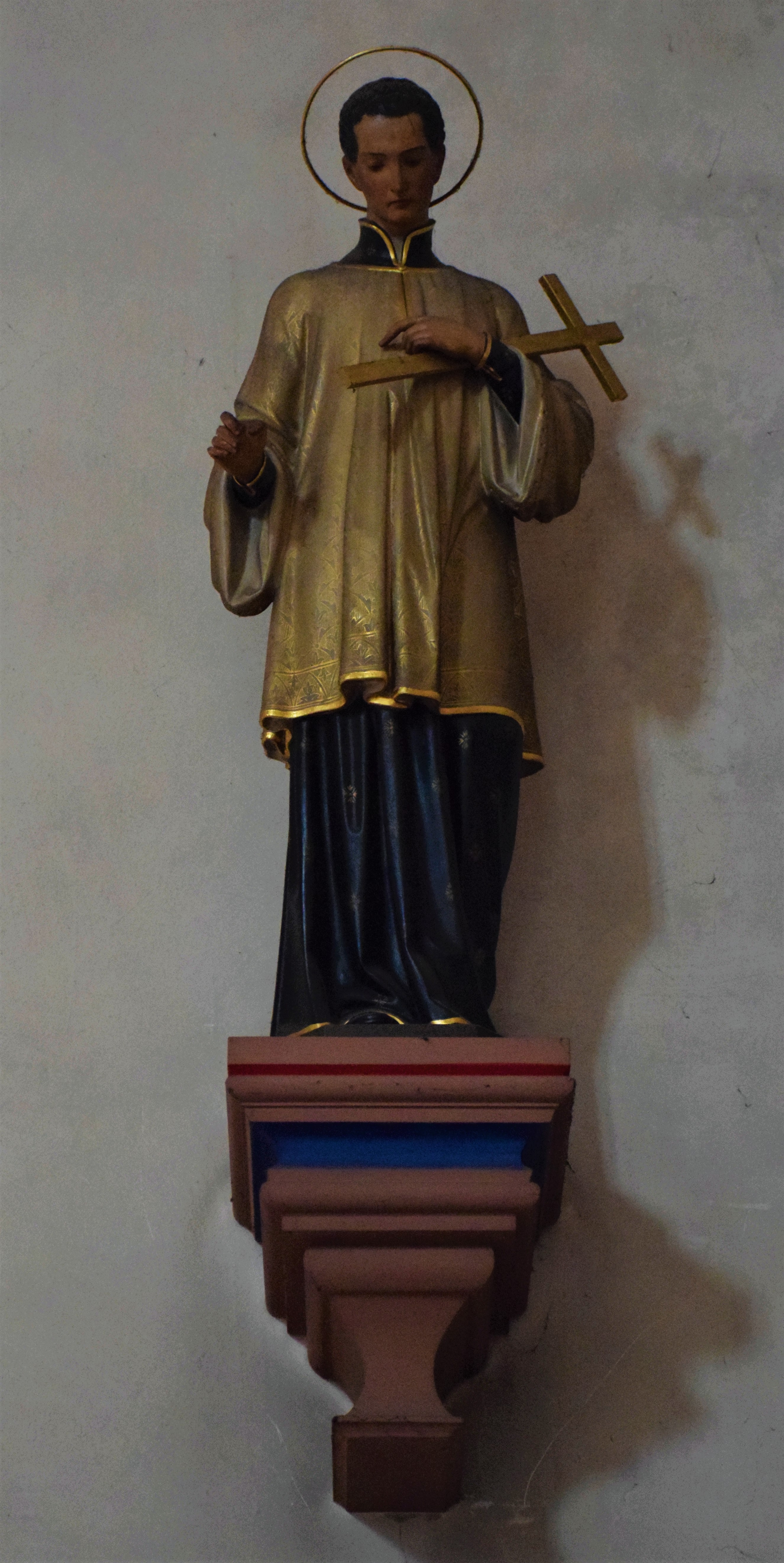
Statue des heiligen Aloisius von Gonzaga

### Kreuzweg
Die 14 stilgleichen Tafeln an den Wänden des linken und rechten Seitenschiffs bilden zusammen den Kreuzweg von St. Nazarius. Es handelt sich bei den Werken um alte elsässische Keramikarbeiten.

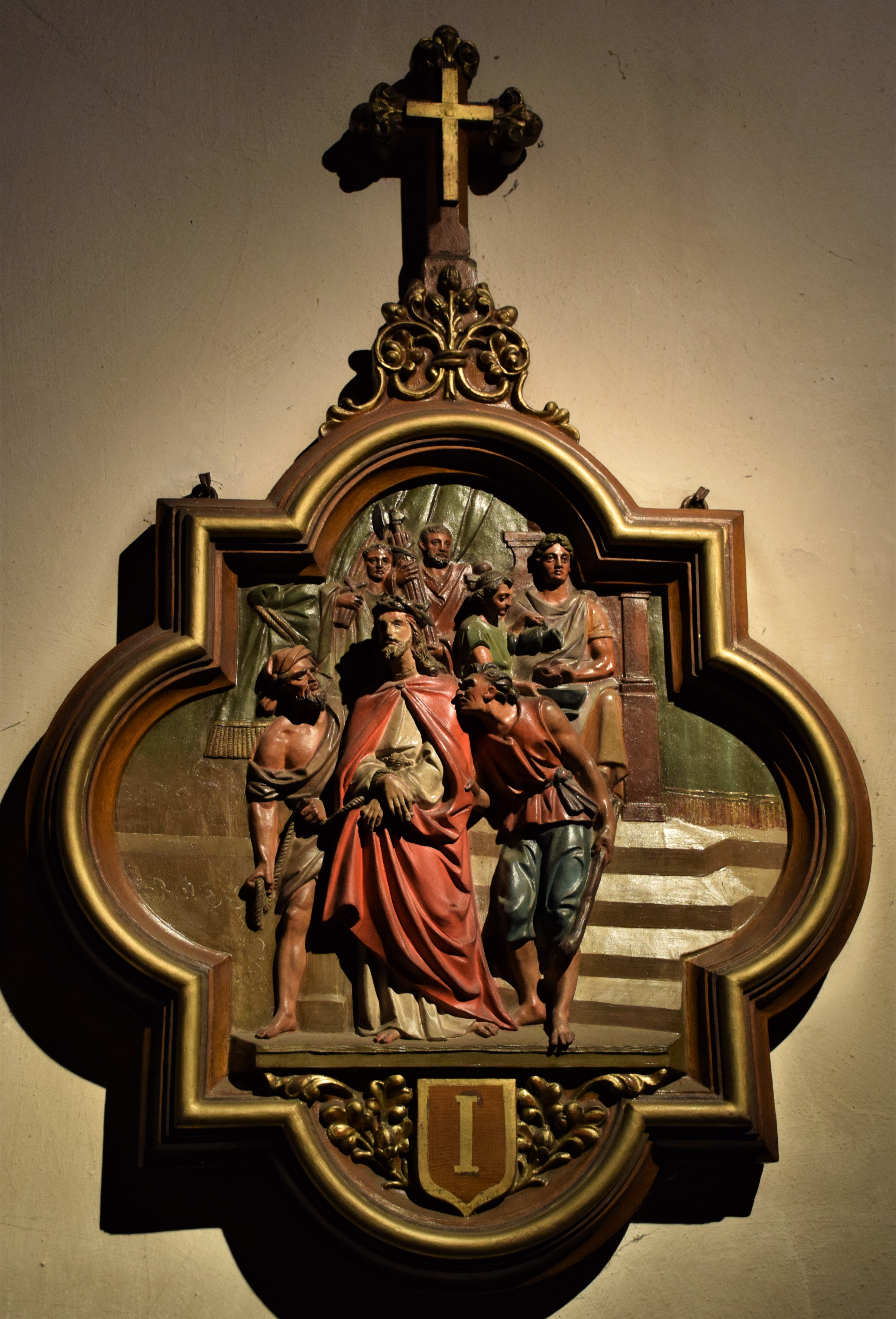
Station 1 (Jesus wird zum Tode verurteilt)
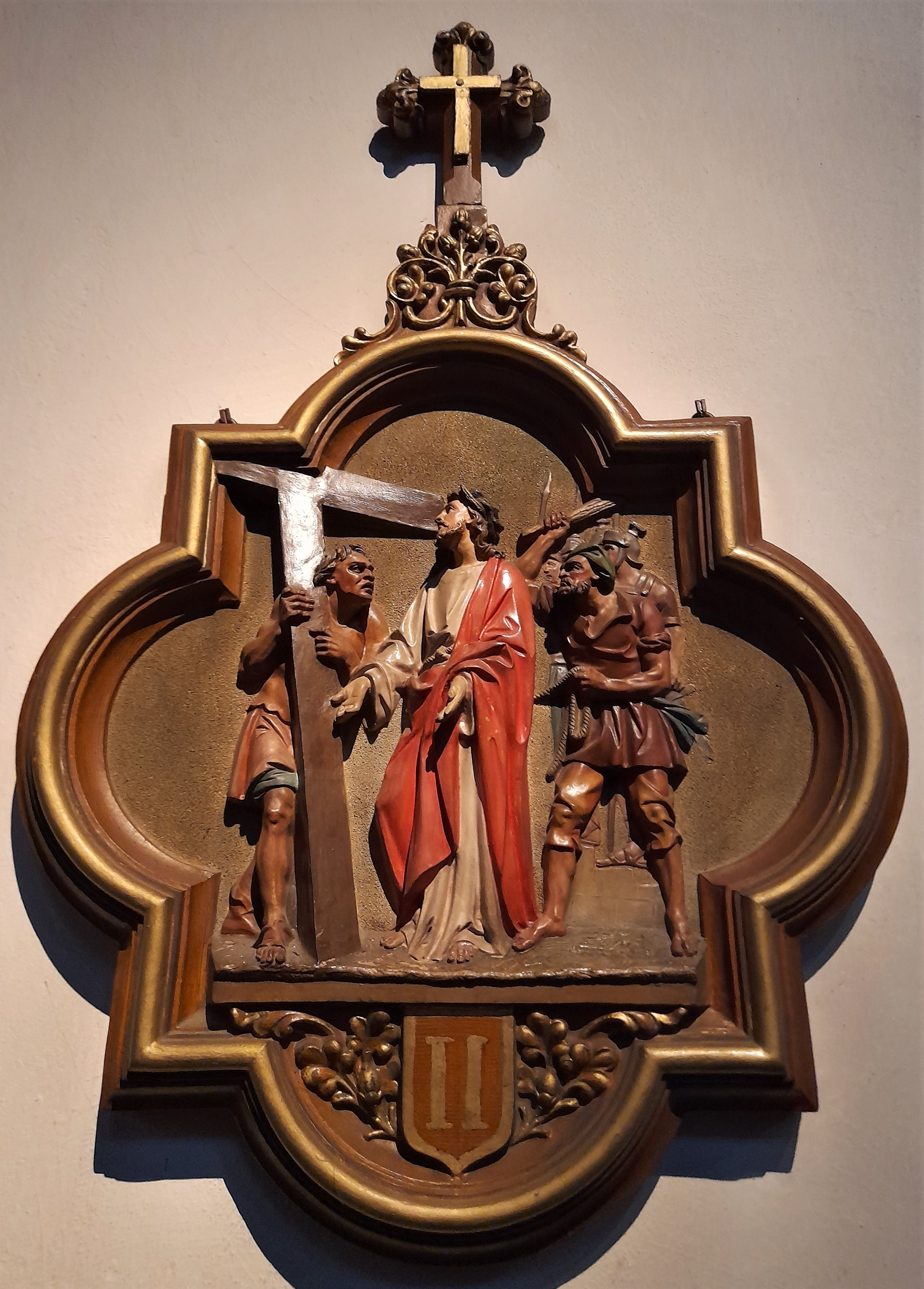
Station 2 (Jesus nimmt das Kreuz auf seine Schultern)
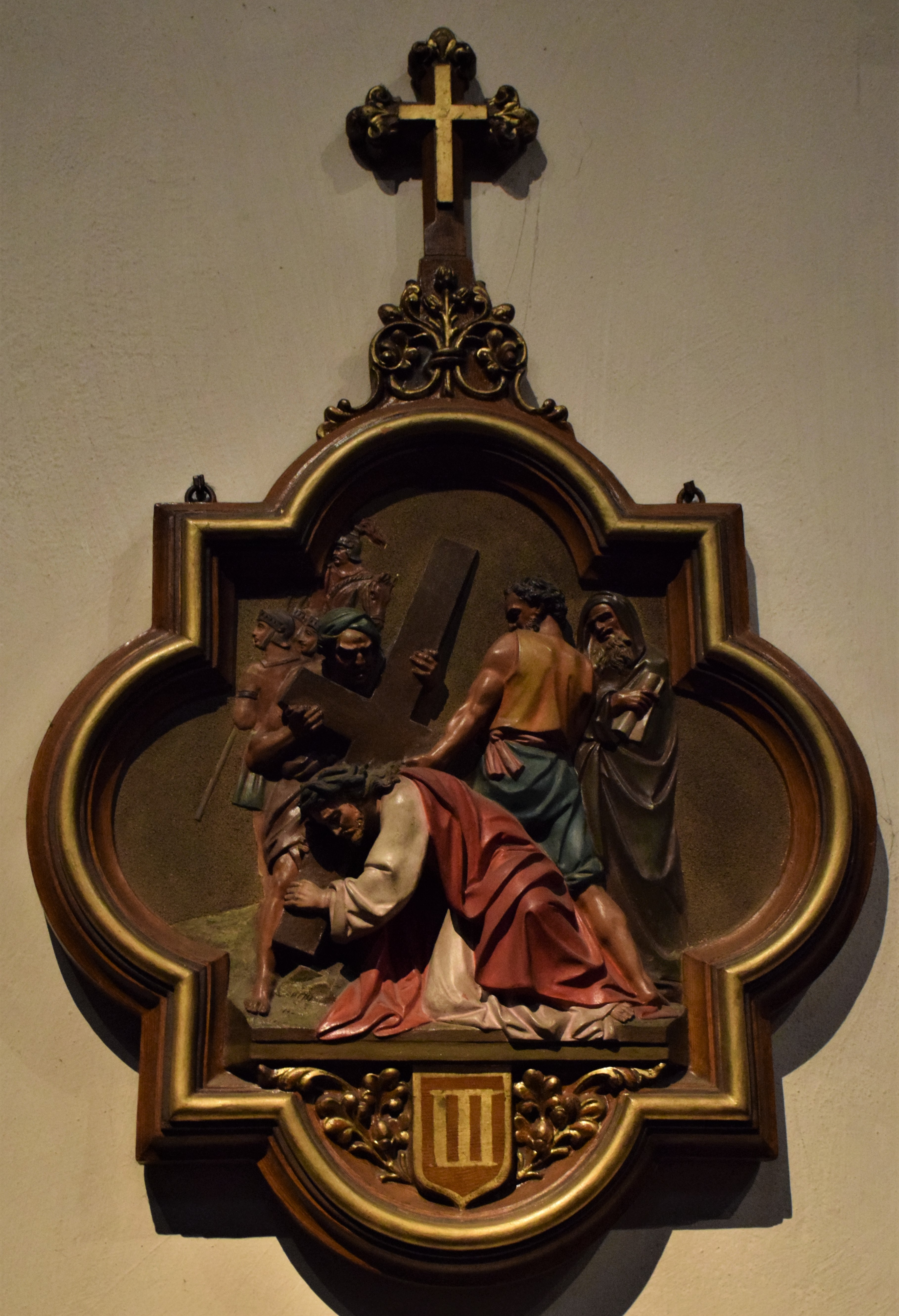
Station 3 (Jesus fällt zum ersten Mal unter dem Kreuz)
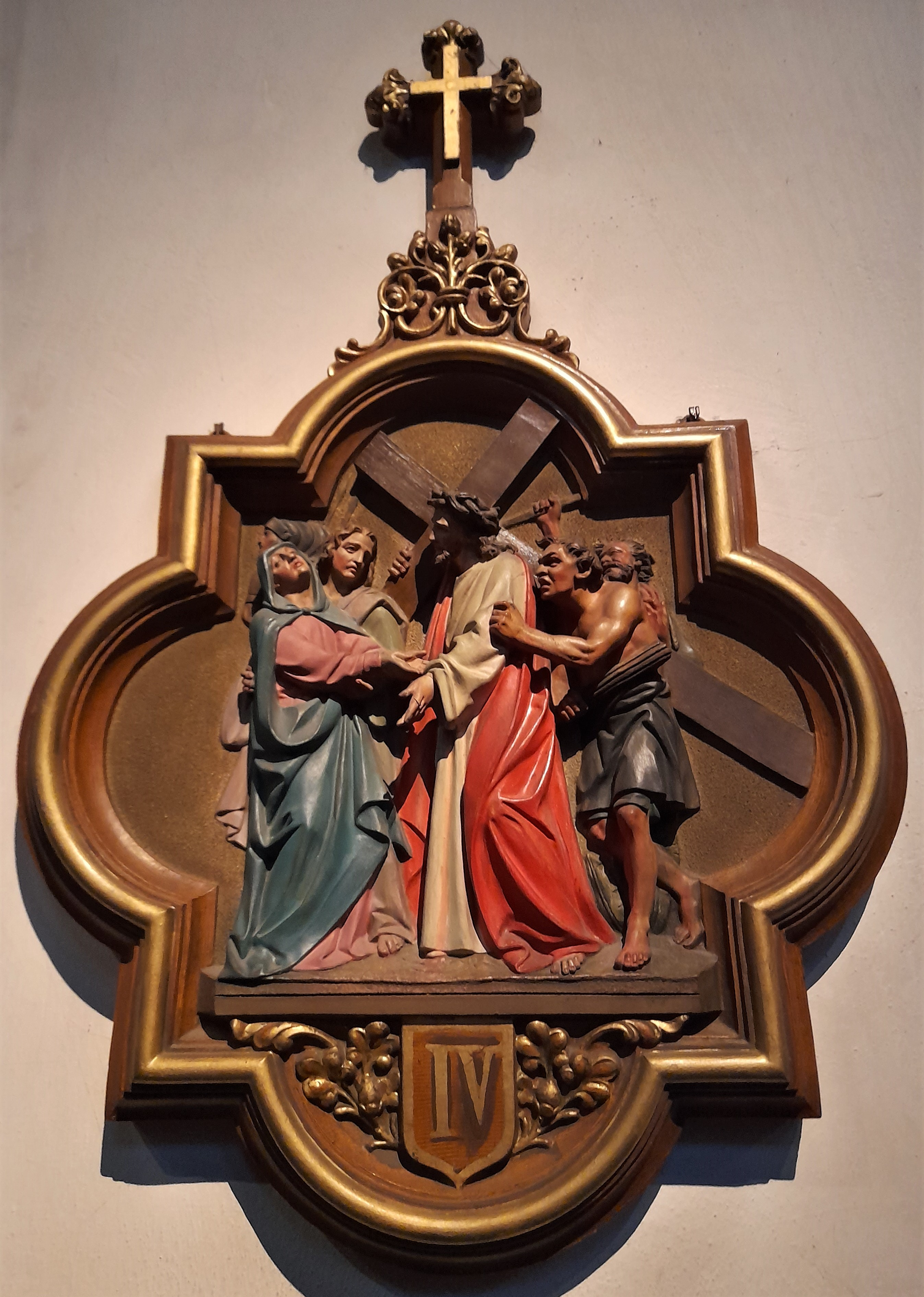
Station 4 (Jesus begegnet seiner Mutter)
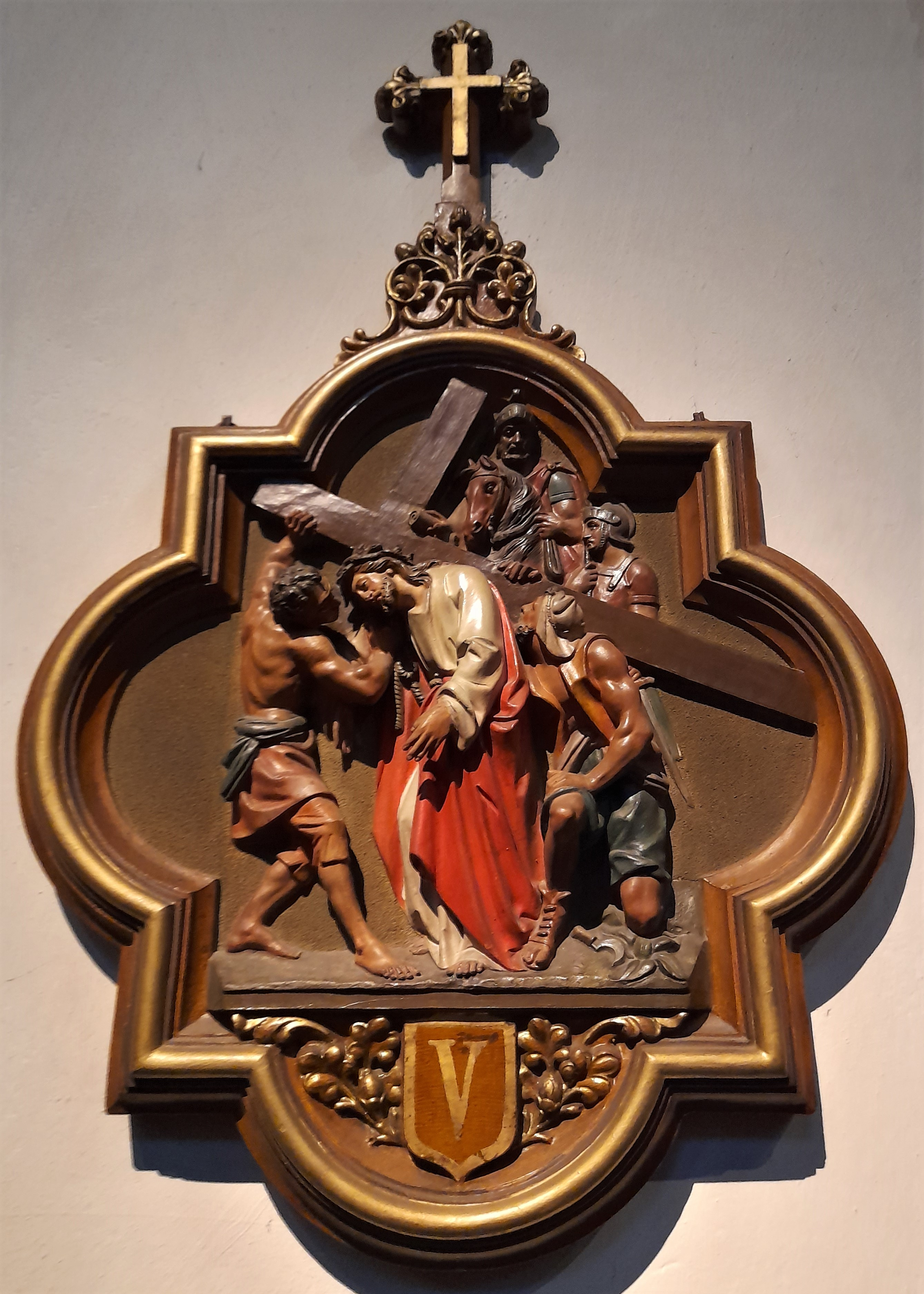
Station 5 (Simon von Cyrene hilft Jesus das Kreuz tragen)
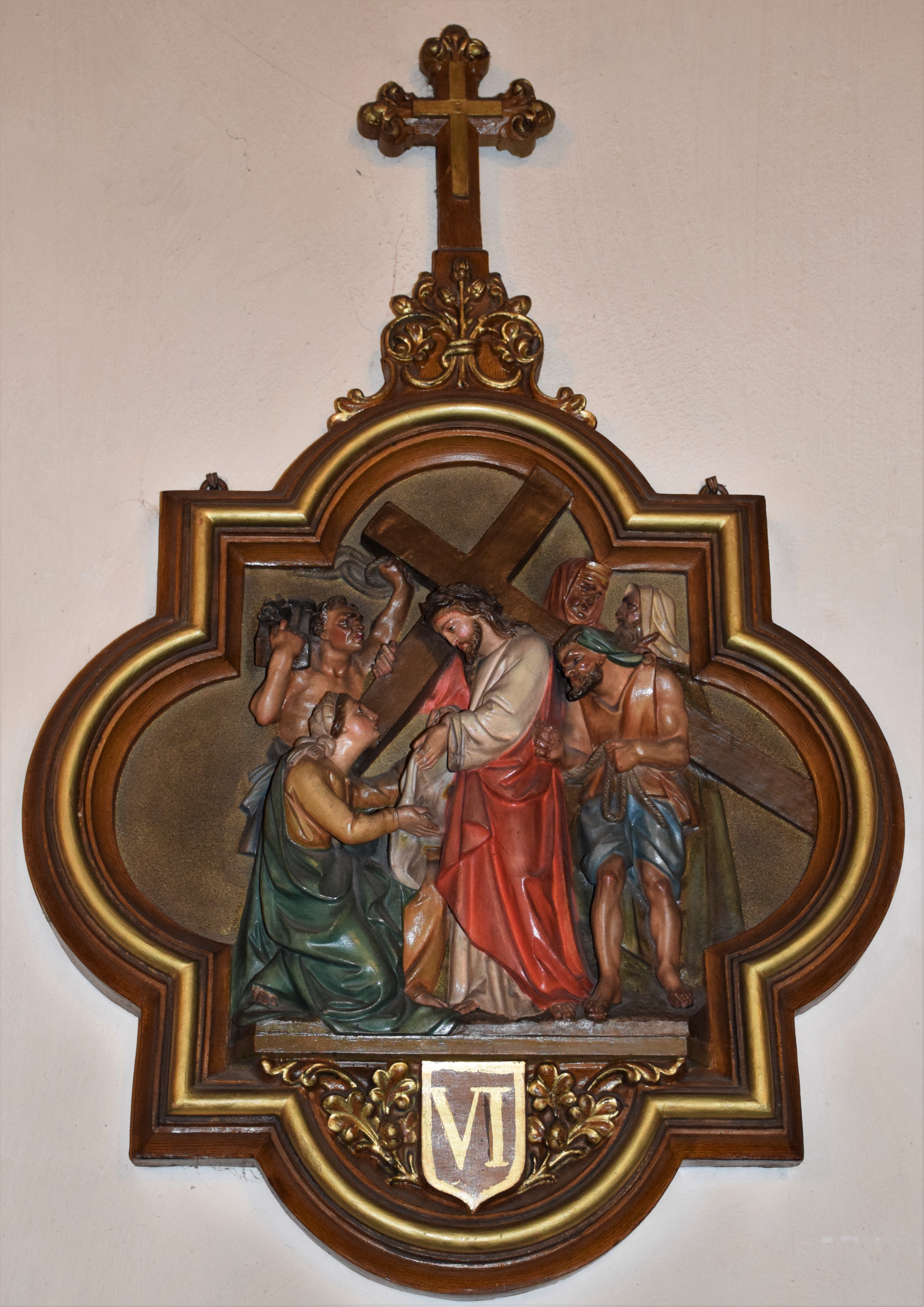
Station 6 (Veronika reicht Jesus das Schweißtuch)
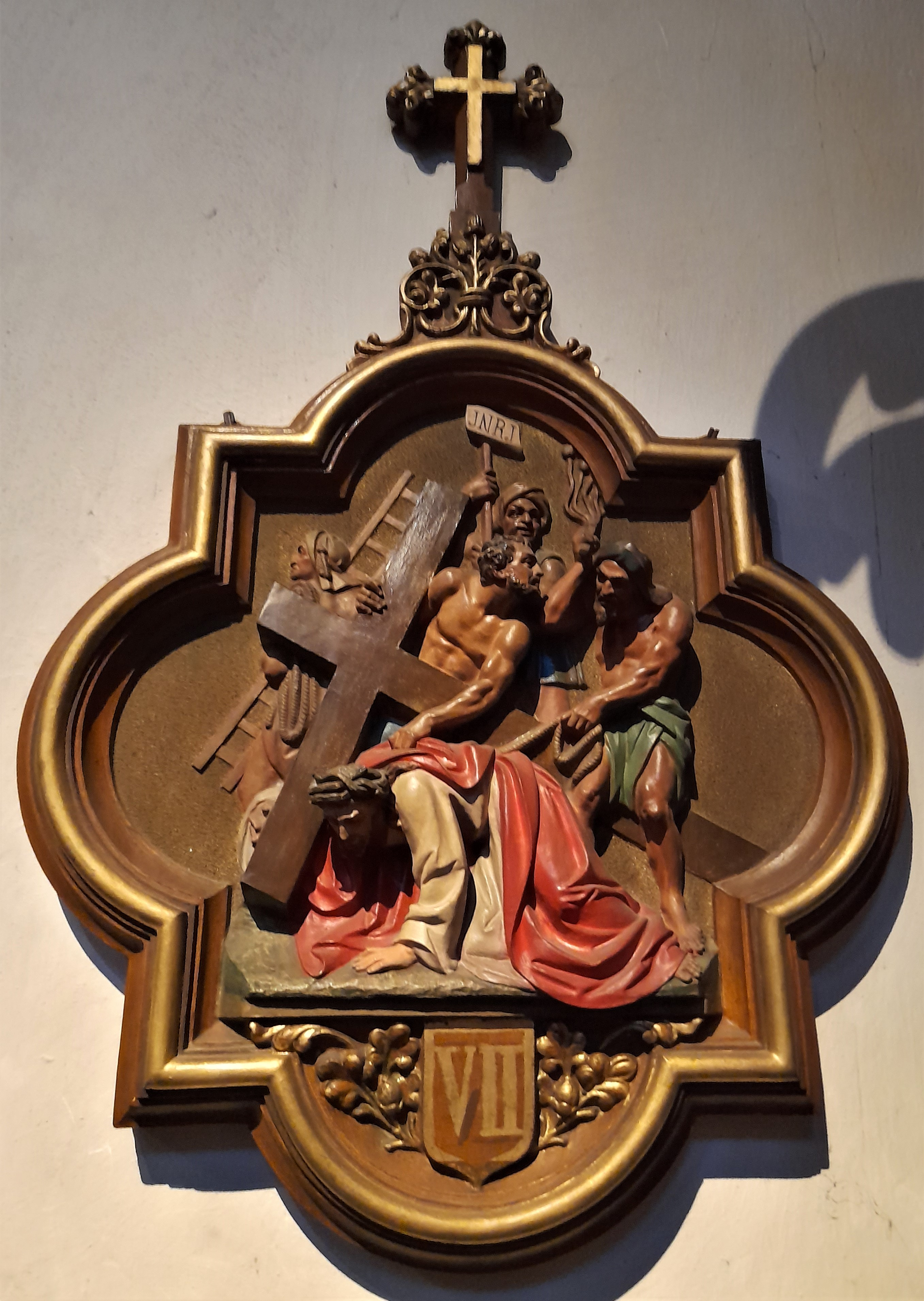
Station 7 (Jesus fällt zum zweiten Mal unter dem Kreuz)
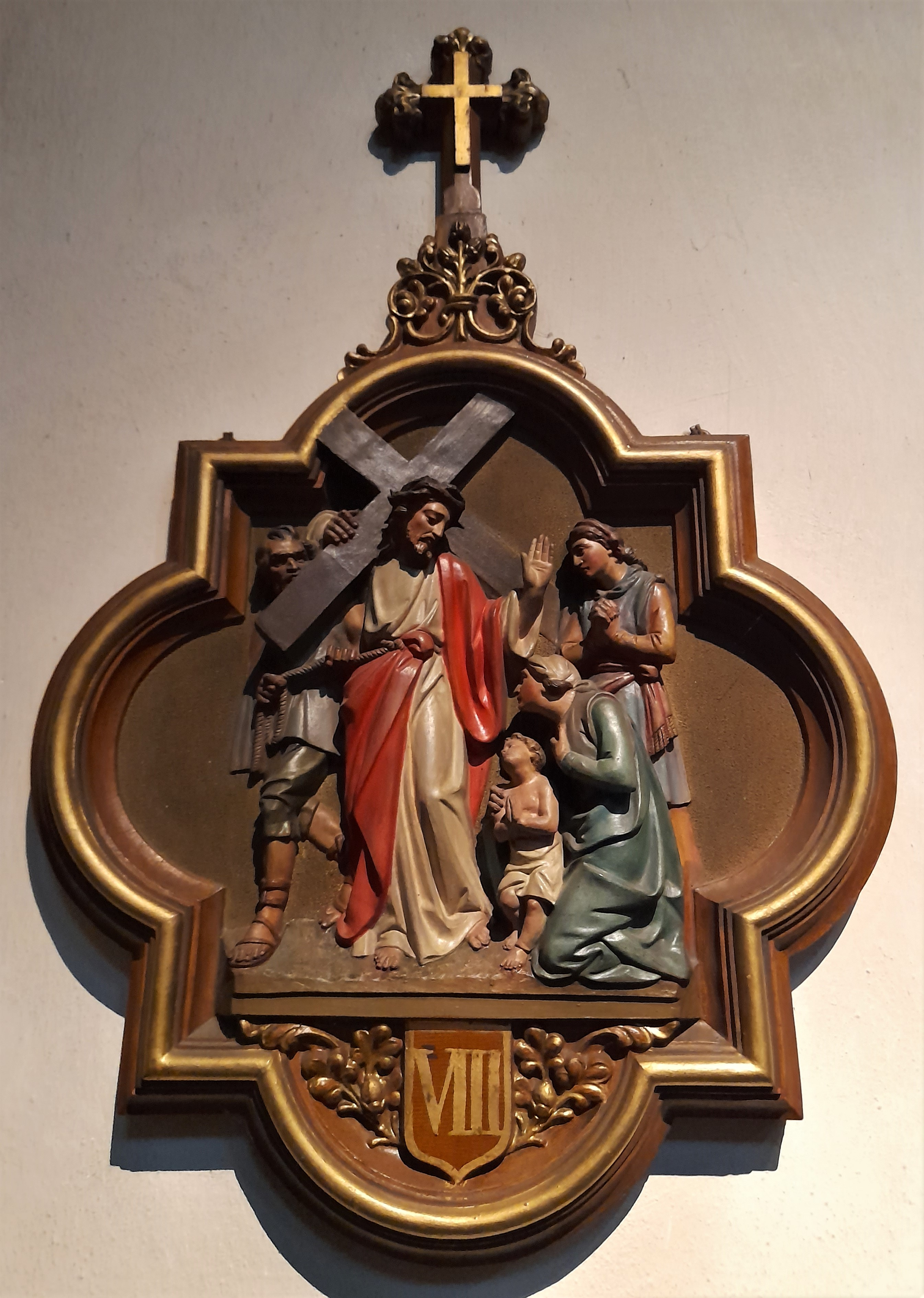
Station 8 (Jesus begegnet den weinenden Frauen)
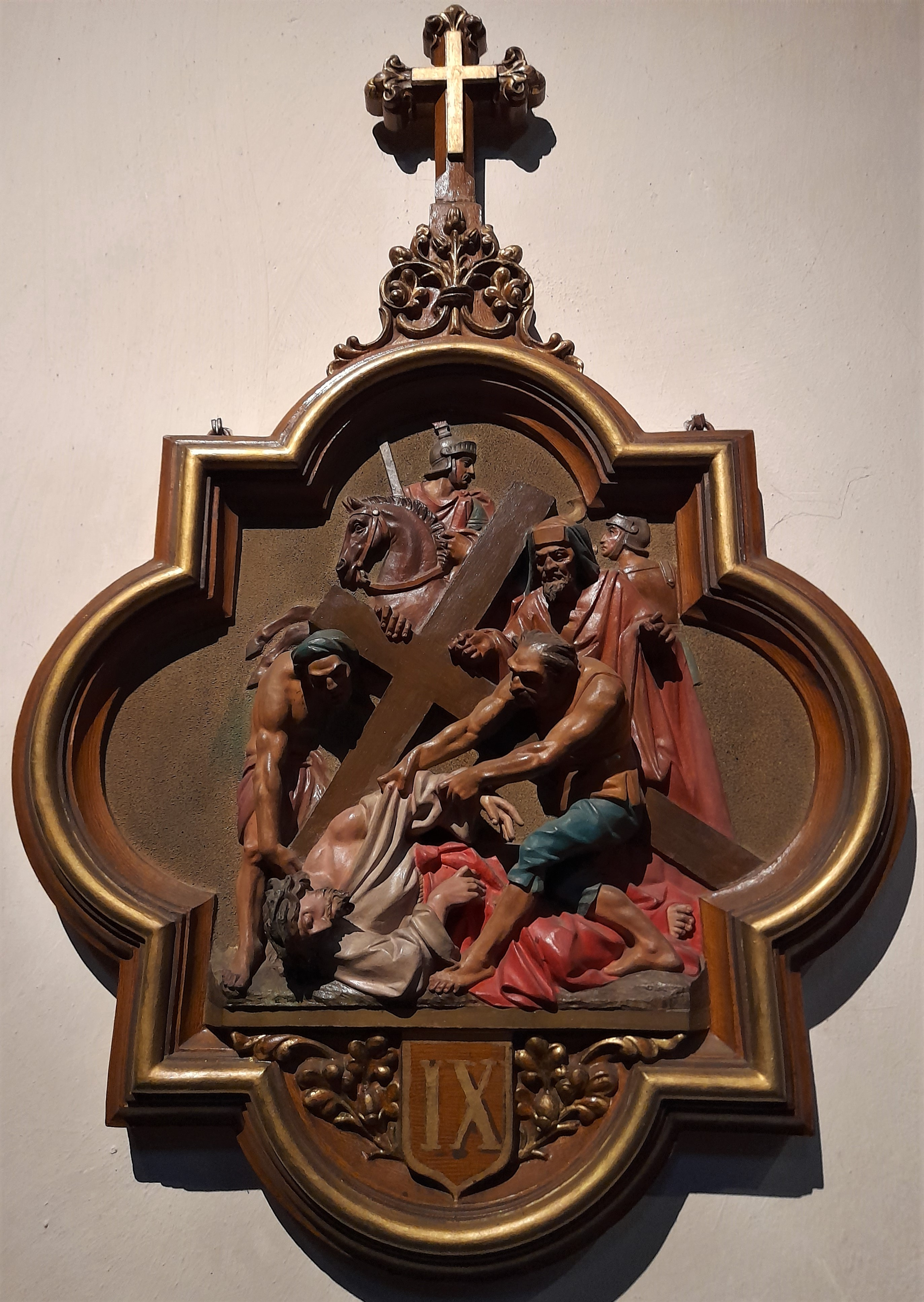
Station 9 (Jesus fällt zum dritten Mal unter dem Kreuz)
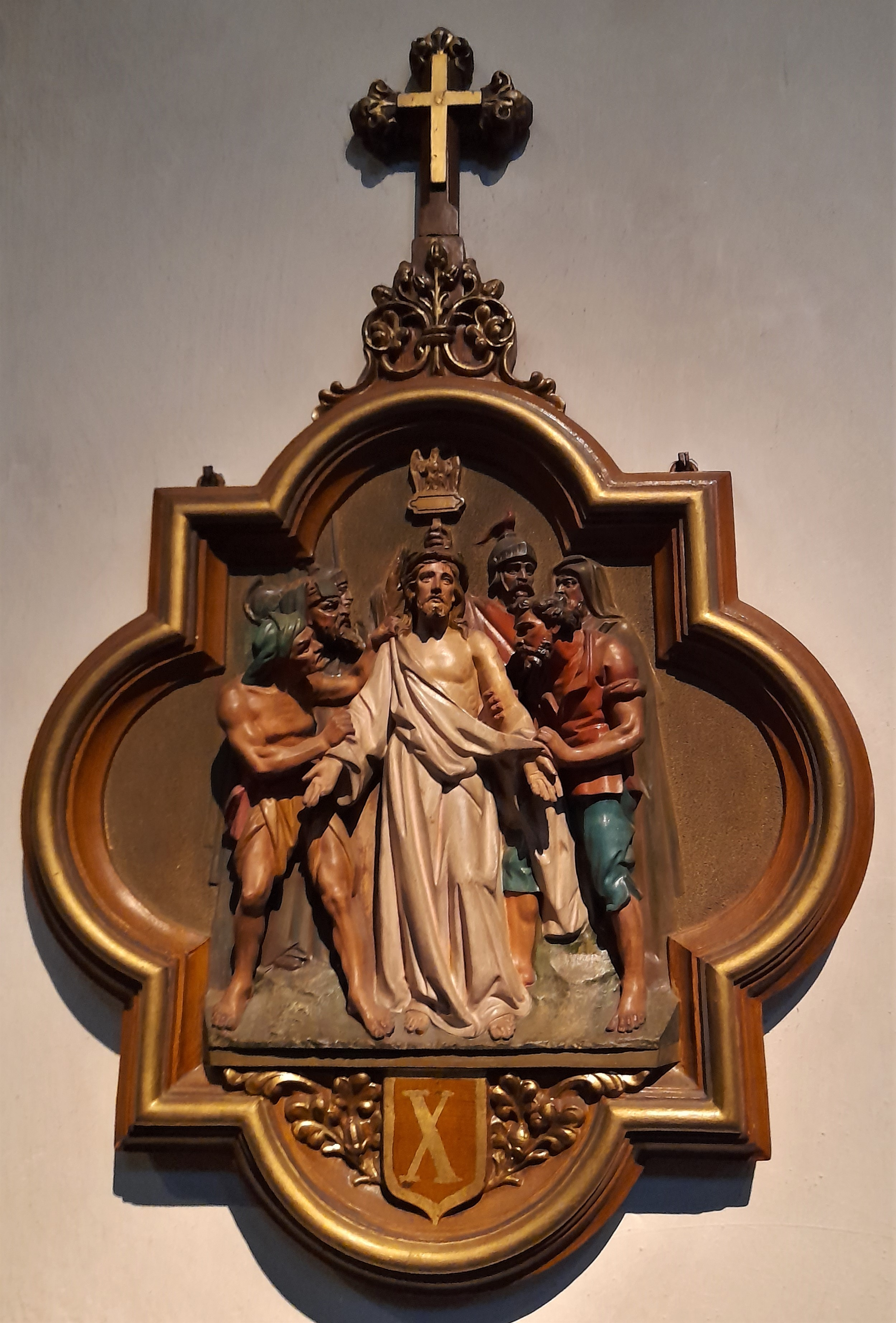
Station 10 (Jesus wird seiner Kleider beraubt)
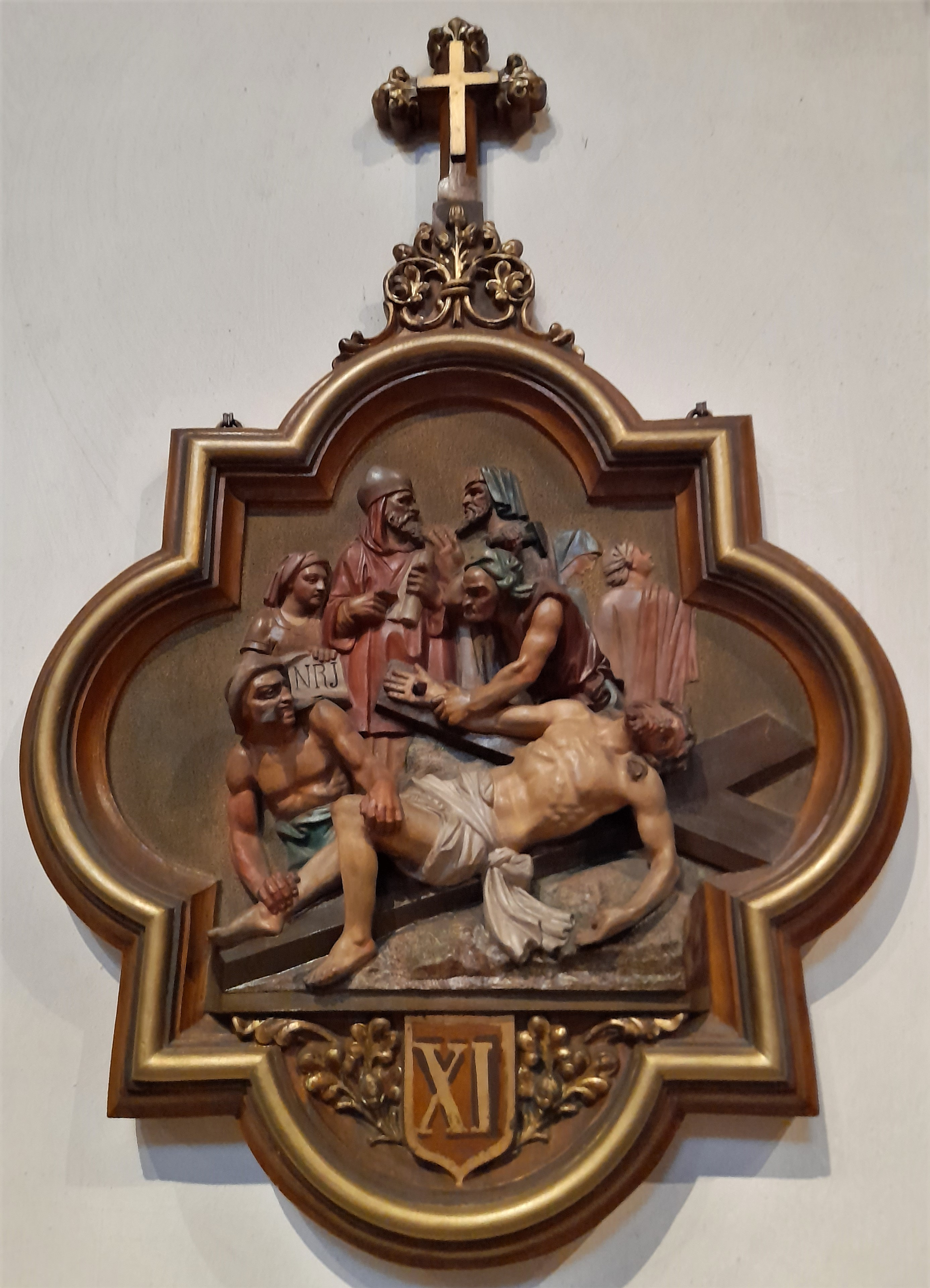
Station 11 (Jesus wird ans Kreuz genagelt)
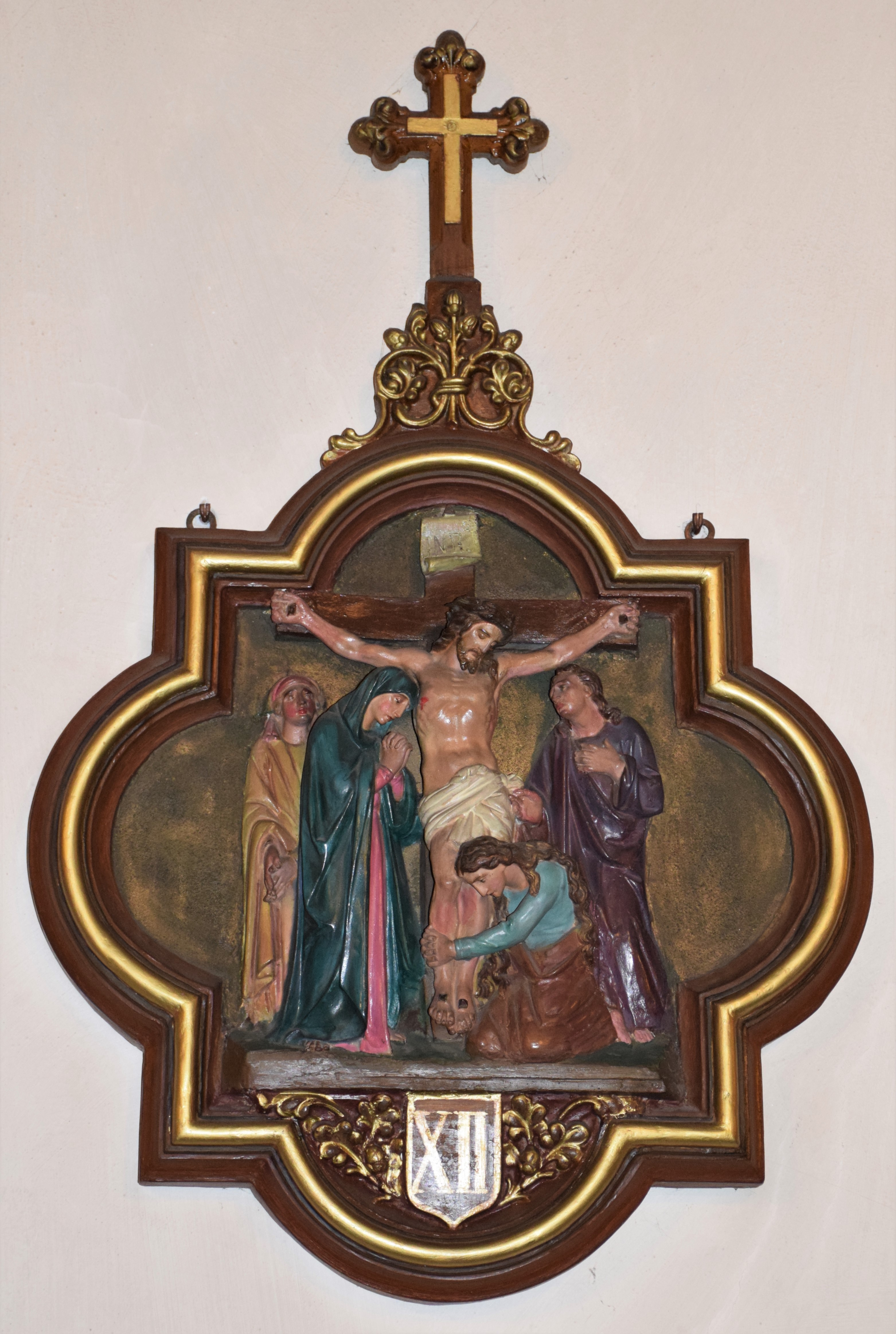
Station 12 (Jesus stirbt am Kreuz)
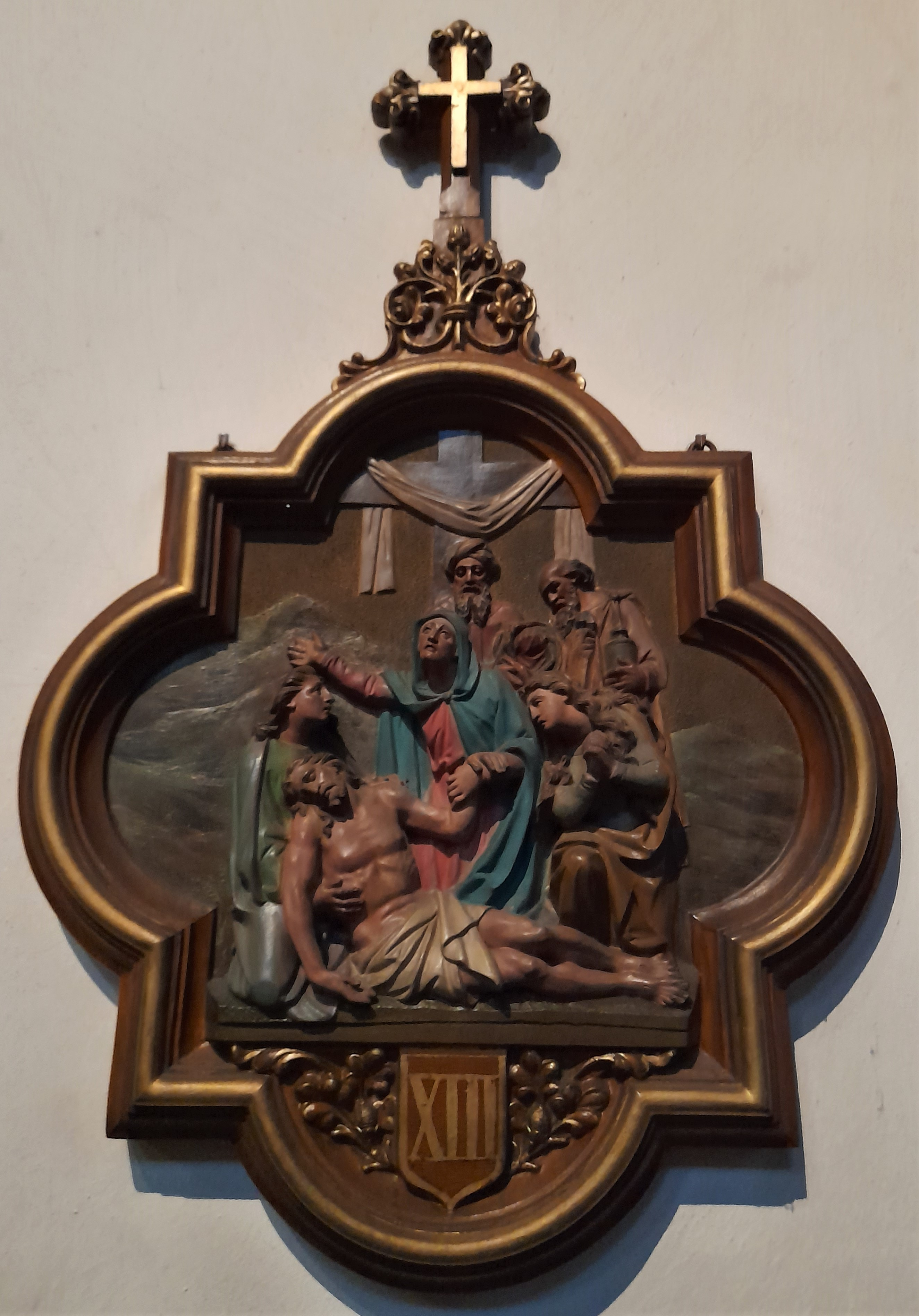
Station 13 (Jesus wird vom Kreuz abgenommen)
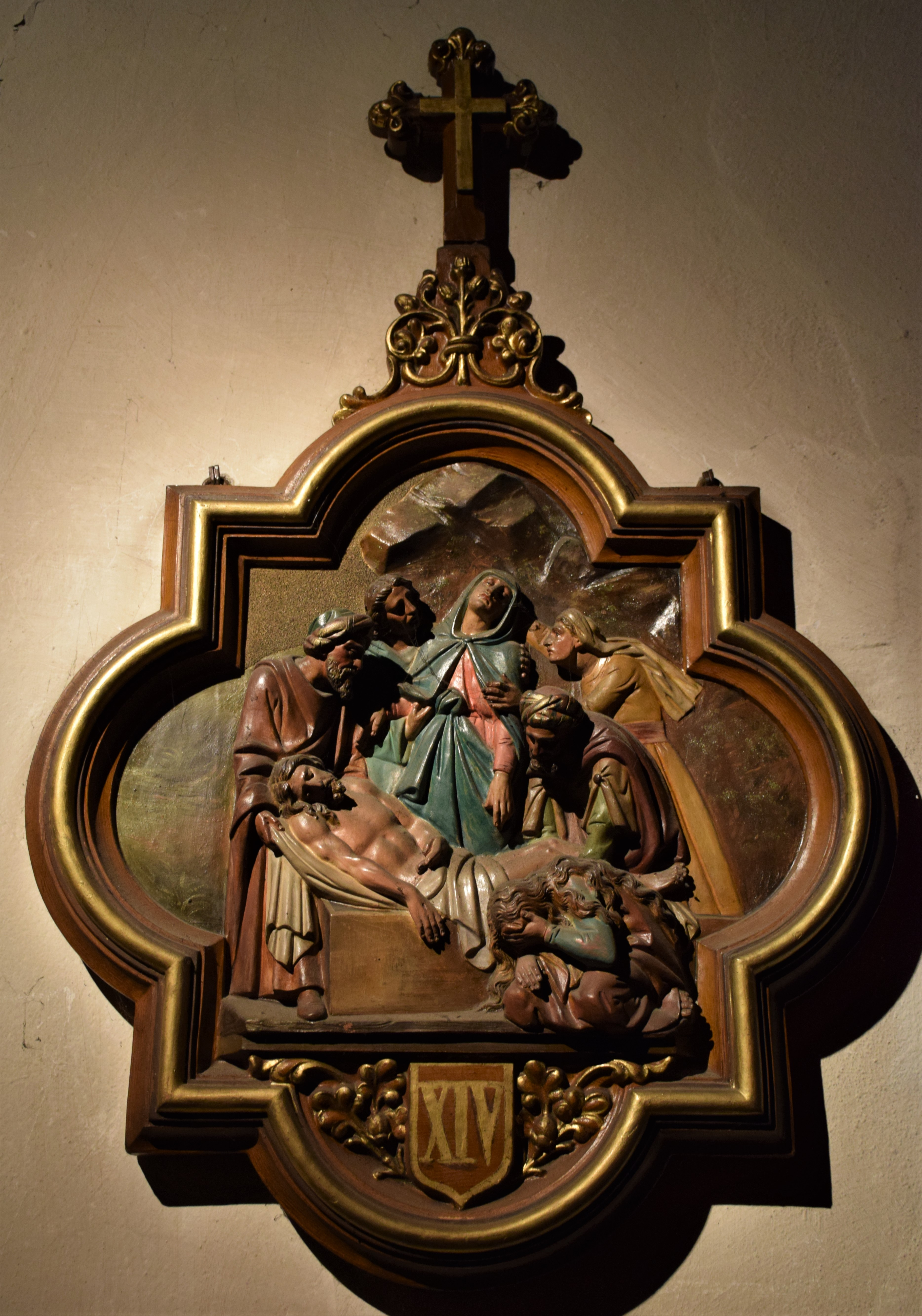
Station 14 (Der heilige Leichnam Jesu wird in das Grab gelegt)

### Seitenschifffenster
Die sieben gleichgestalteten Fenster der Seitenschiffe bilden zusammen einen „Marienzyklus“. Sie zeigen das Leben der heiligen Maria in sieben verschiedenen Motiven, den „Sieben Freuden Mariens“: 1. Verkündigung Jesu Geburt, 2. Geburt Jesu in Bethlehem, 3. Aufenthalt des zwölfjährigen Jesu im Tempel von Jerusalem, 4. Auferstehung Jesu von den Toten, 5. Herabkunft des Heiligen Geistes, 6. Himmelfahrt Mariens, 7. Krönung Mariens zur Himmelskönigin.

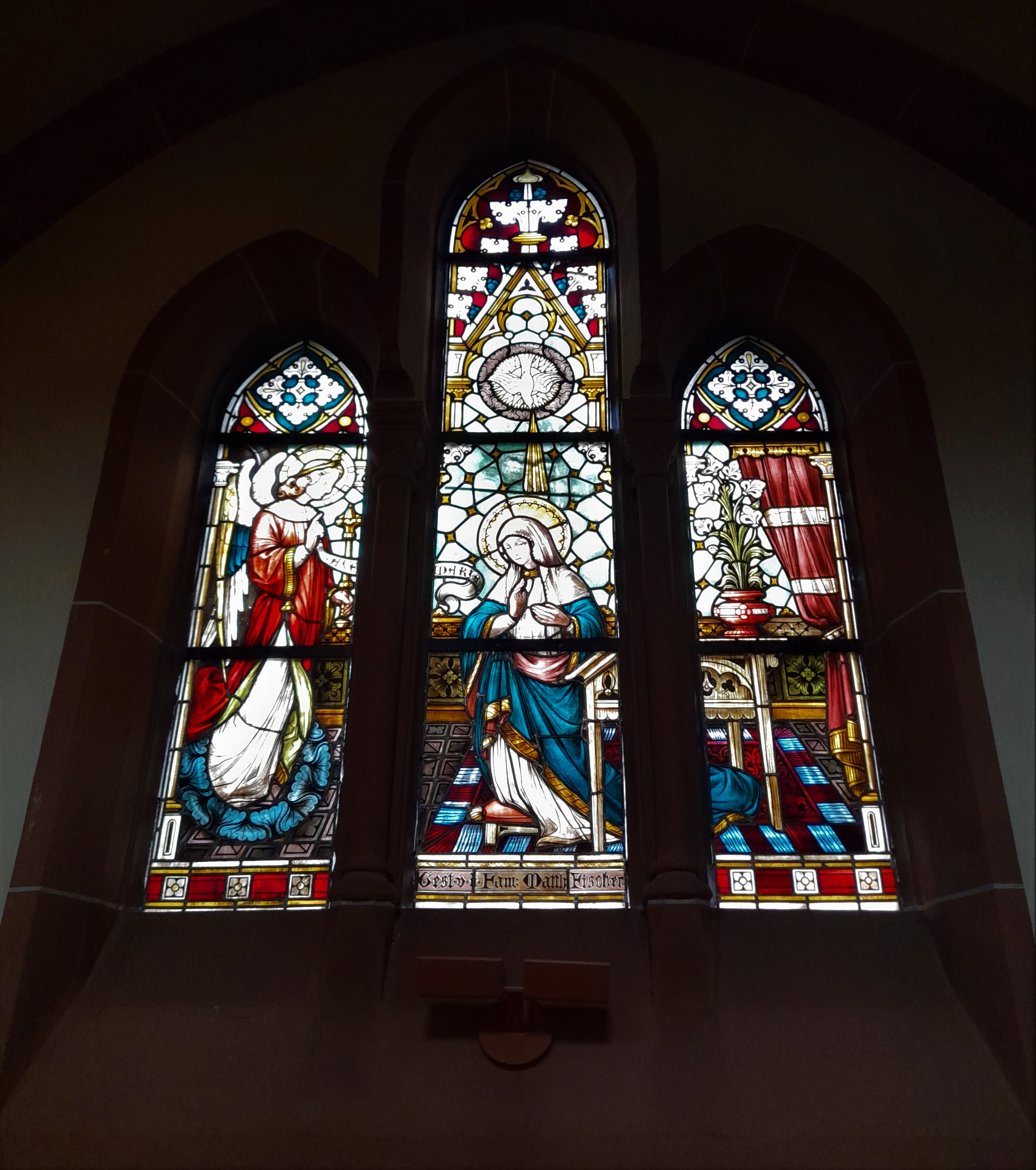
Verkündigung Jesu Geburt
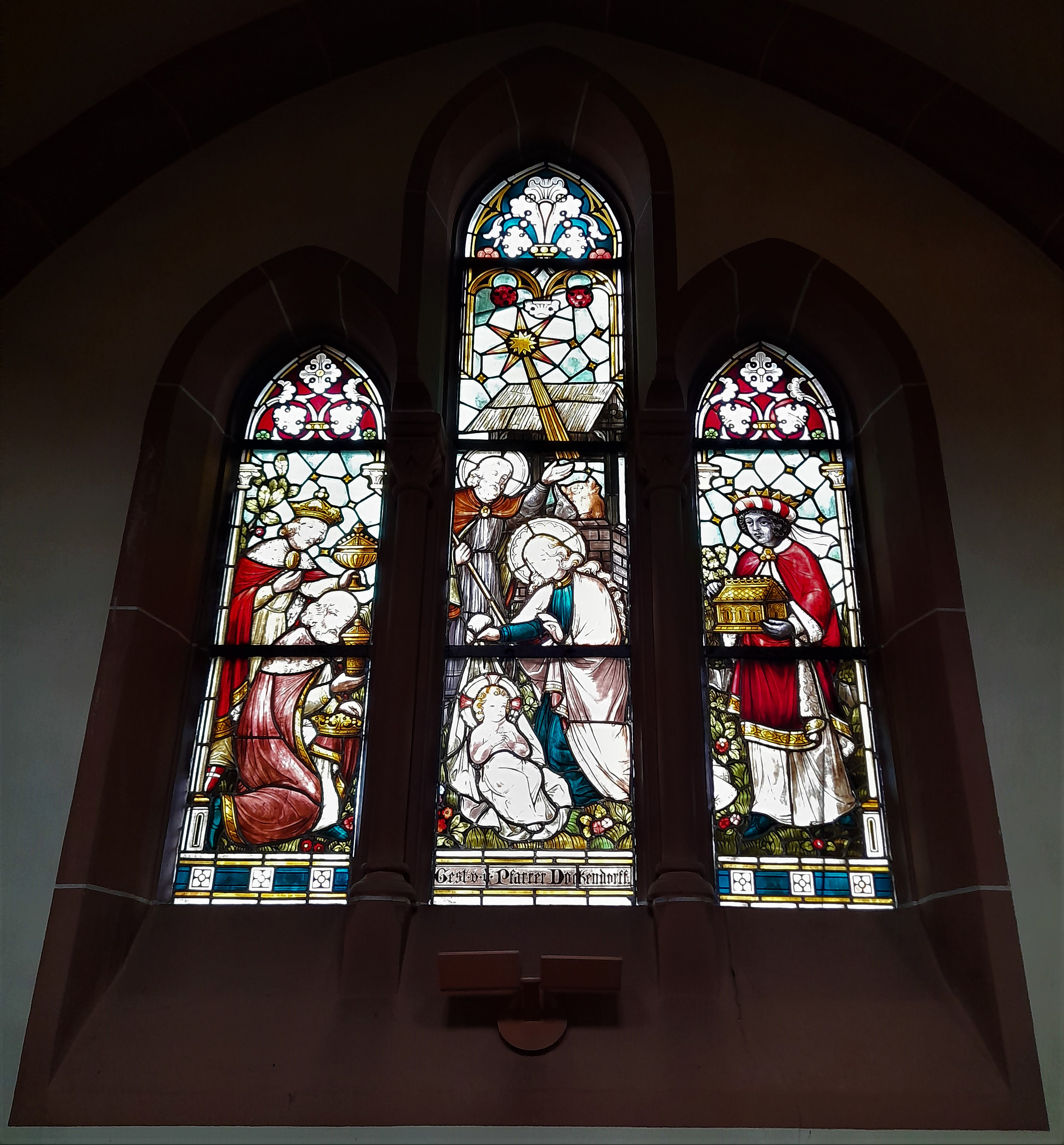
Geburt Jesu in Bethlehem (Weihnachten)
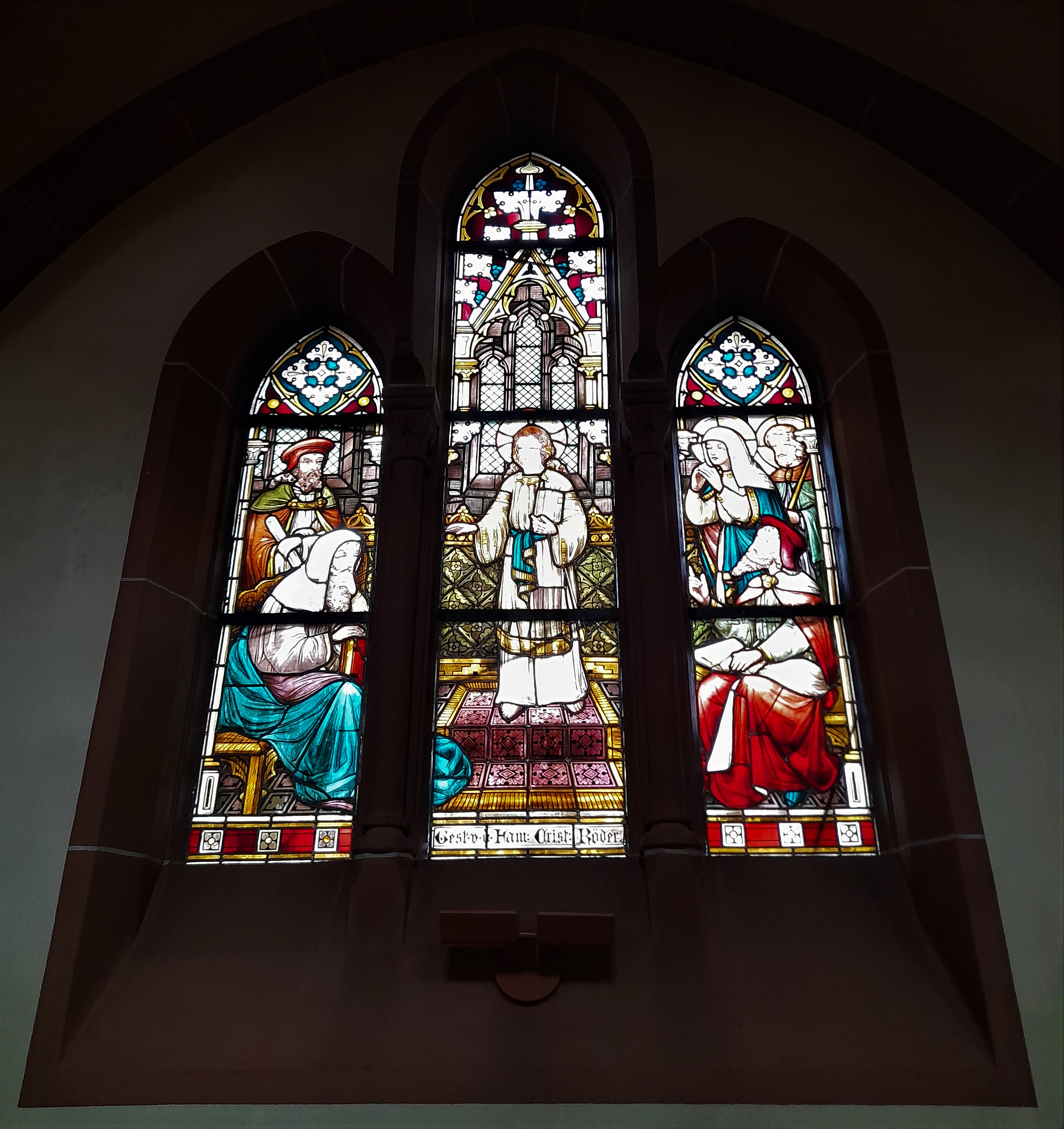
12-jähriger Jesus im Tempel von Jerusalem
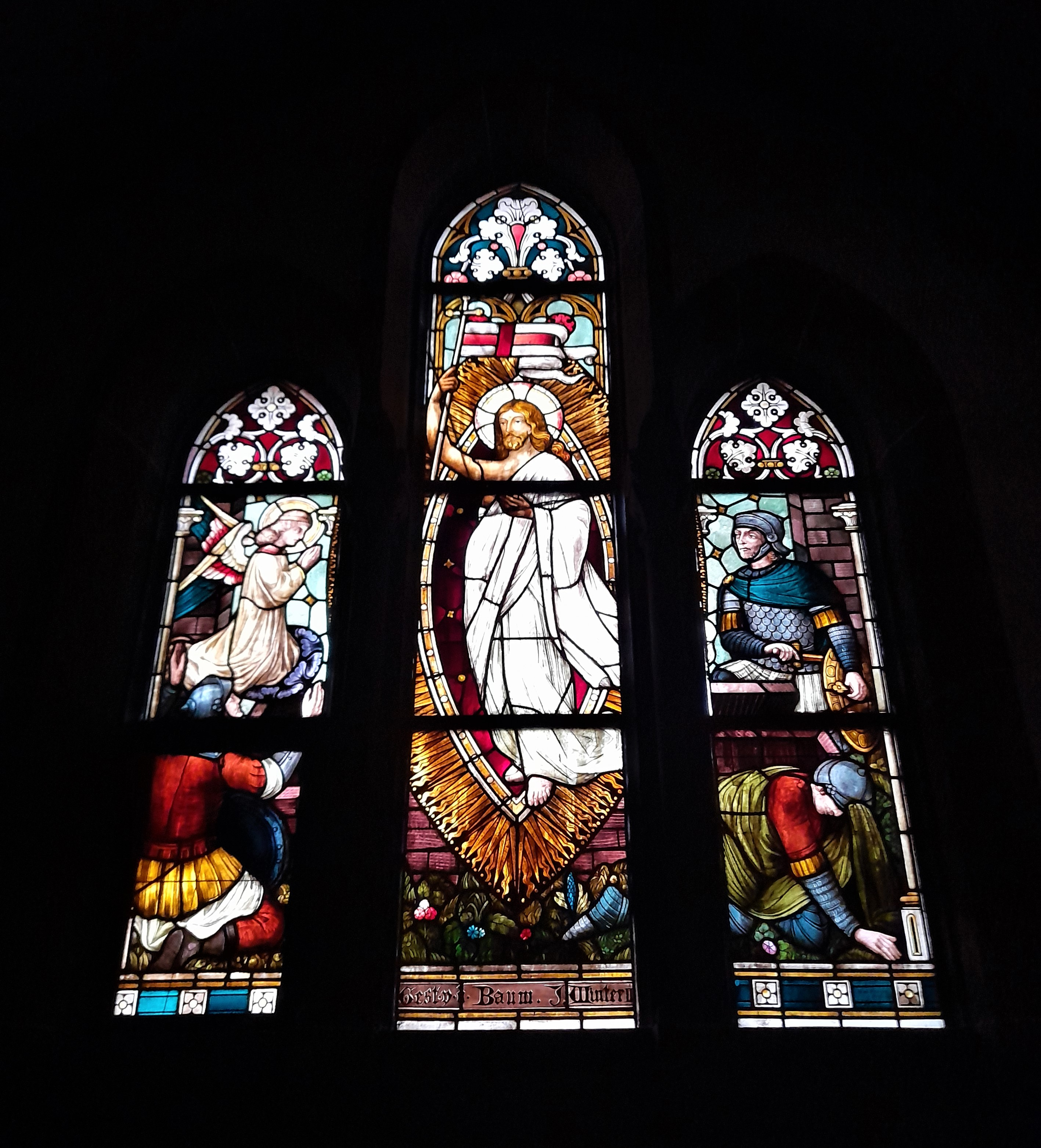
Auferstehung Jesu (Ostern)
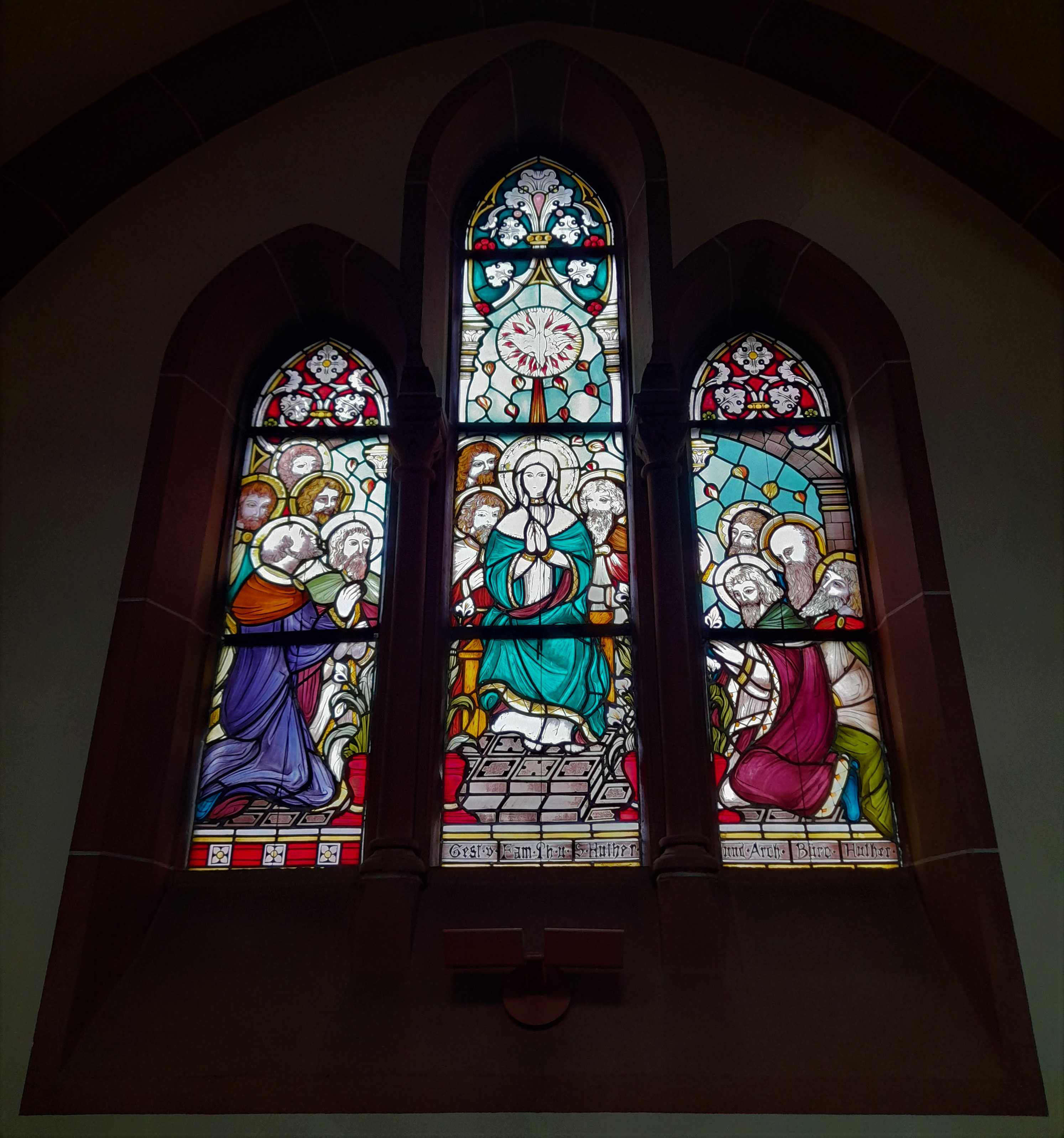
Herabkunft des Heiligen Geistes (Pfingsten)
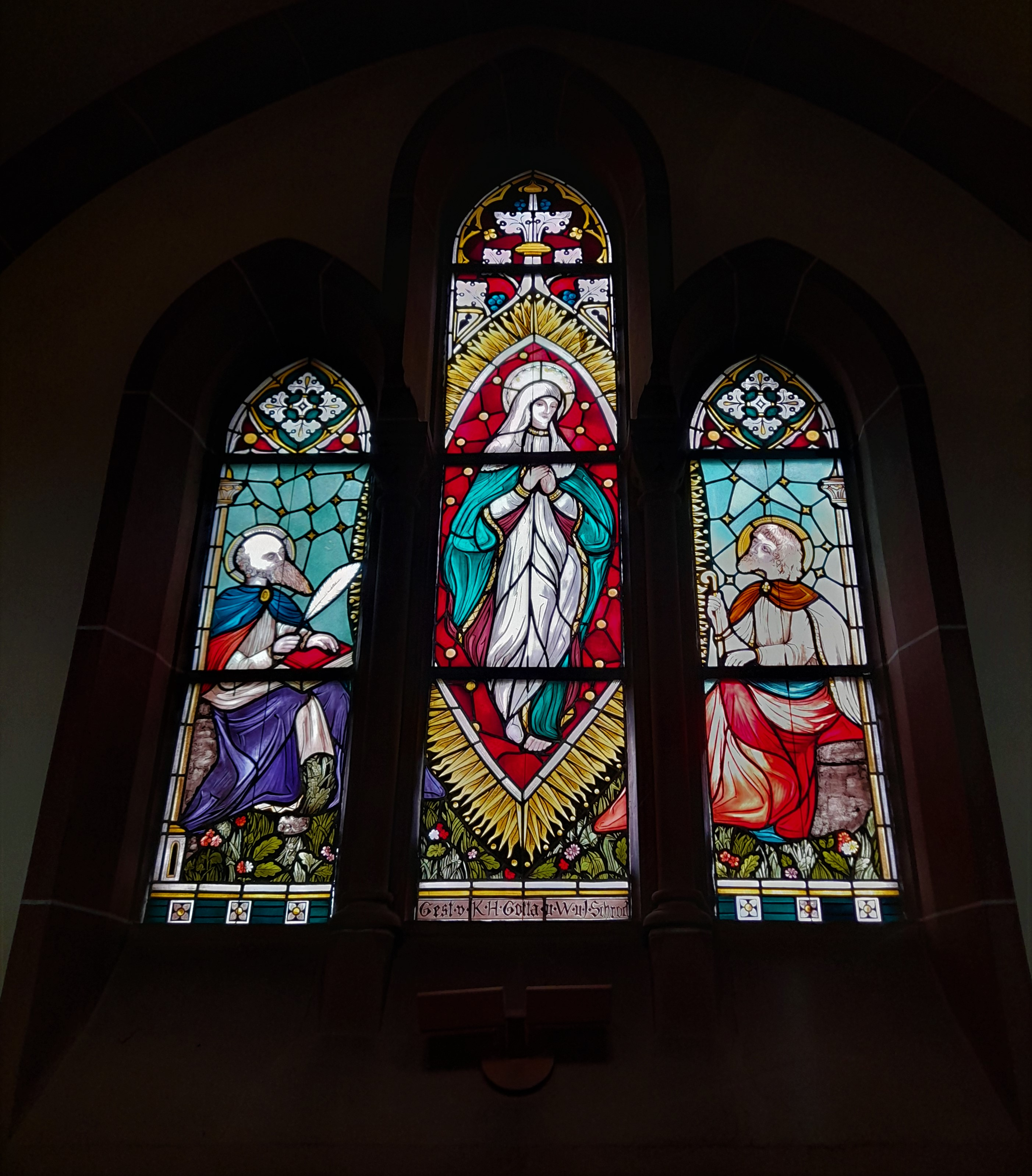
Mariä Himmelfahrt
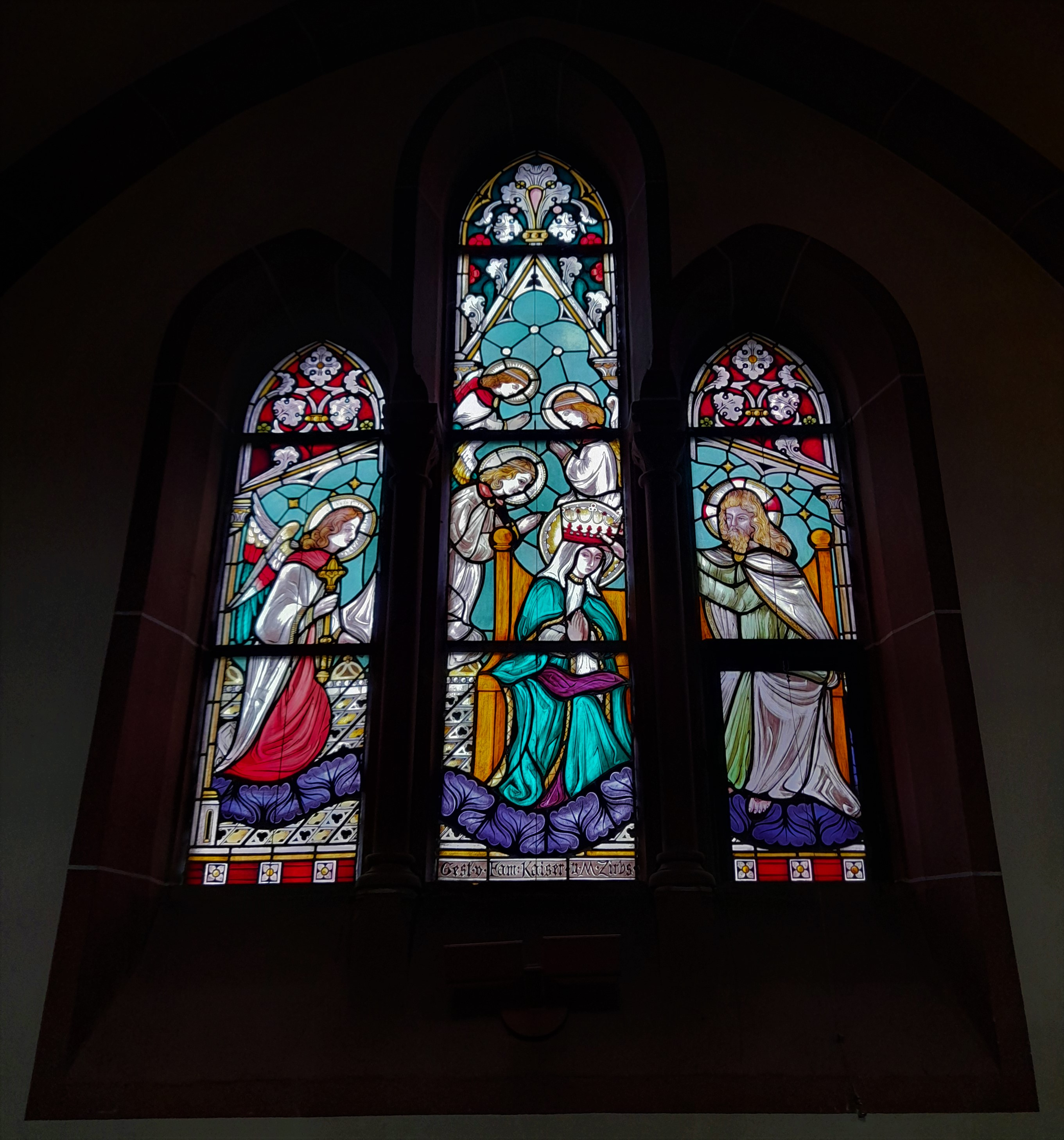
Krönung Mariens zur Himmelskönigin

### Orgel
Der Orgelprospekt wurde 1906 von der Firma Michael Körfer in Bad Sobernheim gebaut. Die heute inaktive Körfer-Orgel mit 24 Registern und elektrischem Gebläse erklang erstmals am 16. Dezember 1906. Die Originalorgelpfeifen wurden während des Ersten Weltkriegs konfisziert und sind nicht mehr erhalten.
Im Zuge der Renovierungsarbeiten 1986–1991 wurde darüber nachgedacht, die nicht mehr funktionstüchtige Körfer-Orgel zu reparieren. Angesichts der hohen Reparaturkosten entschied man sich jedoch dagegen. Stattdessen wurde 1991 eine Digitalorgel der Allen Organ Company aus Macungie in Pennsylvania (USA) angeschafft. Das Instrument, Modell MDS-85, verfügt über ca. 100 Register auf drei Manualen und Pedal. Seine Disposition lautet:

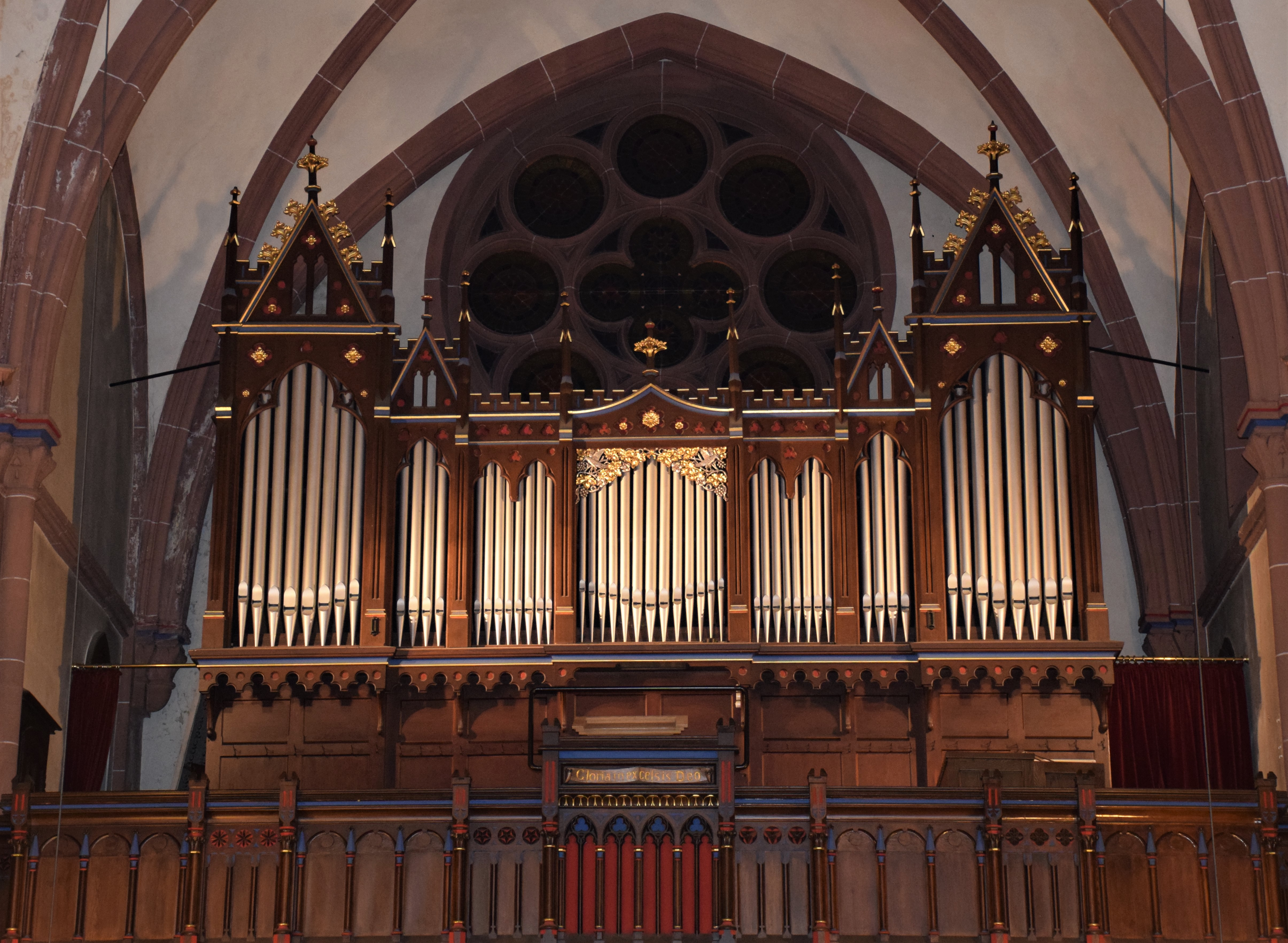
Prospekt der Körfer-Orgel von 1906

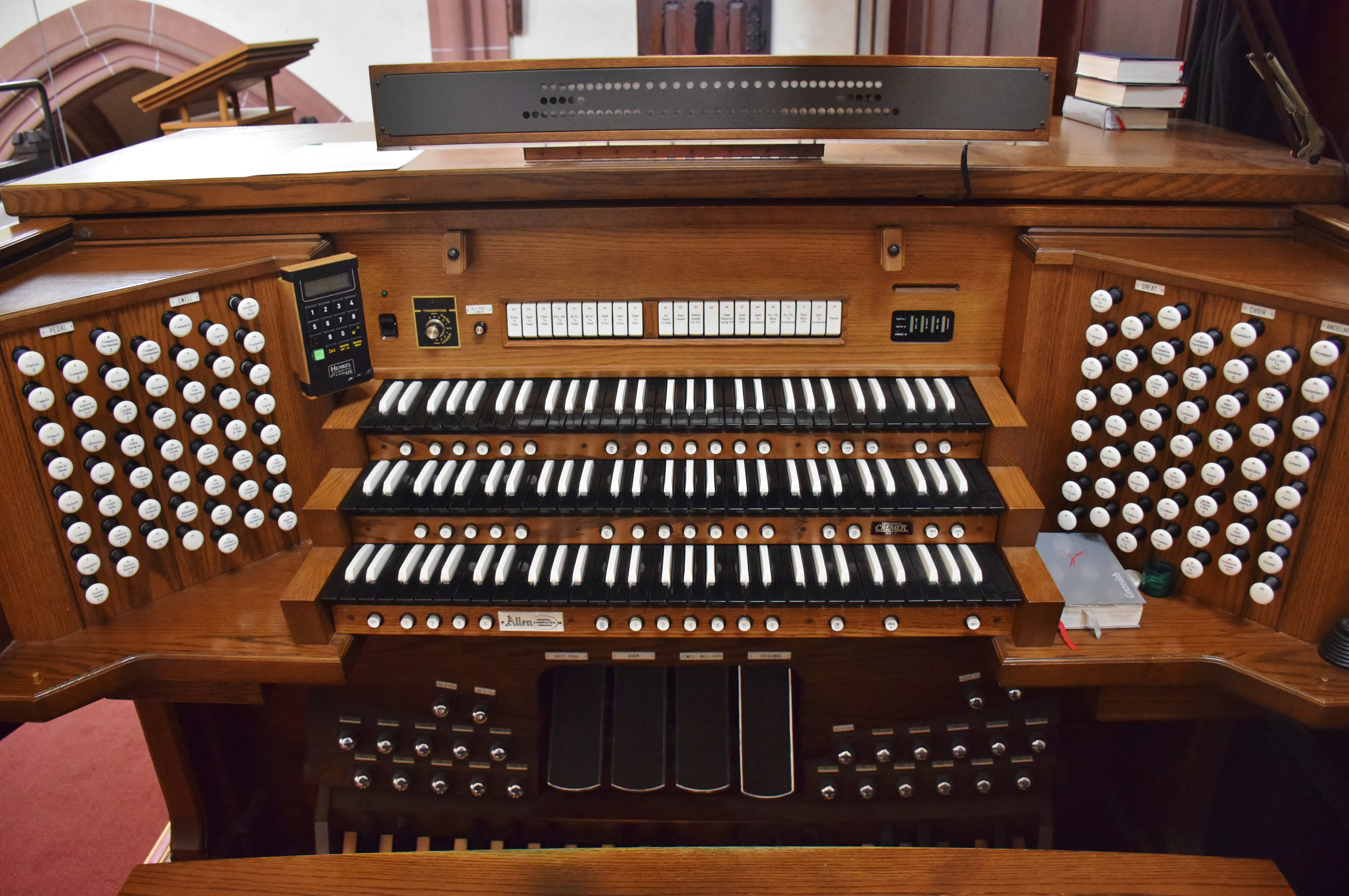
Spieltisch der Allen-Orgel von 1991

| I Great |                      |       |
| 1.      | Gemshorn             | 16′   |
| 2.      | Prinzipal            | 8′    |
| 3.      | Gemshorn             | 8′    |
| 4.      | Rohrflöte            | 8′    |
| 5.      | Flute Celeste II     | 8′    |
| 6.      | Octav                | 4′    |
| 7.      | Quinte               | 2 ⁄3′ |
| 8.      | Superoctav           | 2′    |
| 9.      | Waldflöte            | 2′    |
| 10.     | Mixtur IV            |       |
| 11.     | Scharf III           |       |
| 12.     | Contre Trompete      | 16′   |
| 13.     | Trompette Harmonique | 8′    |
| 14.     | Trompete             | 8′    |
| 15.     | French Horn          | 8′    |
| 16.     | Krummhorn            | 8′    |
| 17.     | Clairon              | 4′    |
|         | Tremulant            |       |

| II Swell |                      |        |
| 18.      | Bourdon Doux         | 16′    |
| 19.      | Violone Celeste II   | 16′    |
| 20.      | Geigen Diapason      | 8′     |
| 21.      | Flute Harmonique     | 8′     |
| 22.      | Flute Bouchee        | 8′     |
| 23.      | Voix Celeste II      | 8′     |
| 24.      | Voix Celeste (flat)  | 8′     |
| 25.      | Principal Conique    | 4′     |
| 26.      | Flute a Fuseau       | 4′     |
| 27.      | Salicet Celeste II   | 4′     |
| 28.      | Nasard               | 2 ⁄3′  |
| 29.      | Flute a Bec          | 2′     |
| 30.      | Tierce               | 1 3⁄5′ |
| 31.      | Sifflet              | 1′     |
| 32.      | Fourniture IV        |        |
| 33.      | Bombarde             | 16′    |
| 34.      | Basson               | 16′    |
| 35.      | Vox Humana           | 16′    |
| 36.      | Trompette Harmonique | 8′     |
| 37.      | Trompette            | 8′     |
| 38.      | Hautbois             | 8′     |
| 39.      | Vox Humana           | 8′     |
| 40.      | Clairon              | 4′     |
| 41.      | Alterable Voice 1    |        |
| 42.      | Alterable Voice 2    |        |
| 43.      | Alterable F          |        |
| 44.      | Alterable Percussion |        |
|          | Tremulant            |        |

| III Choir |                      |        |
| 45.       | Quintadena           | 16′    |
| 46.       | Holzgedackt          | 8′     |
| 47.       | Erzähler             | 8′     |
| 48.       | Erzähler Celeste     | 8′     |
| 49.       | Spitzprinzipal       | 4′     |
| 50.       | Koppelflöte          | 4′     |
| 51.       | Erzähler Celeste II  | 4′     |
| 52.       | Nasat                | 2 ⁄3′  |
| 53.       | Oktav                | 2′     |
| 54.       | Blockflöte           | 2′     |
| 55.       | Terz                 | 1 3⁄5′ |
| 56.       | Quintflöte           | 1 ⁄3′  |
| 57.       | Cymbale III          |        |
| 58.       | Dulzian              | 16′    |
| 59.       | Trompette Harmonique | 8′     |
| 60.       | Kleine Trompete      | 8′     |
| 61.       | Cor Anglais          | 8′     |
| 62.       | Schalmei             | 4′     |
| 63.       | Orchestral Voices On |        |
|           | Tremulant            |        |

| Pedal |                      |        |
| 64.   | Contre Bass          | 32′    |
| 65.   | Contre Bourdon       | 32′    |
| 66.   | Contra Violone       | 32′    |
| 67.   | Diapason             | 16′    |
| 68.   | Bourdon              | 16′    |
| 69.   | Lieblichgedackt      | 16′    |
| 70.   | Violone              | 16′    |
| 71.   | Octave               | 8′     |
| 72.   | Gedacktflöte         | 8′     |
| 73.   | Violinchello         | 8′     |
| 74.   | Quinte               | 5 1⁄3′ |
| 75.   | Choralbass           | 4′     |
| 76.   | Flute Ouverte        | 4′     |
| 77.   | Zauberflöte          | 2′     |
| 78.   | Mixtur IV            |        |
| 79.   | Scharf III           |        |
| 80.   | Contre Bombarde      | 32′    |
| 81.   | Bombarde             | 16′    |
| 82.   | Fagott               | 16′    |
| 83.   | Trompette Harmonique | 8′     |
| 84.   | Trompette            | 8′     |
| 85.   | Clairon              | 4′     |

### Glocken

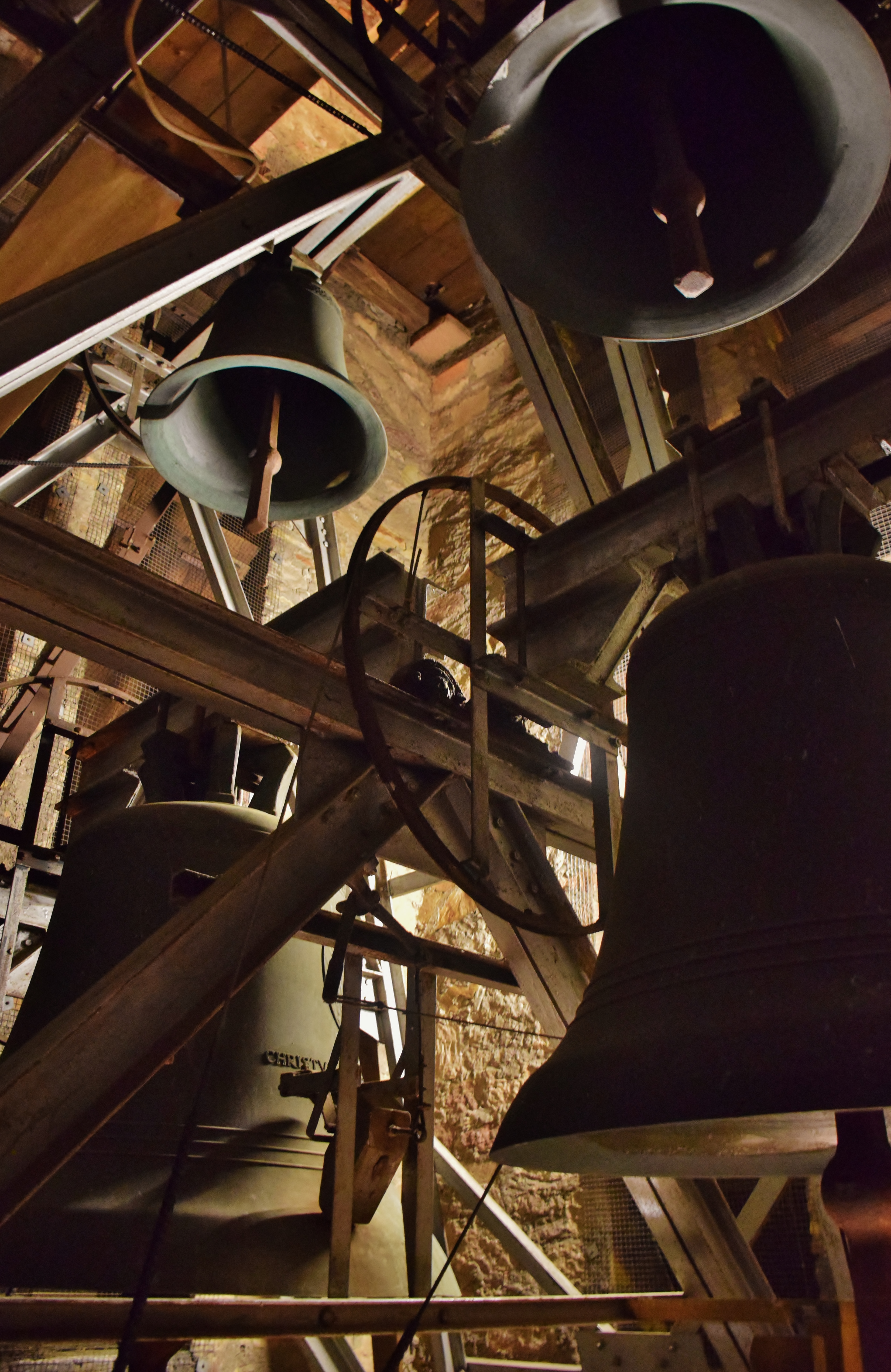
Geläut von St. Nazarius

Während des Ersten und Zweiten Weltkrieges wurden die Glocken von St. Nazarius zum Zweck der Metallgewinnung konfisziert. 1950 wurde das heutige, aus vier Glocken bestehende Geläut im Turm aufgehängt. Es stammt aus der Glockengießerei in Heilbronn und setzt sich aus den im Folgenden genannten Glocken zusammen:
| Name der Glocke | Gewicht | Durchmesser | Tonlage | Inschrift                                                            |
| --------------- | ------- | ----------- | ------- | -------------------------------------------------------------------- |
| Christus-Glocke | 1100 kg | 123 cm      | f'      | „Christus gestern und heute und in Ewigkeit.“                        |
| Marien-Glocke   | 0630 kg | 102 cm      | as'     | „Maria, hilf uns allen aus unsrer tiefen Not.“                       |
| Nazarius-Glocke | 0434 kg | 091 cm      | b'      | „Hl. Nazarius und hl. Johannes Nepomuk, beschützet unsere Gemeinde.“ |
| Martinus-Glocke | 0246 kg | 075 cm      | des''   | „Dem Erbauer des Gotteshauses, Pfarrer Jakob Dockendorff gewidmet.“  |

### Weitere Innenraumbilder

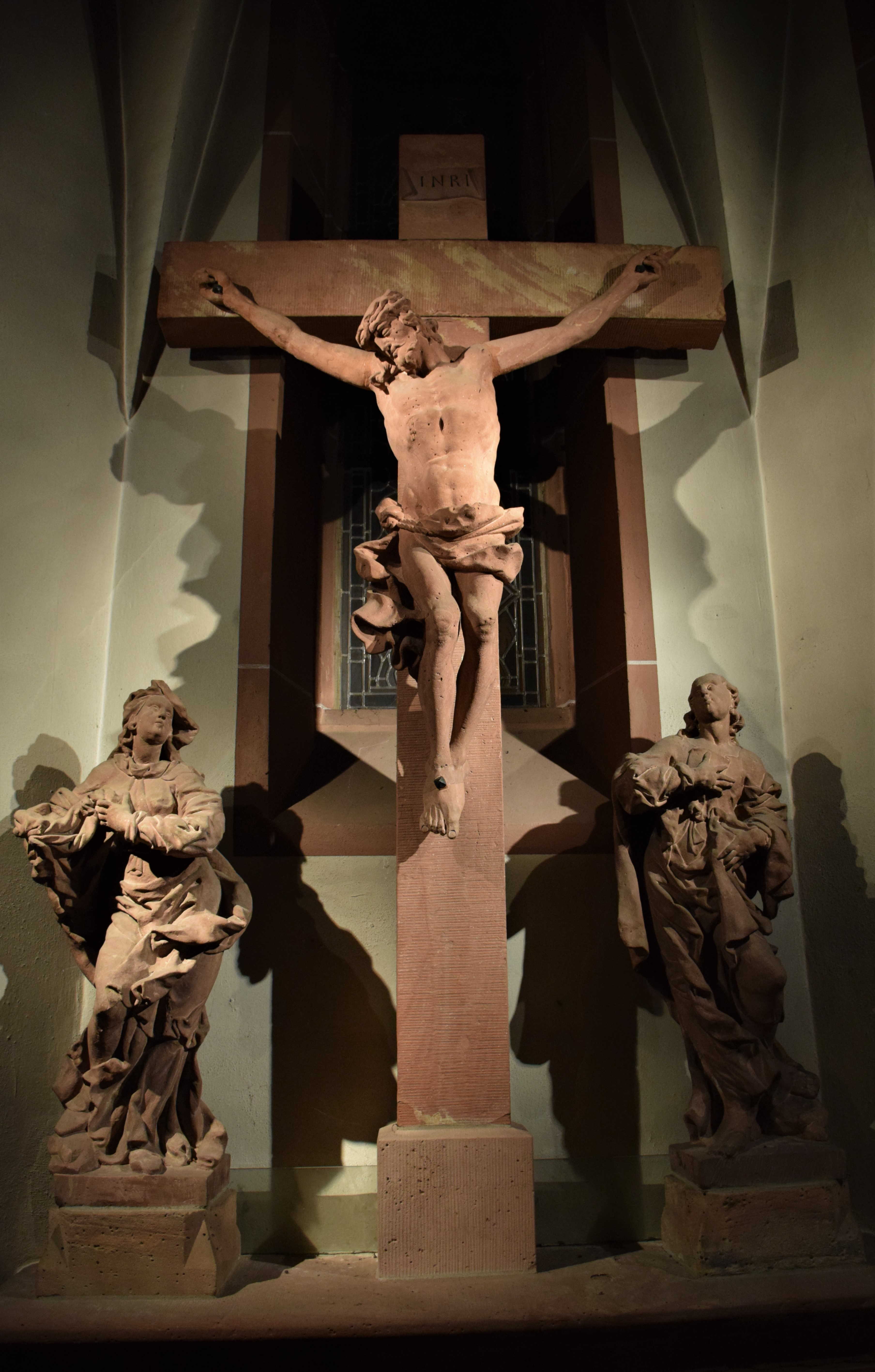
Kreuzigungsgruppe im westlichen Vorraum
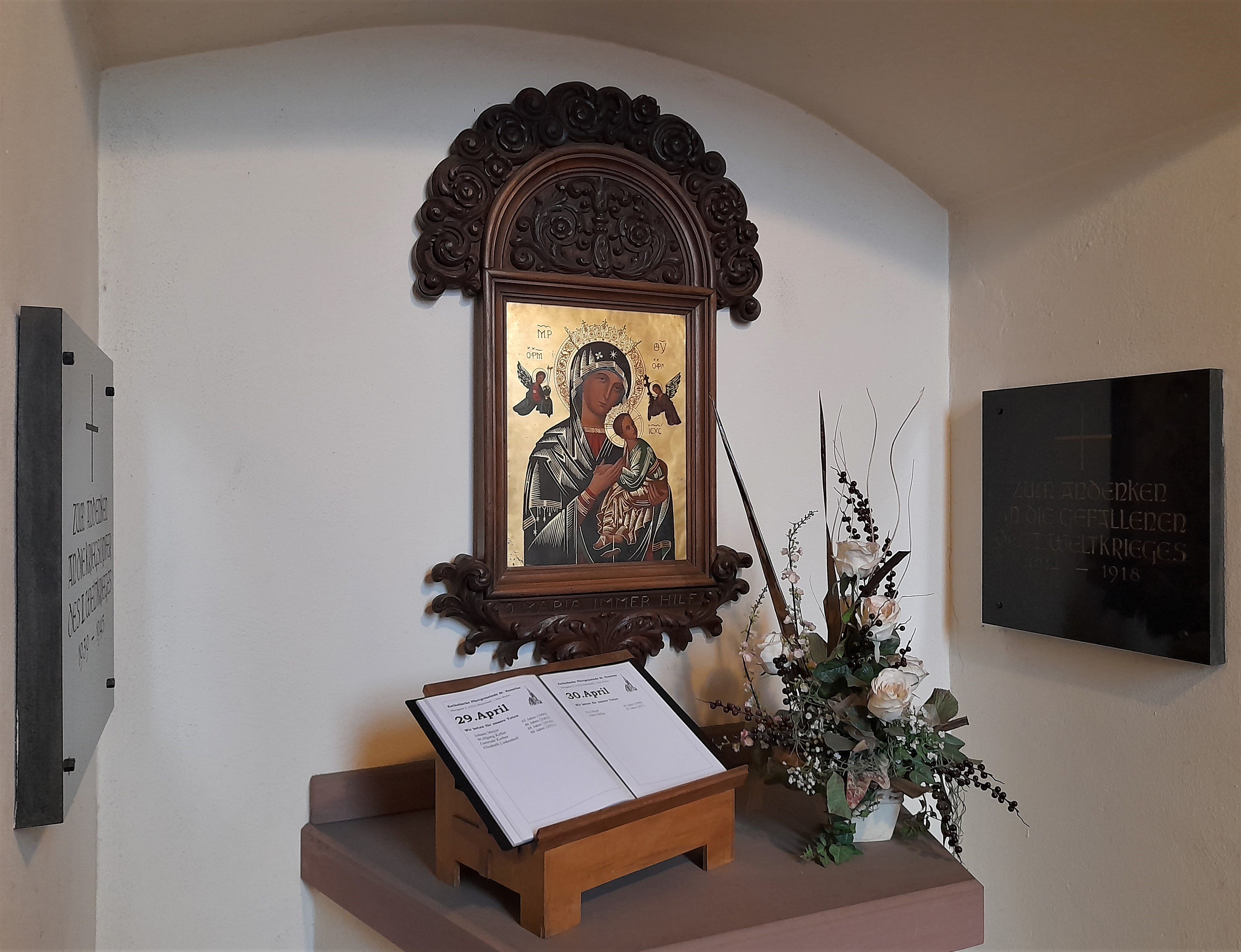
Marienikone mit Verstorbenenbuch im östlichen Vorraum
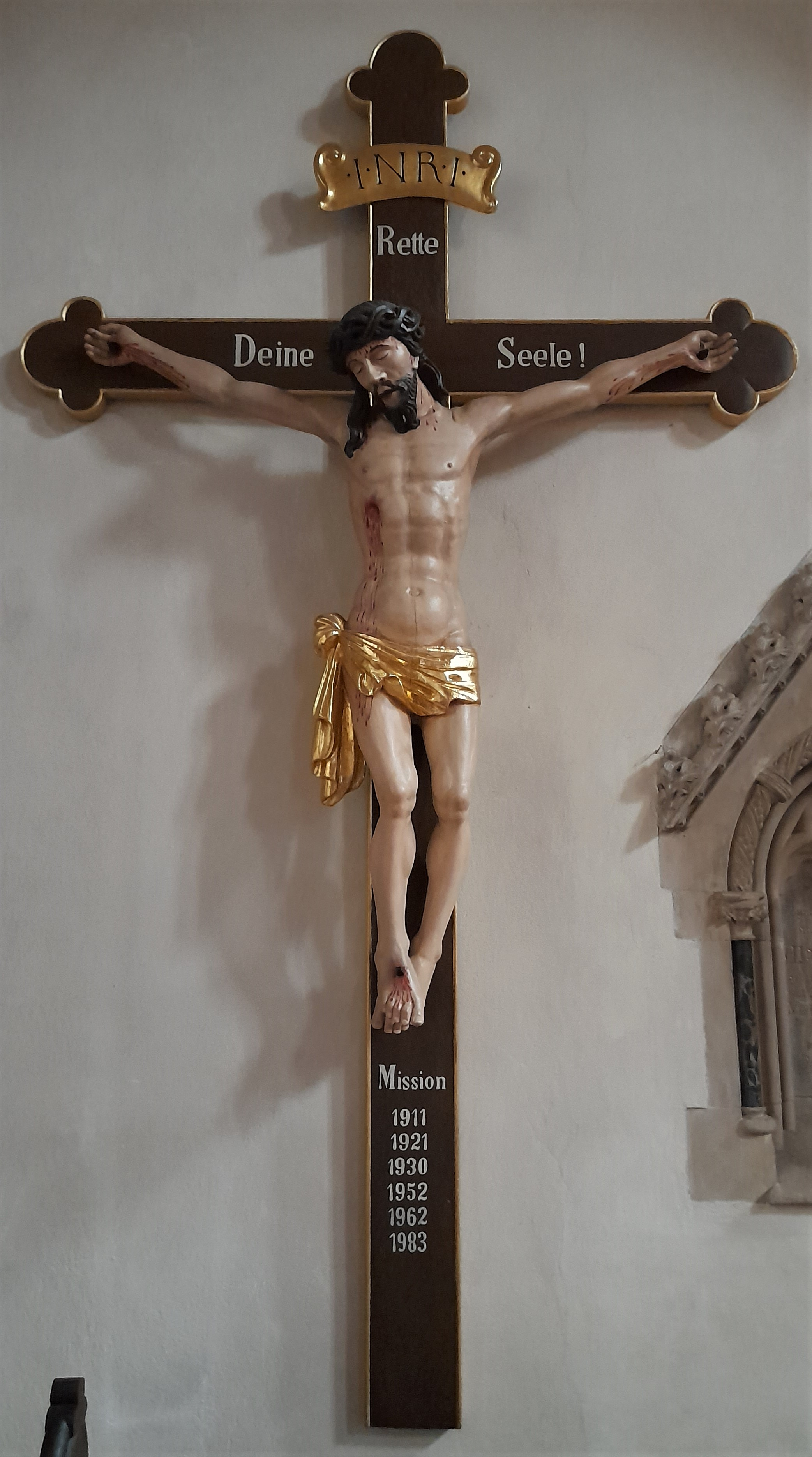
Missionskreuz an der hinteren Wand des östlichen Seitenschiffs
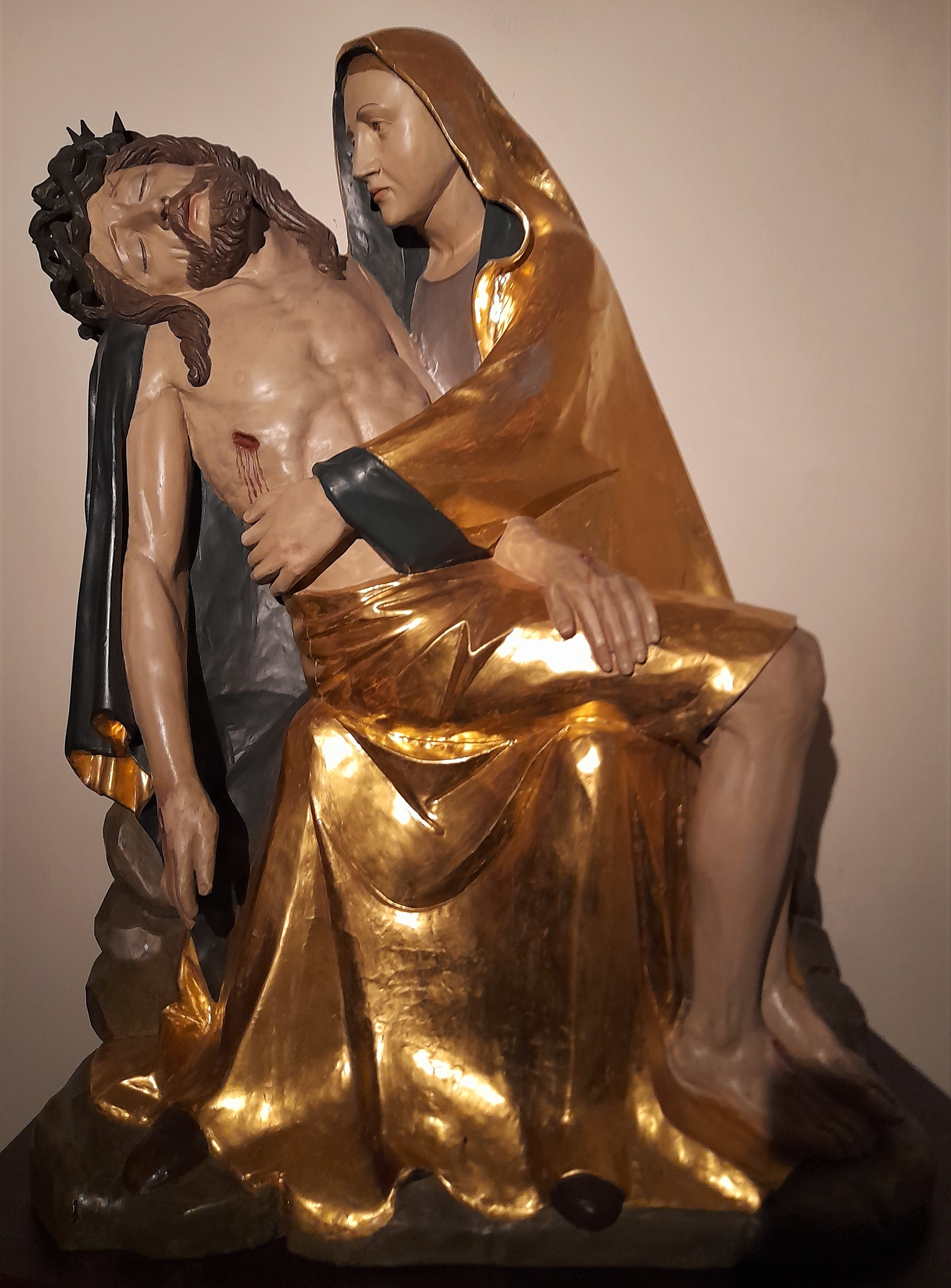
Pietà in der Pietà-Kapelle unter der Empore
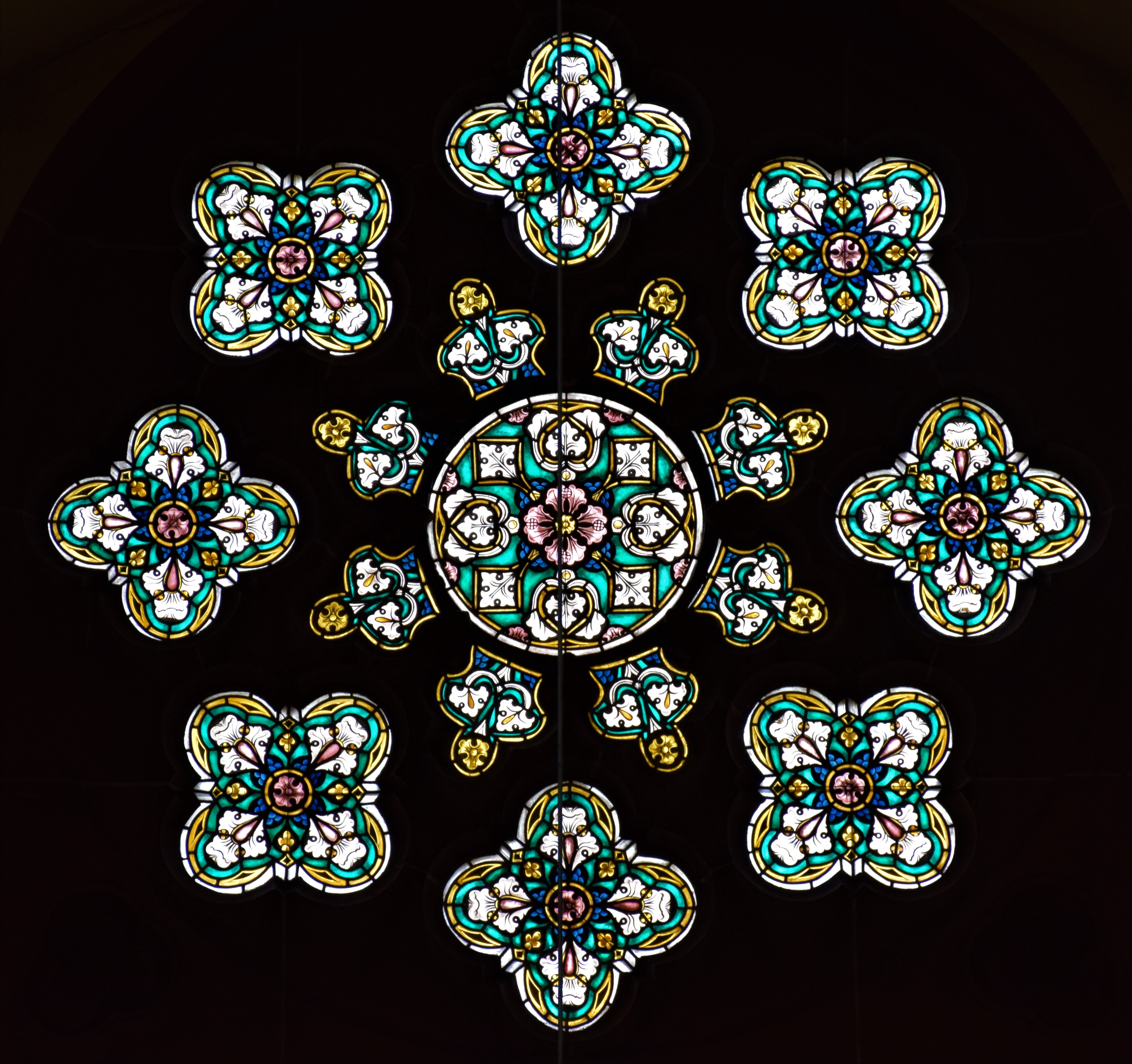
Westliches Rosettenfenster
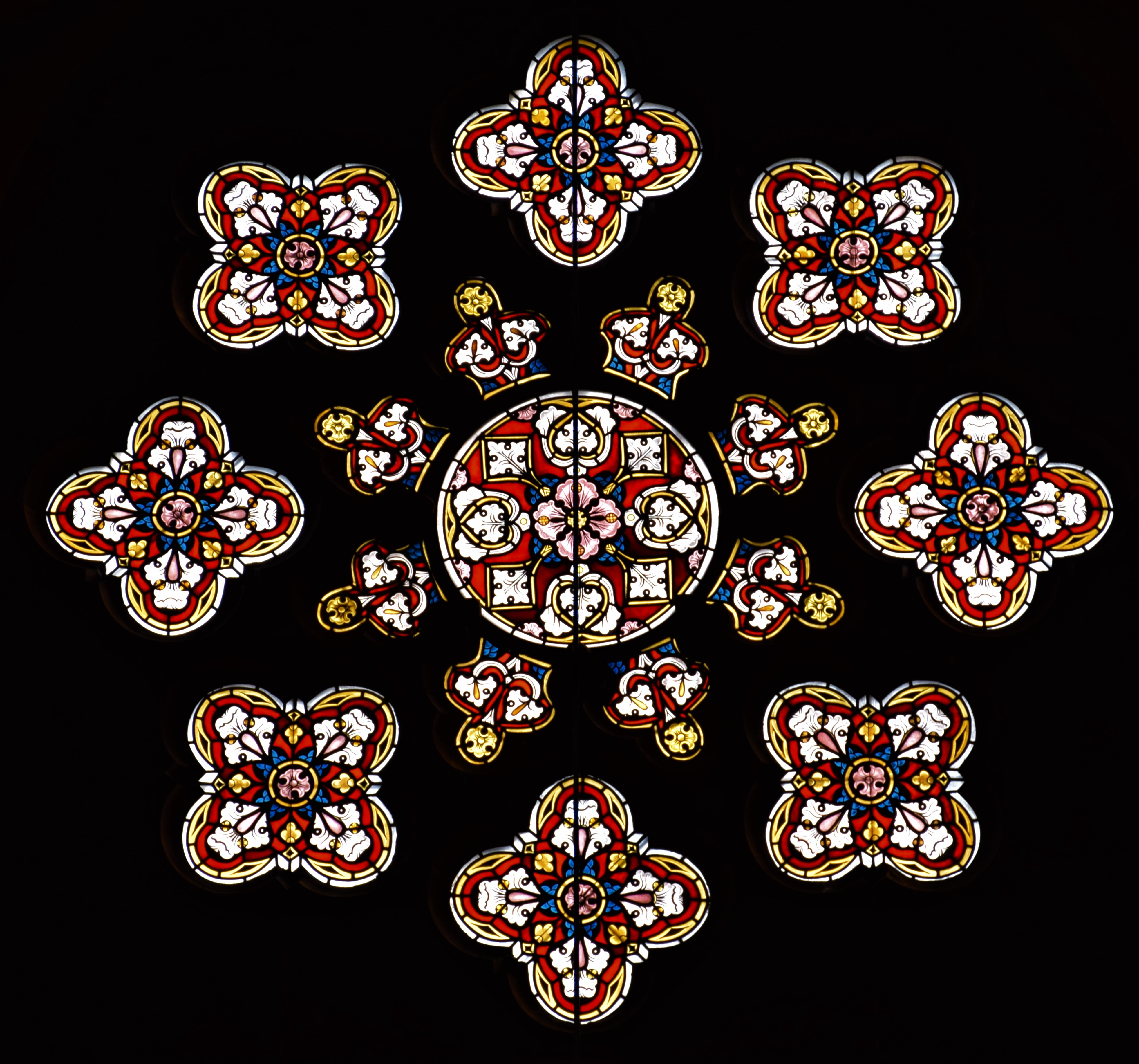
Östliches Rosettenfenster
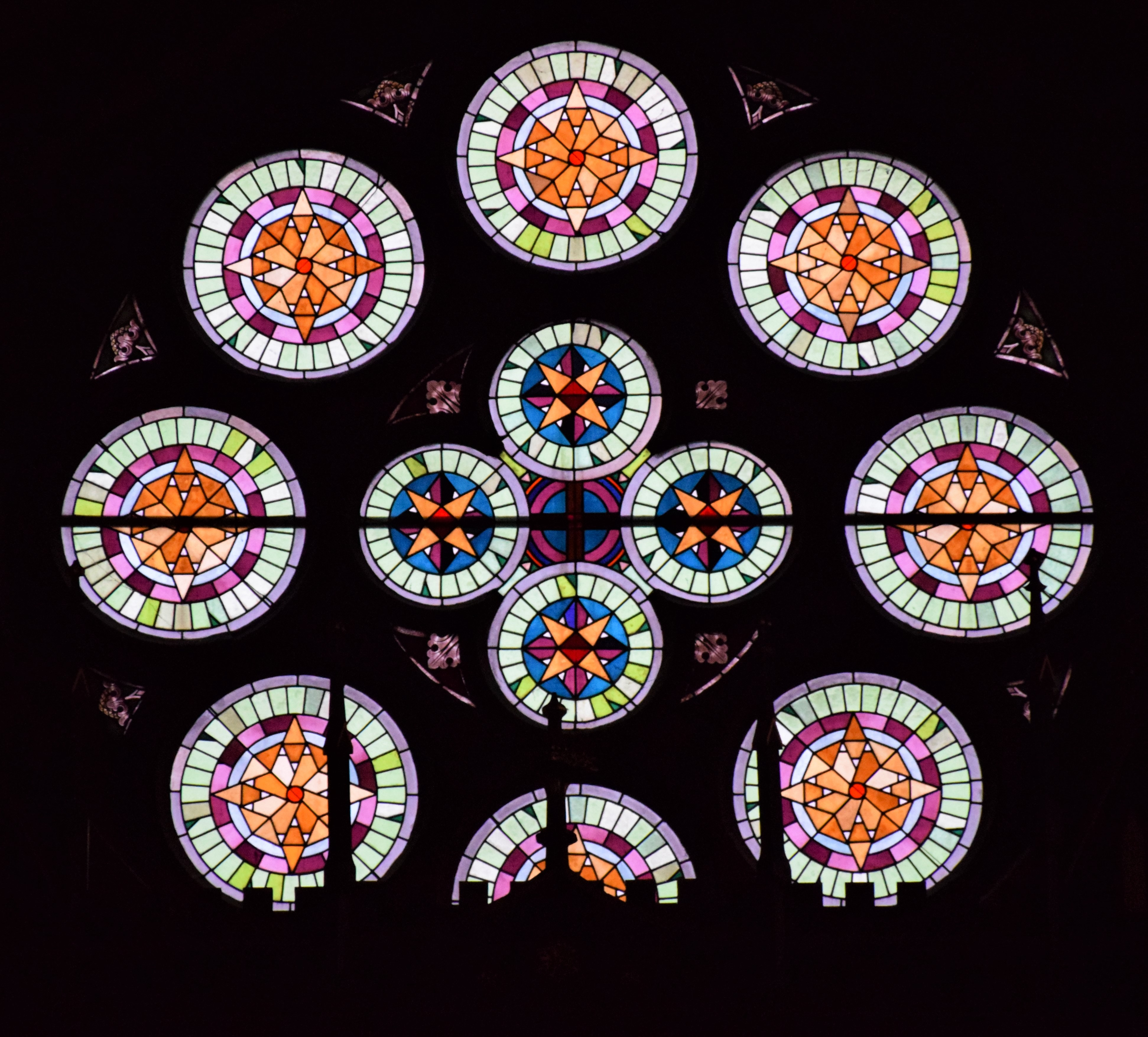
Rosettenfenster über der Orgelempore